# Église Saint-Prix de Saint-Prix (Val-d'Oise)
L'église Saint-Prix est une église catholique paroissiale située à Saint-Prix, dans le Val-d'Oise, en France. La première église romane, à laquelle appartiennent peut-être les corniches à l'est et à l'ouest de la base du clocher, a été donnée à l'abbaye Saint-Martin de Pontoise vers 1085, et un prieuré a été fondé en même temps. Le patron de la paroisse est alors saint Germain. À partir de la fin du XIIe siècle et jusqu'en 1220 environ, l'église est entièrement rebâtie dans le style gothique primitif, et elle conserve de cette époque le plan et l'ordonnancement général, mais très peu d'éléments en élévation : il s'agit essentiellement des chapiteaux au nord de la nef ; des piles orientales du clocher, qui s'élève au-dessus de la croisée du transept ; de l'étage de beffroi du clocher ; et des fenêtres hautes bouchées dans la partie droite du chœur. Au XVe siècle, l'essor du pèlerinage de saint Prix, dont l'église possède sans doute des reliques dès l'origine, fait que ce second patron supplante le premier, qui s'est depuis longtemps effacé. Après la guerre de Cent Ans, l'église est presque entièrement rebâtie pour une seconde fois : d'abord la nef est voûtée d'ogives dans le style gothique flamboyant, à la fin du XVe siècle, puis pendant la seconde moitié du XVIe siècle, les grandes arcades sont reprises en sous-œuvre (sauf au nord de la nef), les collatéraux sont presque entièrement reconstruits (sauf au nord de la nef), et une nouvelle abside est construite sur les fondations de l'ancienne. Dès lors, le style dominant de l'église est celui de la Renaissance, même si la structure demeure gothique. Au XVIIe siècle, une sacristie et des chapelles sont ajoutées devant le bas-côté sud. Les chapelles, ainsi que la première travée de la nef, sont malheureusement en partie démolies vers 1836, et les remaniements à la fin du XIXe siècle modifient encore l'aspect extérieur de la nef. L'église Saint-Prix est inscrite au titre des monuments historiques par arrêté du 16 juin 1926. Son intérêt réside en grande partie dans sa complexité architecturale, perceptible notamment à l'intérieur, et en son riche mobilier. La ville de Saint-Prix fait aujourd'hui partie d'un regroupement paroissial avec Eaubonne, Montlignon et Margency, et les messes dominicales sont célébrées en l'église Notre-Dame de la Vallée. La vie spirituelle de l'église Saint-Prix s'est appauvrie, et on n'y célèbre plus qu'une messe dominicale anticipée par mois.

## Localisation

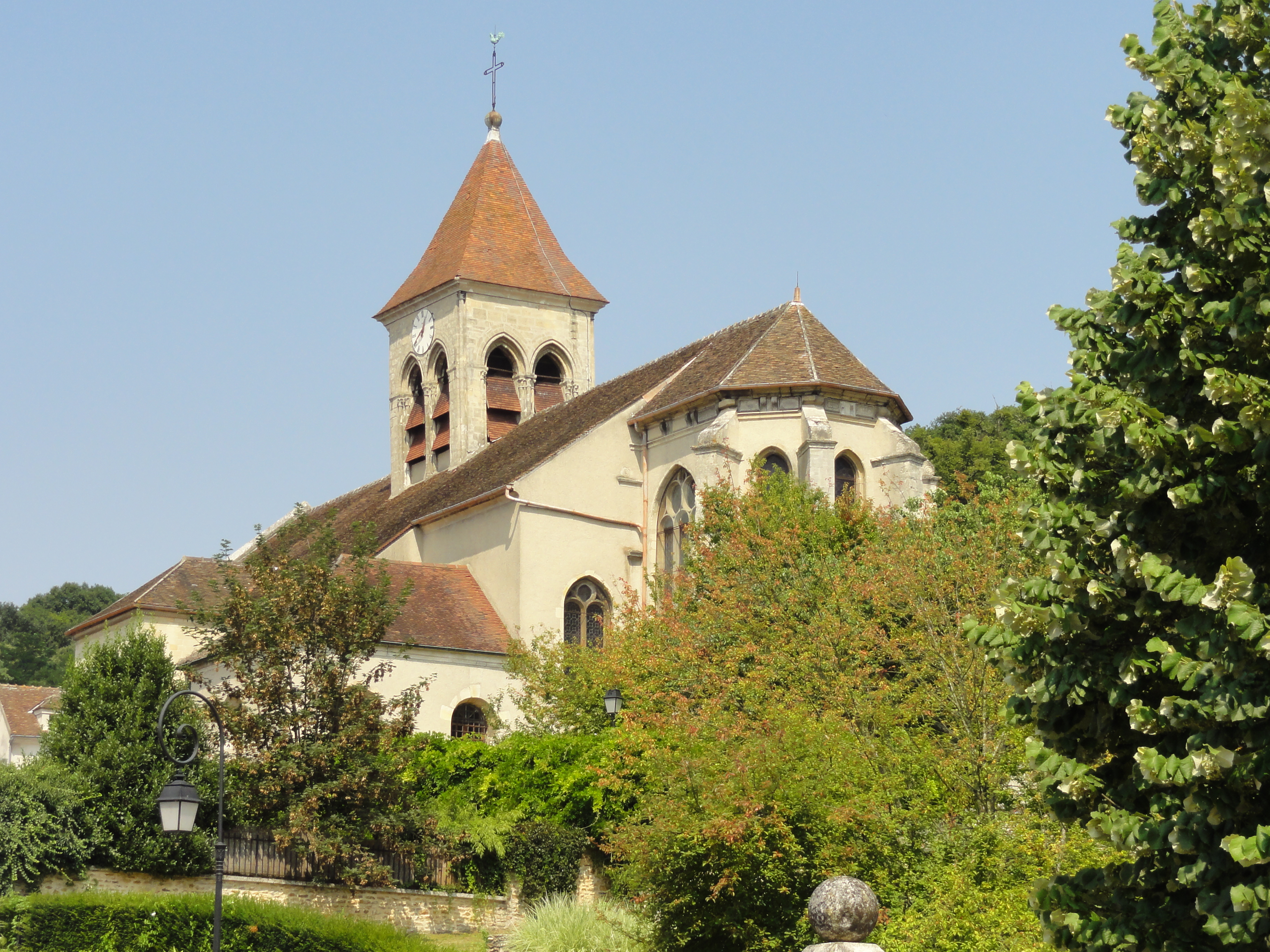
Vue depuis le sud-est.

L'église est située en France, en région Île-de-France et dans le département du Val-d'Oise, sur le versant sud de la forêt de Montmorency, sur la commune de Saint-Prix, en marge du centre-ville actuel, en haut du vieux village. La façade occidentale donne sur la rue de la Croix Saint-Jacques. Il n'y a qu'un étroit parvis. Une ruelle le relie à la rue Auguste-Rey, au sud ; c'est le principal axe est-ouest du vieux village, sur lequel débouche également la rue de la Croix Saint-Jacques. Un jardin étagé en terrasses se situe sur le coteau pentu au sud-est de l'église. Pour renouer avec la tradition viticole de Saint-Prix, on y a replanté un petit vignoble. En bas de ce jardin, de part et d'autre de la rue Auguste-Rey, se situent la fontaine Saint-Pry, qui joue un rôle dans le pèlerinage local, et la fontaine de la place aux Pèlerins. Depuis ces fontaines, de belles perspectives de vue s'offrent sur le chevet de l'église. En revanche, l'étroitesse des chemins et la proximité des autres constructions ne permettent pas de contempler la façade et l'élévation méridionale avec du recul. Il n'y a toutefois pas de constructions contigües et on peut faire le tour de l'église. L'élévation septentrionale donne sur un parking, et plus haut sur la colline se situe le cimetière de Saint-Prix.

## Historique

### Les origines et le vocable

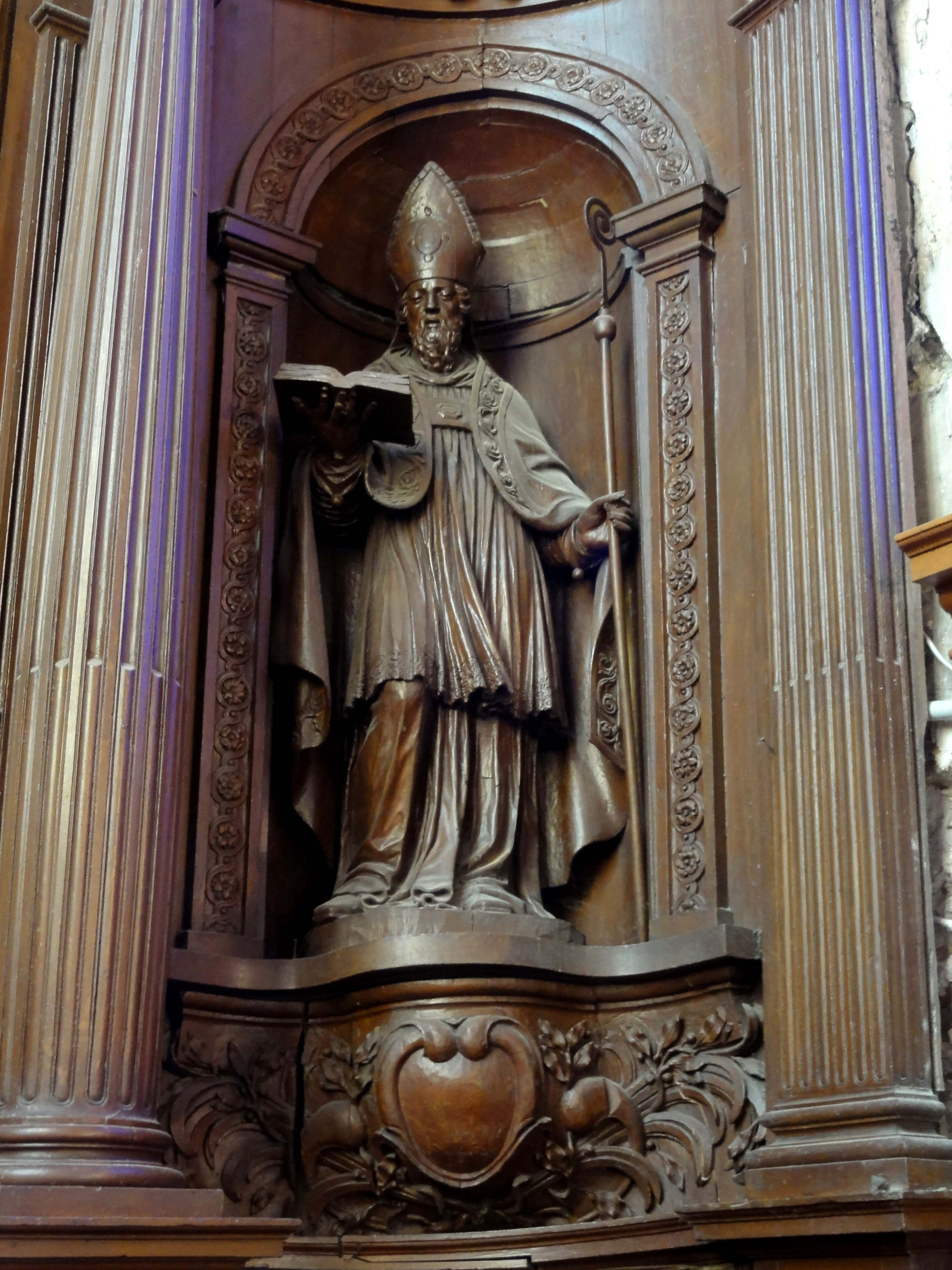
Statue de saint Prix à droite du retable du maître-autel du XVIIe siècle.

Les origines de la paroisse se perdent dans le temps. À la fin du XIe siècle, l'église appartient à Geoffroy de Montmorency, dit le Riche, et sa femme Richilde. Sans doute sous l'impulsion de la Réforme grégorienne, qui incite les seigneurs à restituer les biens ecclésiastiques qu'ils avaient usurpés dans le passé, Geoffroy et Richilde font don de l'église à l'abbaye Saint-Martin de Pontoise, à condition que celle-ci établisse un prieuré à Saint-Prix, dont la direction doit être assurée par saint Gauthier de Pontoise, qui doit aussi pouvoir disposer des revenus. La donation est relatée dans un mémoire rédigé sous la forme d'une charte, qui a été versée au cartulaire de l'abbaye, et qui n'a pas la fiabilité d'un document authentique. Aussi la date n'y est-elle pas précisée, mais l'on suppose que la donation a lieu vers 1085 environ. Sachant que les églises sont fréquemment données à des abbayes alors qu'elles sont encore en construction, la première église de Saint-Prix n'est pas nécessairement beaucoup plus ancienne. Le village porte alors le nom de Tour, Tourn ou Tor, qui demeure encore valable jusqu'au XVIIIe siècle, quand il n'est guère plus utilisé que dans les registres de l'Élection. L'abbaye de Pontoise et son église sont encore placées sous le vocable de saint Germain. Une portion des reliques de l'évêque de Paris est translatée vers l'église de Tour, qui en tient son premier vocable. Dans le mémoire déjà évoqué, saint Priest de Clermont (sancto Projecto en latin), dit saint Prix en Île-de-France, est déjà indiqué comme second patron. L'abbé Lebeuf pense que l'abbaye de Pontoise devait également avoir l'évêque de Clermont comme second patron, et en posséder des reliques. Ultérieurement, le titre de Saint-Prix supplante entièrement celui de Saint-Germain, et avec l'essor du pèlerinage au XVe siècle (voir ci-dessous), le village lui-même n'est plus appelé que Saint-Prix. La donation de la fin du XIe siècle est confirmée plusieurs fois : par Geoffroy de Boulogne, évêque de Paris, vers 1090 ; par Étienne de Senlis, évêque de Paris, en 1124 ; et par Thibaud, évêque de Paris, en 1149. Les biens du prieuré s'enrichissent par des dons de terres et de rentes des seigneurs successifs. Par distinction avec le prieuré Blanc, il est appelé le prieuré Noir. Ses bâtiments se situaient à l'emplacement de l'actuel parking, au nord de l'église. Sous tout l'Ancien Régime, l'église est paroissiale et prieurale à la fois. Du fait de l'importance de l'horticulture à Saint-Prix, un troisième patron est ajouté, sans doute au XVIe siècle : saint Fiacre, patron des jardiniers. Selon l'abbé Lebeuf, la population le considère comme le véritable patron de la paroisse,,. L'affirmation de Roger Large, que saint Fiacre était le premier patron de l'église, semble résulter d'un malentendu, et a été malheureusement recopiée par Mathieu Lours,.

### Les campagnes de construction de l'édifice
L'église Saint-Prix a été presque entièrement rebâtie au moins deux fois, et comporte aussi des parties issues d'autres campagnes de reconstruction ou de remaniements. En dépit de son plan assez simple, c'est donc un édifice complexe, qui garde encore des témoins de presque chaque siècle, et dont la genèse ne se comprend pas facilement. Des données historiques ne sont disponibles qu'à partir du XVIIe siècle, avec des lacunes, et des sondages archéologiques entrepris en 2008 ont donné des indices sur le plan de l'édifice du XIIIe siècle. Sinon, l'analyse archéologique des éléments conservés en élévation doit suffire pour établir l'historique des campagnes de construction de l'église. Les différents auteurs qui se sont consacrés à la question ne sont pas toujours parvenus aux mêmes conclusions, et aucune étude détaillée n'a encore été publiée à ce jour. L'analyse la plus complète à ce jour est proposée par Gérard Ducœur en 2009, en tenant compte des avis de Mathieu Lours, qui en 2008 consacre un court chapitre à l'église de Saint-Prix dans un ouvrage collectif publié par la Société d’histoire et d’archéologie de Gonesse et du Pays de France. Roger Large a en outre rédigé une fiche de synthèse sur l'église Saint-Prix, qui repose en partie sur les travaux de Gérard Ducœur, mais diffère sur certains aspects. Dans tous les cas, le cadre des publications n'a pas permis d'exposer les arguments qui justifient les différentes affirmations, et l'analyse stylistique reste rudimentaire,,.

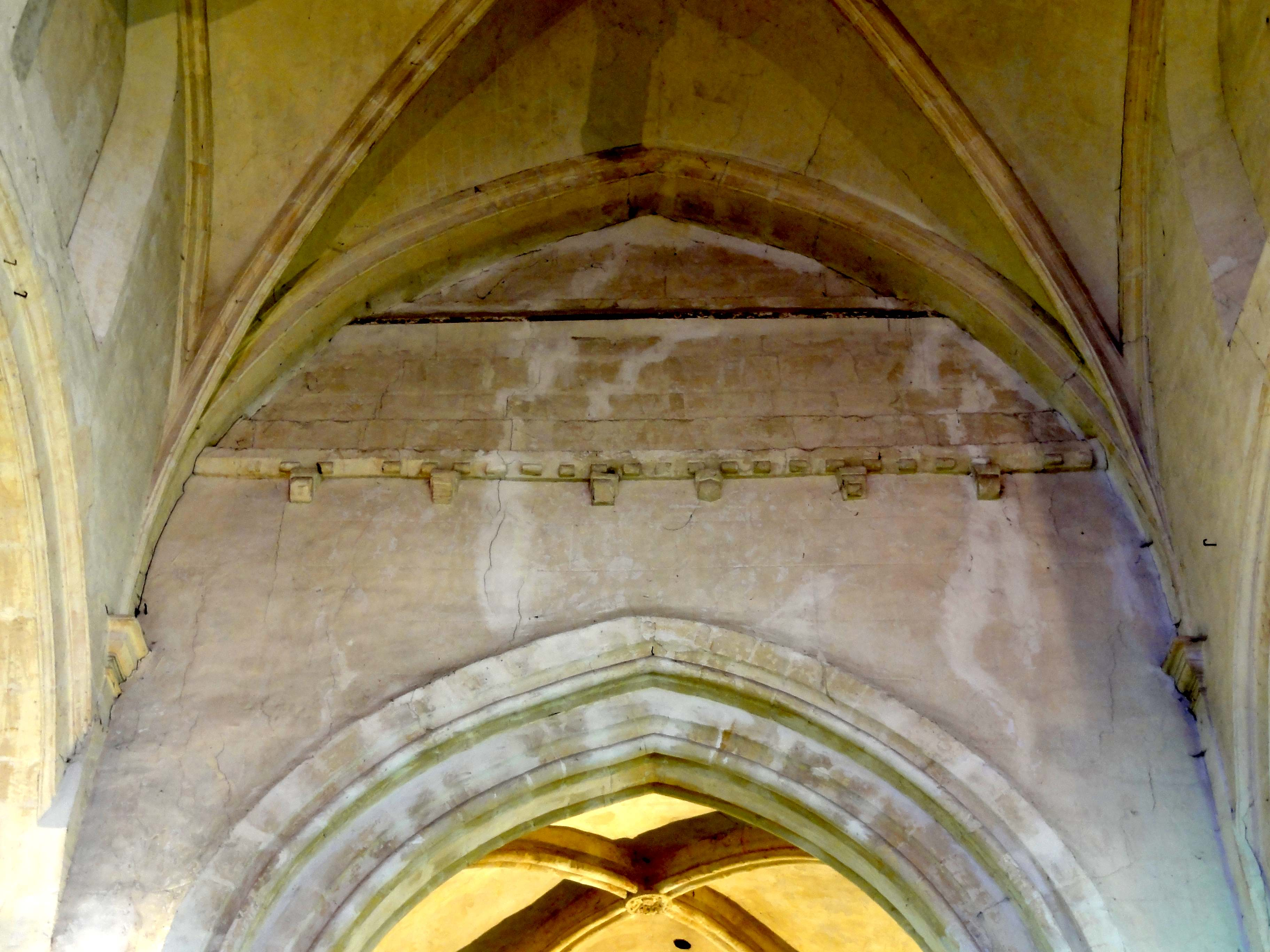
Corniche sur le mur oriental du clocher ; elle date peut-être du XIe siècle.

On ignore presque tout sur l'église qui existe en 1085. Selon Gérard Ducœur, la corniche à la limite entre la base et le premier étage du clocher, visible depuis le chœur (à l'est) et les combles de la nef (à l'ouest), remonterait au XIe siècle. À partir de la fin du XIIe siècle, l'église romane est successivement rebâtie selon un plan cruciforme, comme l'ont confirmé les sondages de 2008. Après l'achèvement provisoire vers 1220, l'église se compose d'une nef avec bas-côtés ; d'un transept ; d'un clocher s'élevant au-dessus de la croisée du transept ; d'un chœur de deux travées avec bas-côtés ; et d'une abside. De la fin du XIIe siècle ou du début du XIIIe siècle, subsistent les anciennes fenêtres hautes du chœur ; les piles orientales du clocher en partie ; dix chapiteaux ; l'arc triomphal à l'est de la base du clocher ; ainsi que la voûte. Les trois autres arcades de la base du clocher sont de la même époque, mais ont été retaillées à la période flamboyante. Les parties hautes du clocher et les grandes arcades au nord de la nef sont un peu plus récentes. En se basant sur les chapiteaux au nord de la nef, Mathieu Lours évoque une date proche de 1220. De cette période, subsistent les deux grandes arcades au nord de la nef, et les gros chapiteaux des deux piliers au nord de la nef, dont le premier est aujourd'hui à moitié englobé dans le mur qui cloisonne la première travée, transformée en dégagement. — Le délai entre la construction du chœur et de la base du clocher, d'une part, et des parties hautes du clocher et de la nef, d'autre part, est assez bref. On peut donc se poser la question pourquoi l'on aurait repris les piles du clocher en sous-œuvre (ce qui seul expliquerait la survivance de corniches plus anciennes), avant de rebâtir le clocher dix à vingt ans plus tard,,.

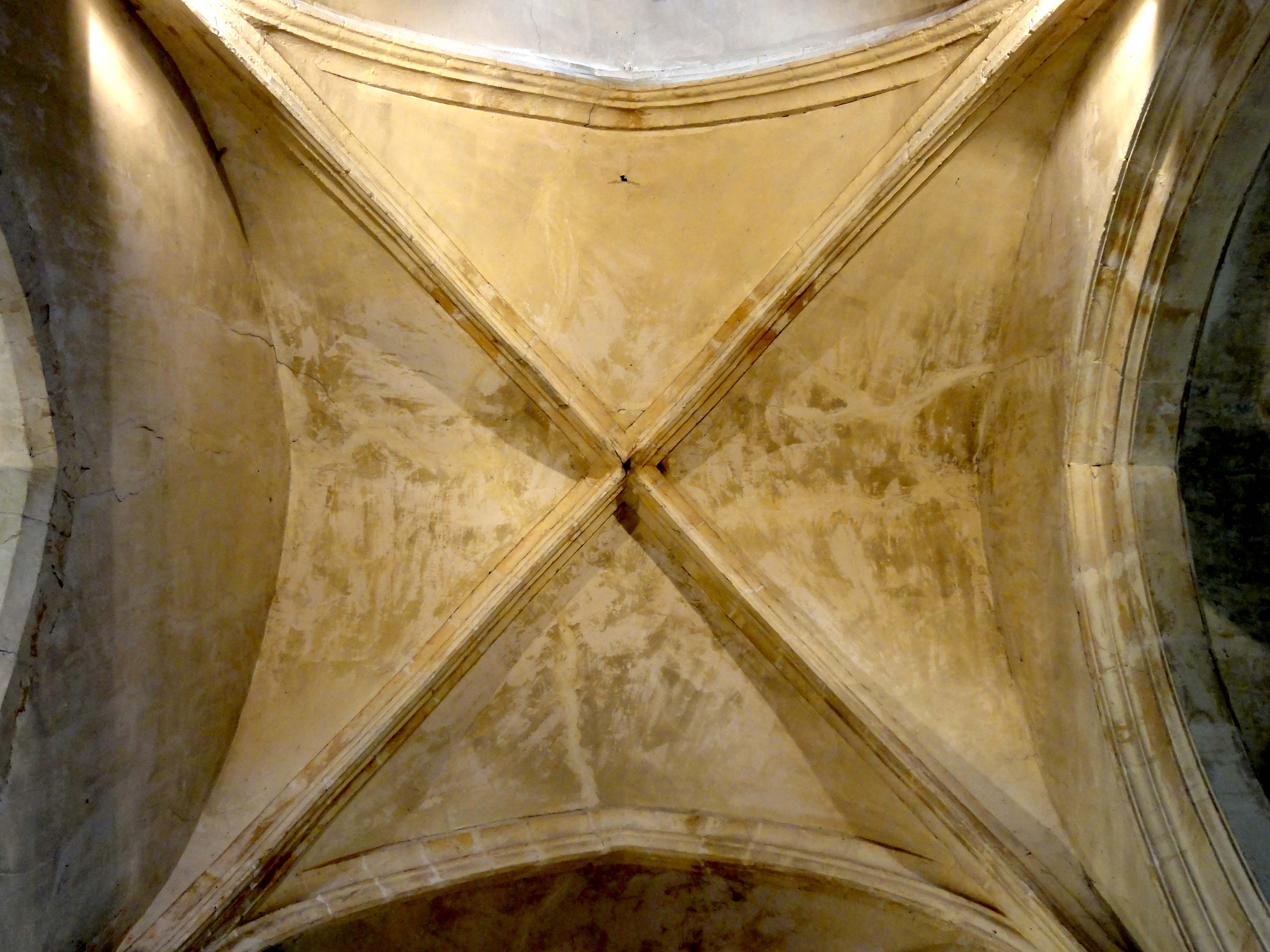
Voûte de la 2e travée de la nef.

L'absence d'homogénéité entre les grandes arcades au nord de la nef et les supports du second ordre, d'une part, et entre le bas-côté sud et les voûtes de la haute-nef, d'autre part, a échappé à Roger Large et Gérard Ducœur, et Mathieu Lours en a apparemment pris note, sans toutefois formuler des conclusions explicites. D'abord, Mathieu Lours estime que la nef ne date que de la fin du XIIIe ou du début du XIVe siècle ; ensuite, il admet que les grandes arcades sont des années 1220, ce qui sous-entend que les parties hautes n'ont été construites qu'ultérieurement. Le chantier se serait donc interrompu pendant quelques années, et la nef aurait été recouverte provisoirement par une toiture assez basse. Concrètement, ce sont les chapiteaux du premier arc-doubleau, ainsi que le chapiteau et la colonnette du second arc-doubleau côté nord, qui ont apparemment motivé une datation plus jeune. Il est frappant qu'une colonnette à chapiteau unique supporte à la fois le doubleau et les ogives, au lieu d'un faisceau de trois colonnettes normalement employé dans pareille circonstance. Ensuite, tous les auteurs admettent que l'église a été complètement rebâtie à la Renaissance : après 1550 pour Mathieu Lours Gérard Ducœur ; au début du XVIIe siècle pour Roger Large. Mais aucun auteur ne s'est attardé sur les cul-de-lampe qui supportent le second doubleau côté sud, et les ogives dans les deux extrémités orientales, près du clocher. Ils sont de style gothique flamboyant. Aucun auteur n'a remarqué non plus le profil prismatique aigu des ogives et doubleaux de la nef, qui contraste avec le profil aplati du bas-côté sud de la nef, et du chœur et de ses bas-côtés. En revanche, tous les auteurs ont observé que les colonnettes dans les extrémités occidentales du chœur ont été transformées en piliers ondulés à la période flamboyante, à la fin du XVe siècle. Le remaniement projeté à cette époque est considéré comme inabouti, mais de toute évidence, la nef a néanmoins été revoûtée, et les supports ont en partie été remplacés. Ces travaux peuvent s'expliquer par des dégâts infligés par la guerre de Cent Ans,,.

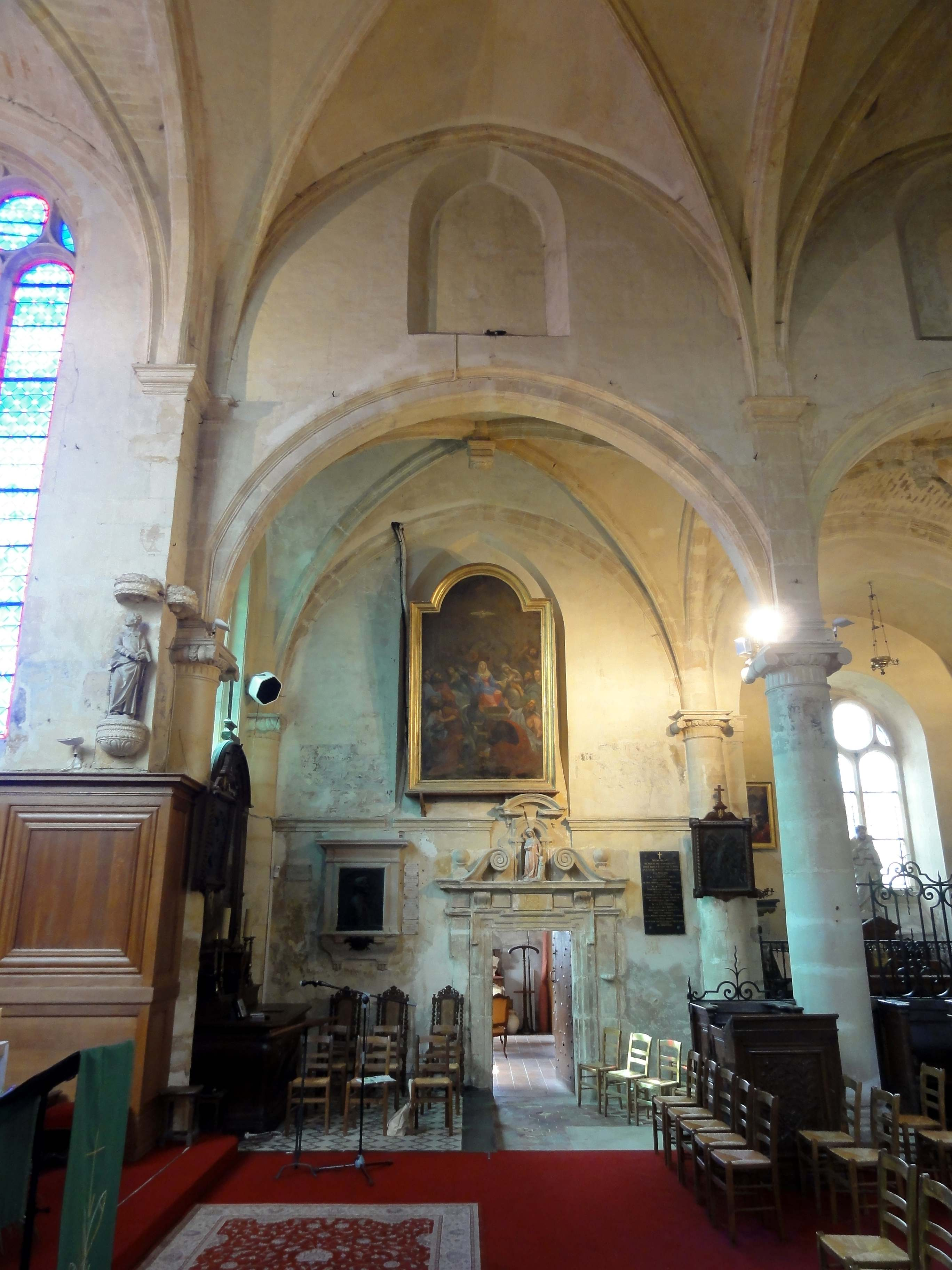
Chœur, 2e travée, élévation sud.

La reconstruction presque totale à la Renaissance ne permet plus d'apprécier l'étendue totale des travaux de la fin du XVe siècle, mais vu l'ampleur des travaux à la Renaissance, il n'est pas probable qu'ils vont beaucoup au-delà de ce que l'on observe encore actuellement. À la Renaissance, les grandes arcades au sud de la nef, le bas-côté sud de la nef, les croisillons du transept, les grandes arcades du chœur, les bas-côtés du chœur, ainsi que l'abside, sont rebâtis d'un seul tenant. Le plan reste inchangé, mais les croisillons sont assimilés aux bas-côtés, et les murs extérieurs ne conservent aucun élément médiéval. Du Moyen Âge, ne restent donc que les éléments déjà signalés, dont notamment les voûtes de la nef et la base du clocher, ainsi que les toitures de la nef et du chœur : c'est apparemment dans le but de les conserver que les grandes arcades au sud de la nef, et les grandes arcades du chœur, sont délicatement reprises en sous-œuvre, au lieu de carrément démolir le côté sud de la nef et le chœur. Mathieu Lours signale la similitude de la modénature et de la sculpture avec les chœurs de Roissy-en-France et Chennevières-lès-Louvres, qui datent des années 1570. L'arc brisé y est encore largement utilisé, sauf pour les fenêtres. À Saint-Prix, même les fenêtres sont encore en arc brisé, comme à la période gothique, ce qui parle en faveur d'une date plus proche du milieu du XVIe siècle. L'abbé Lebeuf précise que les vitraux sont de 1603. Il n'est pas clair pourquoi Roger Large date l'ensemble des parties Renaissance du XVIIe siècle. Il convient de différencier : une requête adressée au prieur du Prieuré Noir en 1619 par le nouveau curé, Robert de Cuvernon, et les marguilliers, indique que le chœur est proche de la ruine à cette époque. Des travaux sont donc encore entrepris, mais seules les chapelles devant le bas-côté sud peuvent être datées avec certitude du XVIIe siècle. Avec les chapelles aux extrémités des bas-côtés, elles portent le nombre de chapelles de l'église à sept, et permettent la multiplication de la célébration de messes de fondation, ainsi que pour les pèlerins. Gérard Ducœur pense que l'abside et les bas-côtés du chœur datent également de la période 1620-1633, mais ce n'est pas ce que dit Mathieu Lours, et l'homogénéité avec le bas-côté sud de la nef ne parle pas dans ce sens. Le mauvais état du chœur en 1619 peut s'expliquer par une malfaçon lors de la campagne des années 1550, et des réparations ont dû être effectuées entre 1620 et 1633. Selon Roger Large, la clé de voûte de la cinquième travée du bas-côté nord porterait la date de 1633, mais on y lit en réalité le monogramme IHS,,,,.

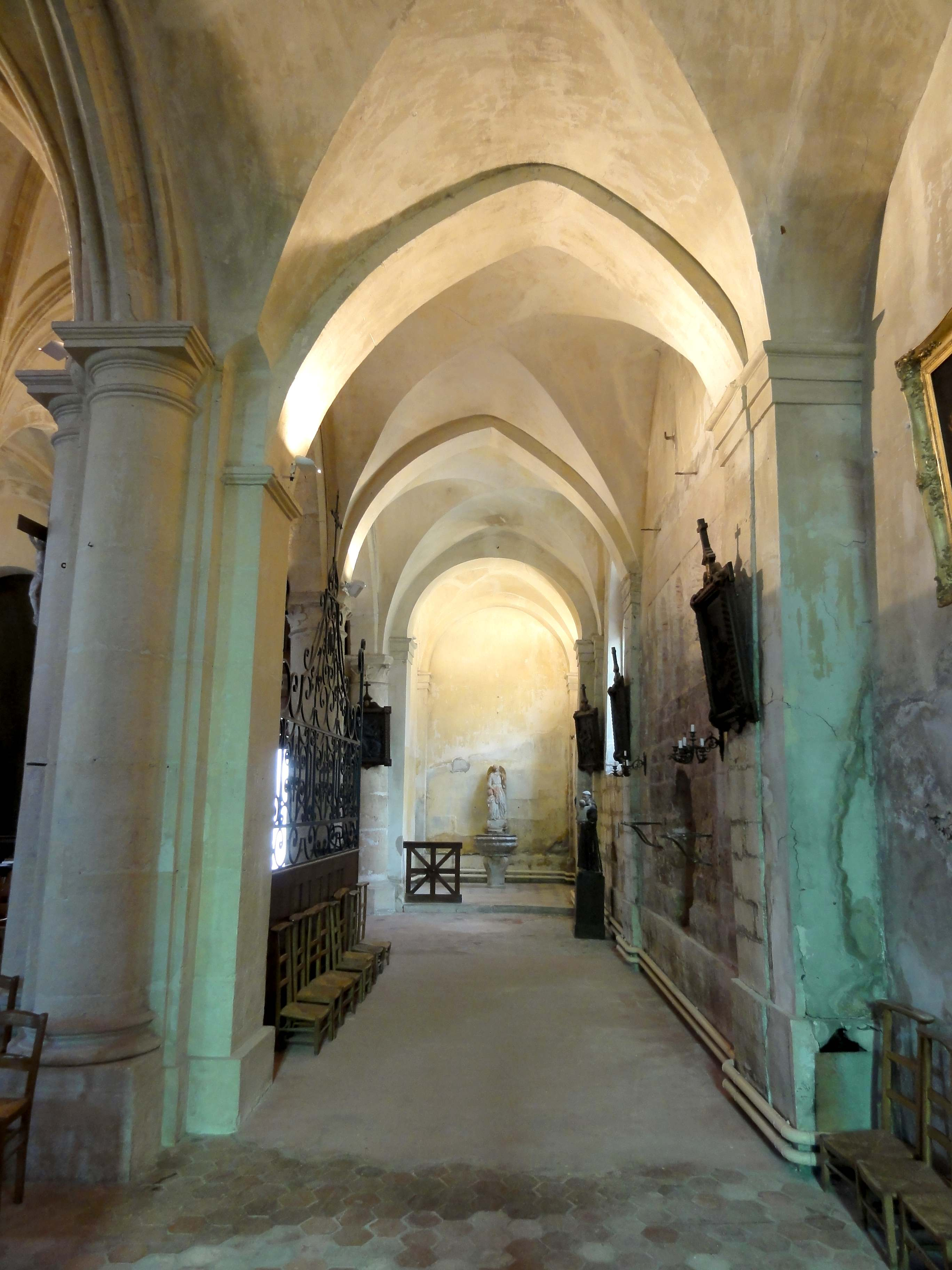
Bas-côté nord, vue vers l'ouest ; voûtes d'arêtes ; à gauche, chapiteaux du XVIIIe siècle.

Au XVIIIe siècle, alors que règne le style classique, les piles occidentales du clocher sont reprises, si l'on suit Roger Large et Gérard Ducœur. Ce dernier ne se range donc pas à l'avis de Mathieu Lours, qui date ce remaniement des alentours de 1836. Mathieu Lours dit que l'ordre dorique des colonnes est censé harmoniser avec les supports de la nef, mais ce n'est pas évident, car le premier ordre y est ionique. Bien qu'aucun auteur ne revient sur les voûtes d'arêtes du bas-côté nord et de la première travée du bas-côté sud, il est probable que ces voûtes datent aussi de la période classique, quand des voûtes d'arêtes sont également bâties sous le clocher de l'église de Roissy-en-France, et dans le collatéral de l'église Saint-Rieul de Louvres. Selon Roger Large et Gérard Ducœur, les toitures des bas-côtés sont exhaussées au XVIIIe siècle, ce qui aurait conduit à l'obstruction des fenêtres hautes du chœur. Étant donné la faible distance entre le seuil des fenêtres et le sommet des grandes arcades, d'une part, et l'existence de voûtes, d'autre part, il faut toutefois admettre que les fenêtres sont bouchées depuis la construction des bas-côtés Renaissance, car la configuration actuelle ne permettrait que des toits plats avec des fenêtres ouvertes. Vers 1836, le mauvais état de la partie antérieure de la nef suscite la démolition du porche et de la première travée (et non des deux premières travées, comme le dit Mathieu Lours : la seconde travée devient une sorte de dégagement). Jusque là, le porche était contigu au mur du presbytère à l'ouest, et le chemin de la croix Saint-Jacques passait sous le porche. Également en raison de son mauvais état, le second bas-côté sud est partiellement démolie, sauf la dernière travée qui abrite la sacristie. D'après Mathieu Lours, la démolition est totale pour le reste, et la chapelle Saint-Prix (devant la troisième travée) aurait été bâtie à neuf par la suite ; selon les autres auteurs, seule la partie arrière des autres chapelles est abattue. Même pour les travaux les plus récents, les auteurs ne s'accordent pas. Mathieu Lours mentionne le porche néogothique plaqué devant la façade occidentale en 1886. Roger Large date ce même porche de 1896. Gérard Ducœur indique la même date et est le seul auteur à nommer l'architecte, Lucien Magne, qui est connu pour la restauration de la collégiale Saint-Martin de Montmorency,,. L'église est inscrite au titre des monuments historiques par arrêté du 16 juin 1926.

### Le pèlerinage

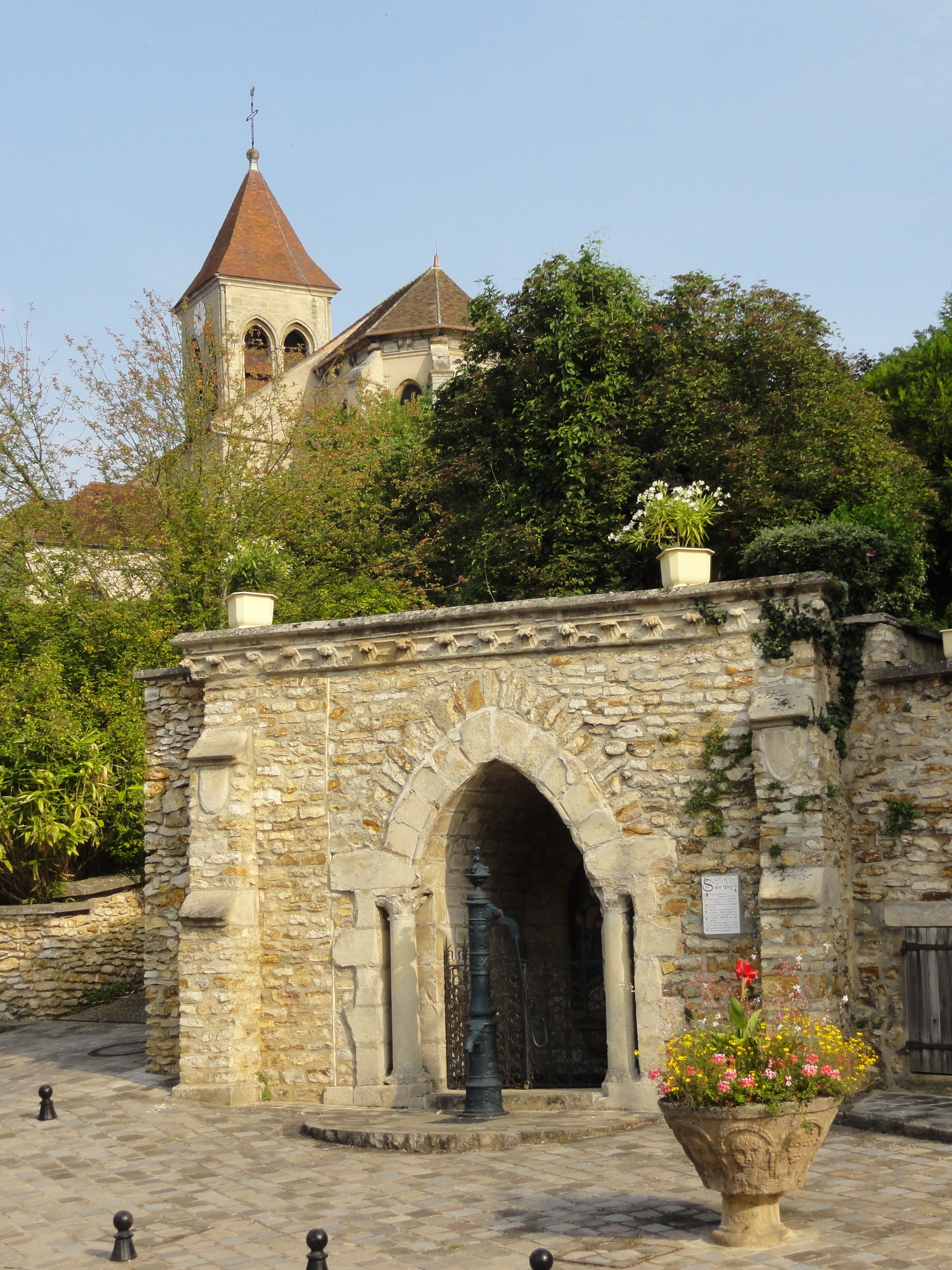
La fontaine Saint-Pry, ou fontaine commode, et l'église.

Le pèlerinage de Saint-Prix ne se développe apparemment qu'au XVe siècle. C'est un pèlerinage à saint Prix, évêque de Clermont et martyr (vers 625 - 25 janvier 676). L'on ignore pourquoi c'est ce second patron de l'église, plutôt que saint Germain, vers lequel se tourne la dévotion des pèlerins. Pourtant, l'église ne possède qu'une seule relique de saint Prix, en l'occurrence un doigt. Pour l'abbé Lebeuf, il ne fait pas de doute que la relique provient de l'abbaye Saint-Martin de Pontoise, puisque le vocable de saint Prix est déjà mentionné dans son cartulaire. Cette information a apparemment échappé à Auguste Rey, sur lequel se fond l'exposé de Gérard Ducœur. Selon lui, les reliques auraient été transférées en 1278 depuis l'abbaye de Flavigny par Jean Ier de Tour, sous-trésorier du Temple. Ce n'est pas forcément une contradiction, puisque Jean de Tour a pu avoir obtenu des reliques supplémentaires. S'il y a eu plusieurs reliques dans le passé, elles se sont en partie perdues au fil des siècles, bien avant la Révolution française. Depuis l'adjonction des chapelles au XVIe siècle, la deuxième chapelle (devant la troisième travée) est dédiée à saint Prix. Son autel n'est pas orienté, mais placé contre le mur méridional. Aujourd'hui, la châsse abritant la relique de Saint-Prix repose sur l'autel. Jadis, elle était conservée, avec un ou deux autres reliquaires, dans l'armoire singulière en dessous de l'autel. Dans le mur, existe toujours un trou rectangulaire, dit fenestella, qui permettait aux pèlerins défilant devant la chapelle, de toucher le reliquaire de saint Prix, à l'aide d'un linge. L'évêque de Clermont est vénéré dans plusieurs églises du diocèse de Paris, et des confréries l'ont choisi comme protecteur, mais il n'y a pas question d'un confrérie Saint-Prix pour le village du même nom. Le pèlerinage connaît la plus grande affluence pendant les périodes troubles des guerres et épidémies de peste et de choléra. Dans ce contexte, la Procession blanche du vendredi 9 septembre 1583 est entrée dans les livres d'histoire, mais les processions blanches constituent un phénomène particulier qu'il ne convient pas d'assimiler aux pèlerinages. Sinon, le plus grand concours de pèlerins s'observe le jour de la fête patronale, le 25 janvier, et surtout l'anniversaire de la translation des reliques, le 12 juillet. De nombreux malades viennent à Saint-Prix en espérant leur guérison. L'usage local veut que les malades se fassent plonger par trois fois de suite dans la fontaine Saint-Prix, jadis appelée la fontaine commode, invoquent saint Prix et crient trois fois « miracle ! ». Au XVIIe siècle encore, le pèlerinage apporte de l'animation dans le village tout au long de l'année, et les comptes de la fabrique de 1614 et 1678 nomment une quinzaine d'auberges,. Tombé en désuétude pendant une certaine période, le pèlerinage a été réanimé à la fin du XXe siècle par un groupe de pèlerins parisiens. Depuis 2010, les paroissiens font une procession de la relique de saint Prix le dimanche le plus proche du 25 janvier. Le 27 janvier 2011, le pèlerinage a été présidé par Mgr Jean-Yves Riocreux.

### L'histoire de la paroisse

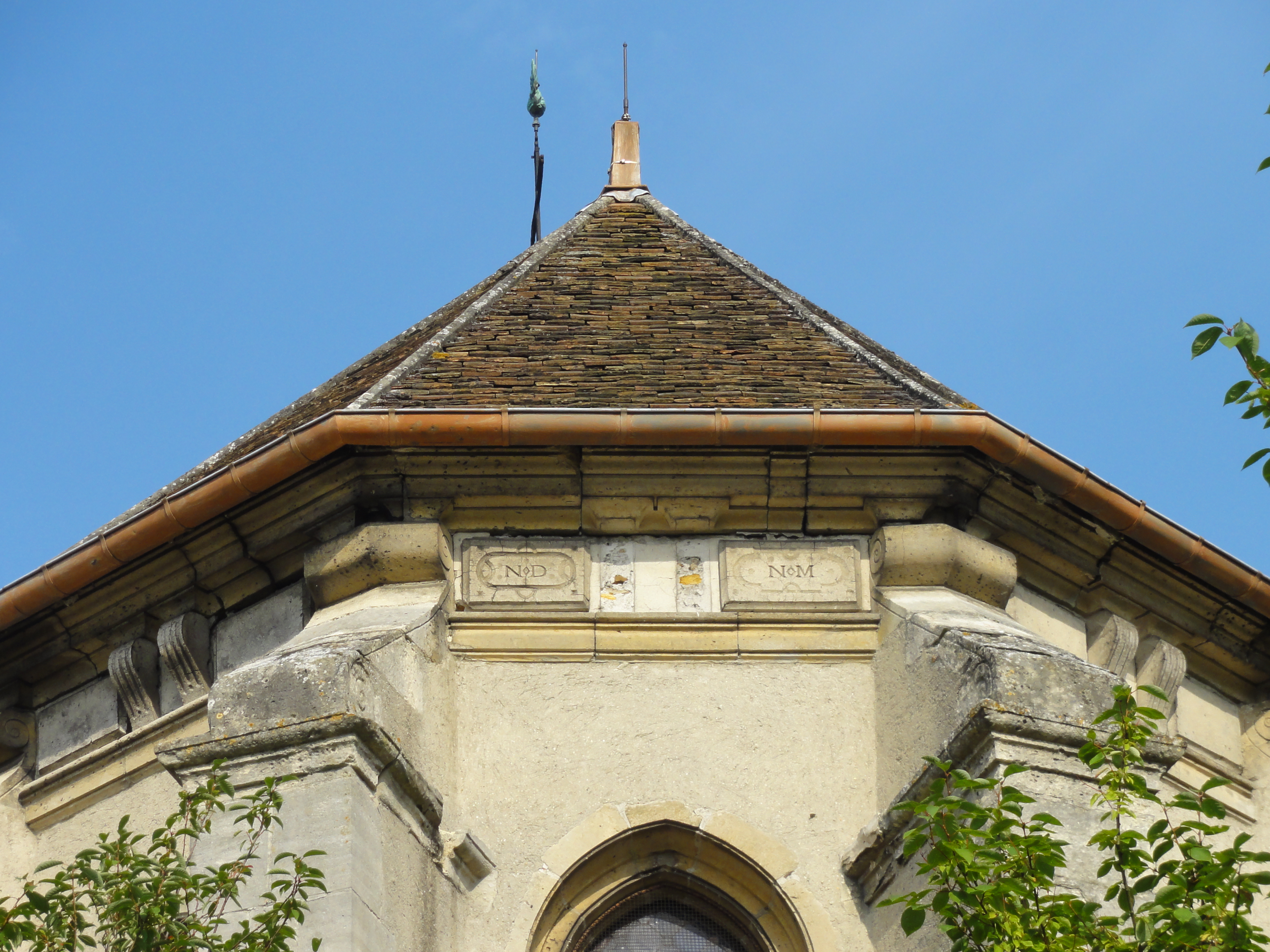
Chevet, parties hautes.

Sous tout l'Ancien Régime, la paroisse de Saint-Prix se situe dans le doyenné de Montmorency du diocèse, puis archidiocèse de Paris. La cure est à la nomination de l'abbé de l'abbaye Saint-Martin de Pontoise. La paroisse compte une seconde église, à savoir l'église Saint-André de Montlignon : ce n'est qu'après la Révolution que ce hameau considérable dépendant de Saint-Prix devient une commune indépendante. L'église Saint-André est attestée dès le XIIIe siècle. Le curé d'Andilly revendique l'église pour sa paroisse, et une dispute éclate avec le curé de Tour. Le pape Innocent III charge Laurent, abbé du Val, et Laurent, prieur, d'examiner l'affaire. Ils décident en 1211 que l'église de Montlignon relève de la paroisse de Tour. — Après la Révolution française et la création du département de Seine-et-Oise, la paroisse est rattachée au nouveau diocèse de Versailles qui correspond exactement au territoire du département. Du fait de l'extension de la commune dans la plaine depuis l'ouverture de la voie ferrée au milieu du XIXe siècle, l'église Saint-Prix se trouve assez éloignée de la plupart des habitations. À la fin des années 1930, l'abbé Bernet entreprend la construction de la chapelle Notre-Dame du Val, qui est inaugurée le 5 octobre 1941. Dans le contexte de la refonte des départements d'Île-de-France, le nouveau diocèse de Pontoise est érigé en 1966, et Saint-Prix en fait partie à l'instar de toutes les autres paroisses du département. Le diocèse de Paris se limite désormais à la seule ville de Paris. Aujourd'hui, Saint-Prix  forme un regroupement paroissial avec Eaubonne, Montlignon et Margency, qui totalise sept églises. Le service paroissial du regroupement est confié à cinq prêtres . Les messes dominicales à Saint-Prix sont célébrées à 10 h 00 dans l'église Notre-Dame-de-la-Vallée, dans le bas de Saint-Prix, ainsi que le second samedi du mois à 18 h, dans l'église du vieux village de Saint-Prix.

## Description

### Aperçu général

Plan de l'église.

Orientée un peu irrégulièrement vers le sud-est du côté du chevet, l'église se subdivise en trois vaisseaux parallèles. Le vaisseau principal se compose d'une nef de trois travées ; d'une base du clocher ; et d'un chœur comportant deux travées droites et une abside à pans coupés. L'abside comporte également une partie droite, qui est de même profondeur que les travées droites du chœur. Sauf l'abside, l'ensemble du vaisseau central est accompagné de bas-côtés. La partie basse de la première travée de la nef est séparée du reste par une cloison, et est utilisée comme porche ou narthex, ce qui suggère que la nef ne possède que deux travées, et ce qui fait apparaître les premières travées des bas-côtés comme chapelles. En outre, le bas-côté sud est dédoublée par des chapelles jusqu'à la cinquième travée. La chapelle devant la troisième travée, la chapelle Saint-Prix, est plus profonde que les autres. La sacristie, devant la sixième travée, à la même profondeur que cette chapelle. — L'ensemble de l'église est voûté, avec généralement des voûtes d'ogives, sauf le bas-côté nord de la nef, l'ancien croisillon nord, la première travée du bas-côté sud et la chapelle Saint-Prix, qui sont voûtées d'arêtes, et sauf les autres chapelles, qui sont voûtées en berceau. Dans le vaisseau central, la base du clocher est voûtée à une hauteur plus basse que la nef et le chœur, qui correspond à la hauteur des bas-côtés voûtés d'ogives. Le niveau des travées voûtées d'arêtes ou en berceau est encore légèrement plus bas. — La structure des toitures ne reflète pas l'organisation interne : un unique toit à deux rampants recouvre la nef, les bas-côtés et les chapelles, seules les parties débordantes de la chapelle Saint-Prix et de la sacristie disposant de toits en pavillon indépendants. En outre, un pignon émerge de la toiture au nord du clocher, et indique extérieurement l'existence ancienne d'un transept, dont les croisillons sont aujourd'hui assimilés aux bas-côtés (4e travées). Le portail occidental de la nef, abrité sous un porche moderne, constitue l'unique accès à l'église.

### Intérieur

#### Nef

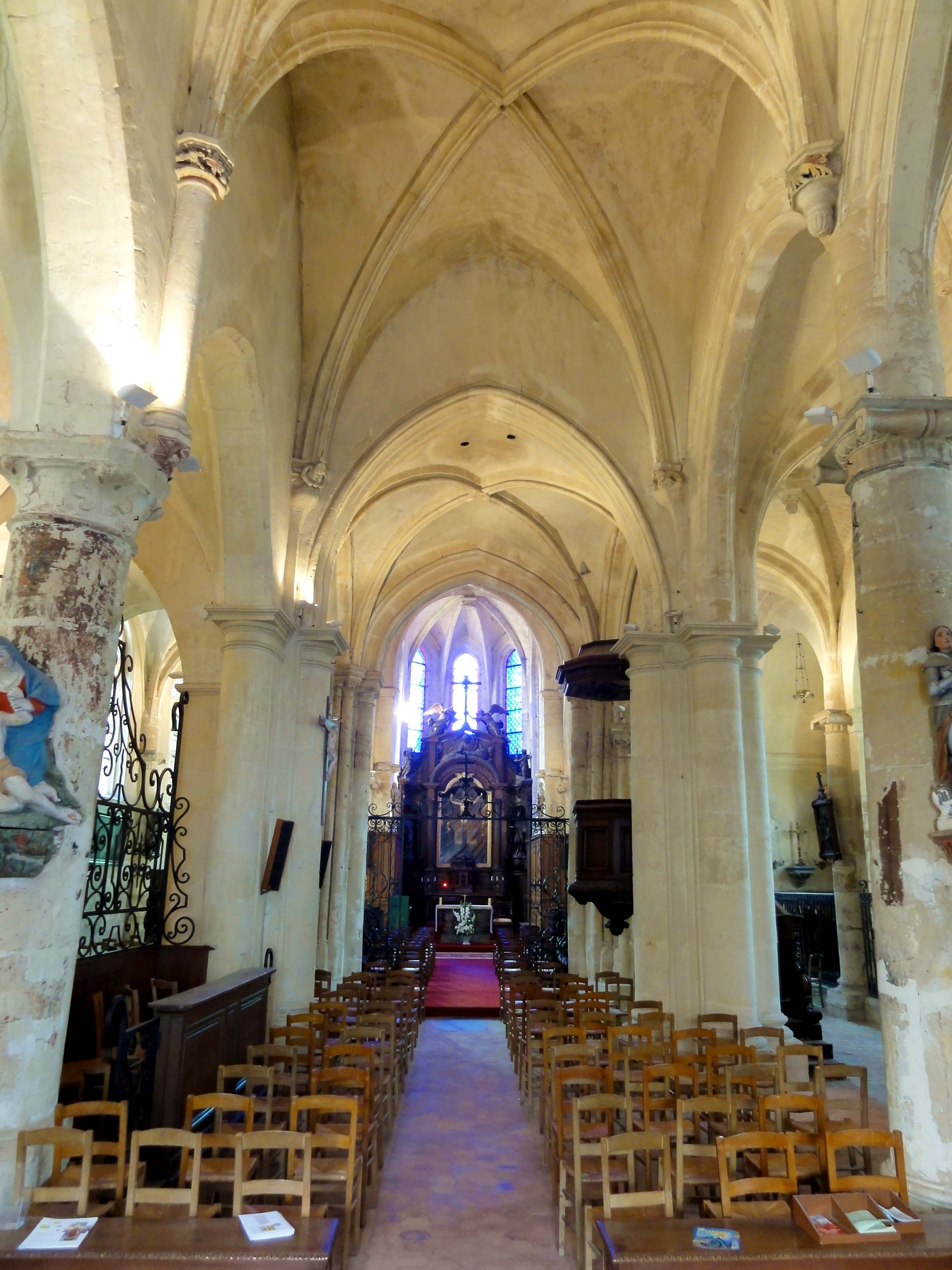
Nef, vue vers l'est.

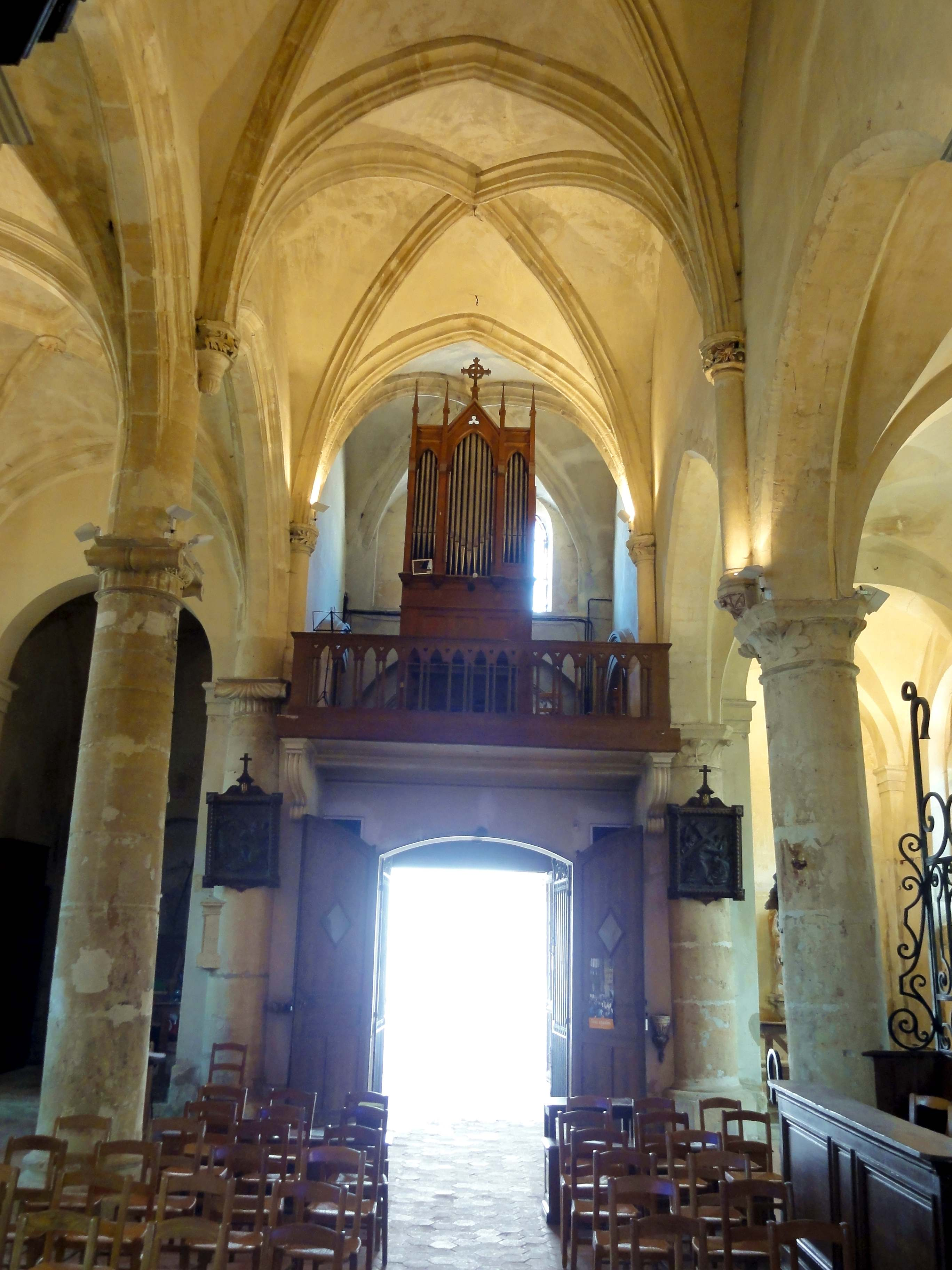
Nef, vue vers l'ouest.

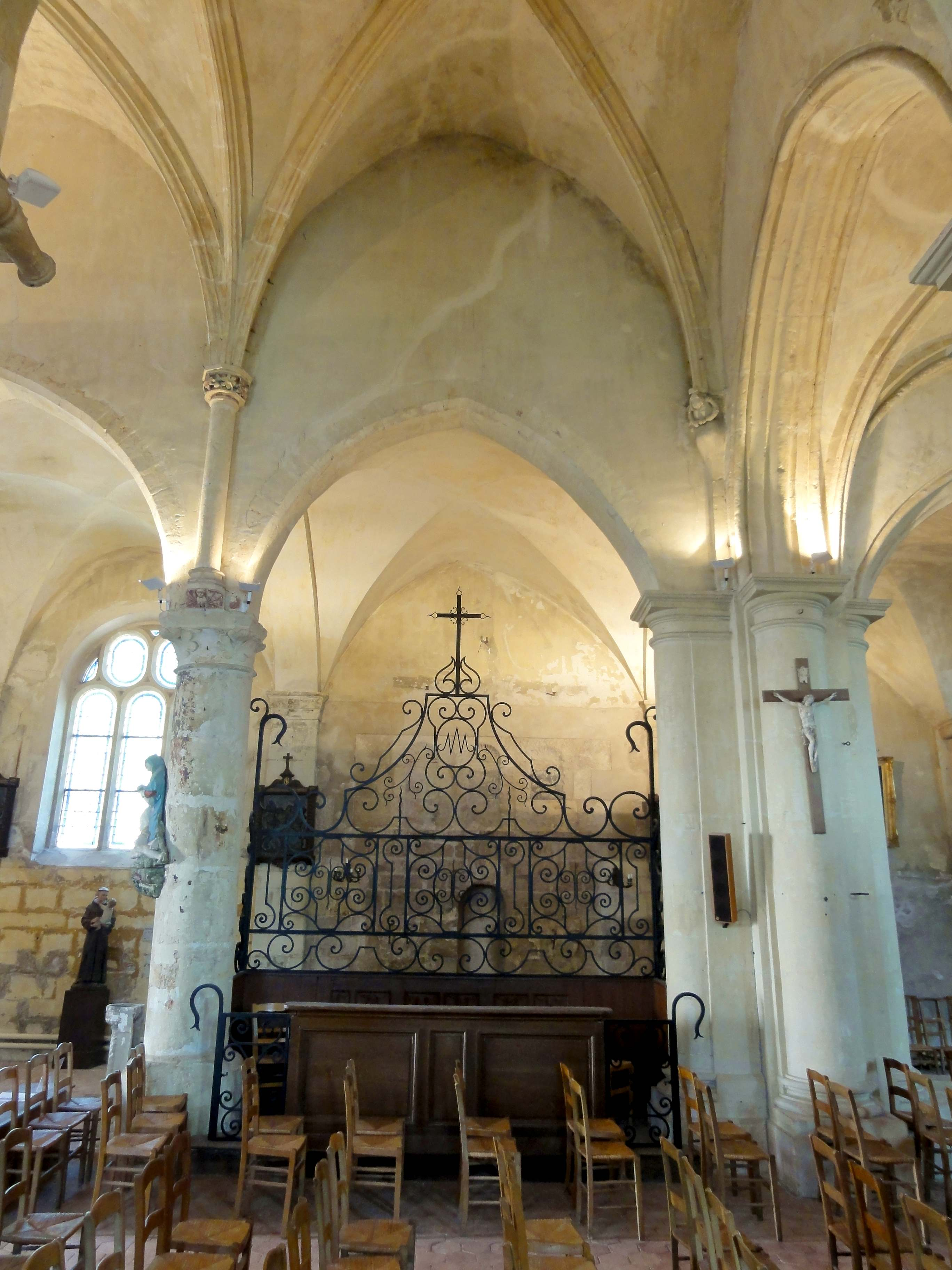
Nef, 3e travée, élévation nord.

La nef possède une élévation à deux niveaux : l'étage des grandes arcades et un étage de murs aveugles au-dessus des grandes arcades. Il n'est pas exclu que des fenêtres hautes existaient jadis, comme ce fut d'usage jusqu'au XIIIe siècle, et comme ce fut le cas du chœur. Cependant, l'interruption du chantier de la nef après l'achèvement des grandes arcades et la construction tardive des parties hautes peut expliquer une dérogation à la règle. Les grandes arcades ne sont plus qu'au nombre de deux tant au nord qu'au sud, alors qu'il y en avait initialement quatre. Seul le côté nord reflète encore la situation avant les remaniements à la Renaissance. Les grandes arcades sont en tiers-point et non moulurées, seulement chanfreinées. C'est une disposition déjà archaïque en 1220, datation approximative reposant sur les chapiteaux des grandes arcades. On trouve des grandes arcades analogues dès la seconde moitié du XIIe siècle, comme par exemple à Fontenay-en-Parisis, Hérouville et Pontpoint, ou plus tardivement à Cormeilles-en-Parisis ou Fosses. Mais contrairement à ces exemples, le voûtement de la nef était apparemment prévu dès l'origine, comme le montre l'assiette des tailloirs dimensionnée suffisamment grand pour recevoir les nervures des voûtes. Malgré ceci, si l'on suit l'analyse de Mathieu Lours, les parties hautes, et donc les voûtes, n'ont pas été réalisées dans un premier temps, mais seulement à la fin du XIIIe siècle, voire au début du XIVe siècle. La nef aurait donc ressemblé à celles d'Asnières-sur-Oise ou de Boran-sur-Oise, où l'élévation ne comporte que l'étage des grandes arcades. Elle est en même temps assez étroite, la largeur étant commandée par l'écart des piles du clocher que la nef doit contrebuter à l'ouest. C'est une caractéristique commune aux nombreuses églises à clocher central de la période romane et de la première période gothique de la région.
Le chapiteau au début de la première grande arcade du nord (dans la seconde travée de la nef) se trouve aujourd'hui engagé dans le mur séparant la partie basse de la première travée du reste de l'église, mais il doit s'agir en principe d'un chapiteau entier, analogue à celui du pilier libre à l'intersection entre les deux grandes arcades. La sculpture est d'une grande simplicité et exclut l'intervention de tailleurs de pierre de bon niveau. Sur le premier chapiteau, l'on voit des feuilles plates recourbées en crochets aux angles, et des feuilles trilobées au centre de la corbeille ; sur le second chapiteau, l'on voit une feuille polylobée à chaque angle, qui pourrait être une feuille de vigne. Dans tous les cas, les motifs sont fortement stylisés, et les détails font défaut ; de même, les tailloirs sont moulurés très sommairement et se résument à un filet, un chanfrein et une plate-bande. On trouve des chapiteaux similaires à la même époque dans l'église de Fosses, mais de nombreuses églises (dont celles de Fontenay-en-Parisis et Pontpoint) présentent une sculpture et une modénature plus avancée à la seconde moitié du XIIe siècle, ce qui souligne à quel point la datation par les chapiteaux est problématique. Elle n'est fiable que si des influences novateurs se manifestent, ce qui n'est pas du tout le cas à Saint-Prix. Les bases ont toutes été refaites et retaillées à de différentes époques, et on ne trouve pas deux qui sont identiques. Pour venir aux grandes arcades du sud, elles sont identiques à celles du chœur, et seront décrites dans le chapitre relatif au chœur.
En ce qui concerne les supports de la voûte, ils subsistent au moins en partie du XIIIe siècle ou du début du XIVe siècle au sud des deux doubleaux de la nef, alors que les grandes arcades du sud ont toutes été refaites à la Renaissance. En revanche, les supports ont été refaits à la période flamboyante dans les extrémités orientales de la nef, tant au nord qu'au sud. Il est étonnant de constater que les chapiteaux du second ordre du XIIIe siècle ou du début du XIVe siècle prennent appui sur des colonnettes uniques, au lieu de faisceaux de trois ou cinq colonnettes, correspondant aux doubleaux, ogives et formerets. Les colonnettes uniques suggèrent que des formerets n'ont jamais été prévus, car les chapiteaux qu'elles supportent sont trop petits pour recevoir cinq nervures. L'absence de formerets traduit souvent un souci d'économie ou un voûtement après coup, ce qui semble être le cas ici ; l'emploi de colonnettes en délit apporte en même temps une note d'élégance, car cette technique permet la réduction du diamètre. Les chapiteaux sont au plan d'un demi-octogone et se distinguent par une sculpture naturaliste, de grande qualité, avec comme motifs, de différents feuillages et des fruits des bois. Dans la nef de Saint-Jean-aux-Bois, on trouve déjà des culs-de-lampe du même type vers 1230. Cette nef a été voûté dès le départ, et n'a jamais possédé de formerets. On trouve encore des culs-de-lampe similaires dans l'ancien transept de Jouy-le-Moutier, remanié vers 1240. Si la datation des grandes arcades s'avère juste, il n'y a donc pas nécessairement eu une longue interruption du chantier, mais il est manifeste que le maître d'œuvre et les tailleurs de pierre n'ont plus été les mêmes pour les parties hautes. Il est encore à signaler que sous la base de la colonnette du second doubleau côté nord, une vouivre se profile. Cette créature mythologique jouerait un rôle dans la symbolique templière, et la maison seigneuriale de Rubel(les), qui se trouvait en haut de la rue, aurait dépendu de l'Ordre du Temple. Le terme de colonnette du Temple utilisé dans ce contexte par Gérard Ducoeur et Roger Large est toutefois fantaisiste.
Comme déjà évoqué, aucun auteur ne s'est attardé sur les voûtes de la nef, bien que le profil prismatique aigu des ogives et doubleaux indique un revoûtement à la période flamboyante, entre 1480 et 1540 environ. Ce profil contraste fortement avec le profil aplati employé à la Renaissance, que l'on rencontre dans le chœur et les bas-côtés. Les clés de voûte ne sont pas apparentes : les ogives s'y croisent simplement. Il n'existe pas de preuve formelle que les voûtes de la nef avaient effectivement été réalisées pendant les années 1230 / 1240, ou plus tardivement, si l'on veut suivre Mathieu Lours ; cependant, il est peu probable que le chantier se serait arrêté après des travaux de si faible envergure. Lors du revoûtement, les chapiteaux initiaux ont été remplacés par des culs-de-lampe représentant des personnages, ce qui est fréquent à la période flamboyante ; il n'y a pas d'aspect caricatural ou symbolique comme cela se rencontre parfois (Bessancourt, Viarmes). Les parties basses des personnages disparaissent sous une couche de plâtre, et les colonnettes des anciens chapiteaux ont été supprimés, vraisemblablement lors de la reprise des piles occidentales du clocher au XVIIIe siècle, et remplacées par des arrêtés. De même, la colonnette du chapiteau du second doubleau au sud a été remplacé par un cul-de-lampe du même style Renaissance que le chœur et les bas-côtés,,.

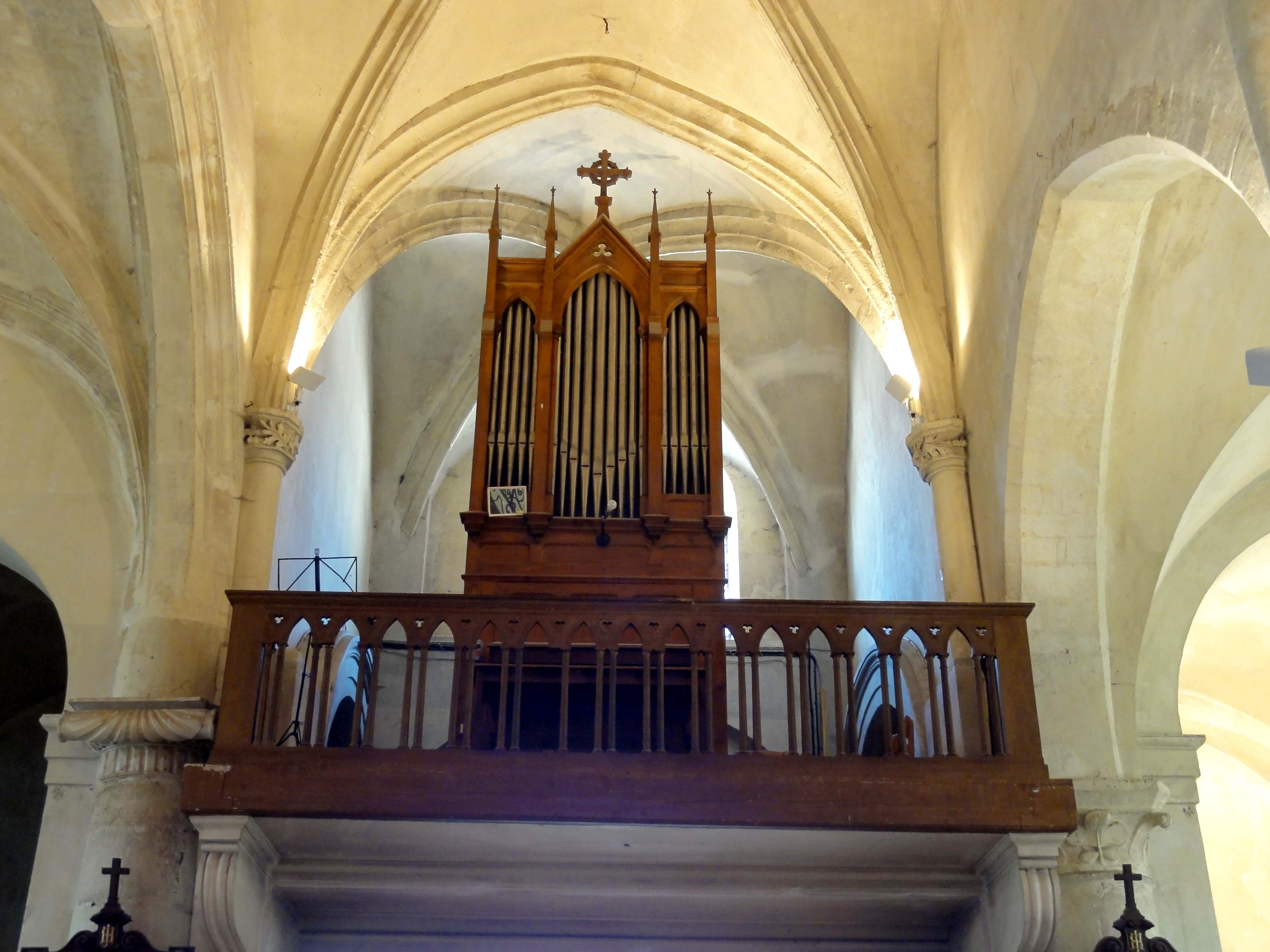
Depuis 1836, la tribune d'orgue occupe la partie haute de la 1re travée.
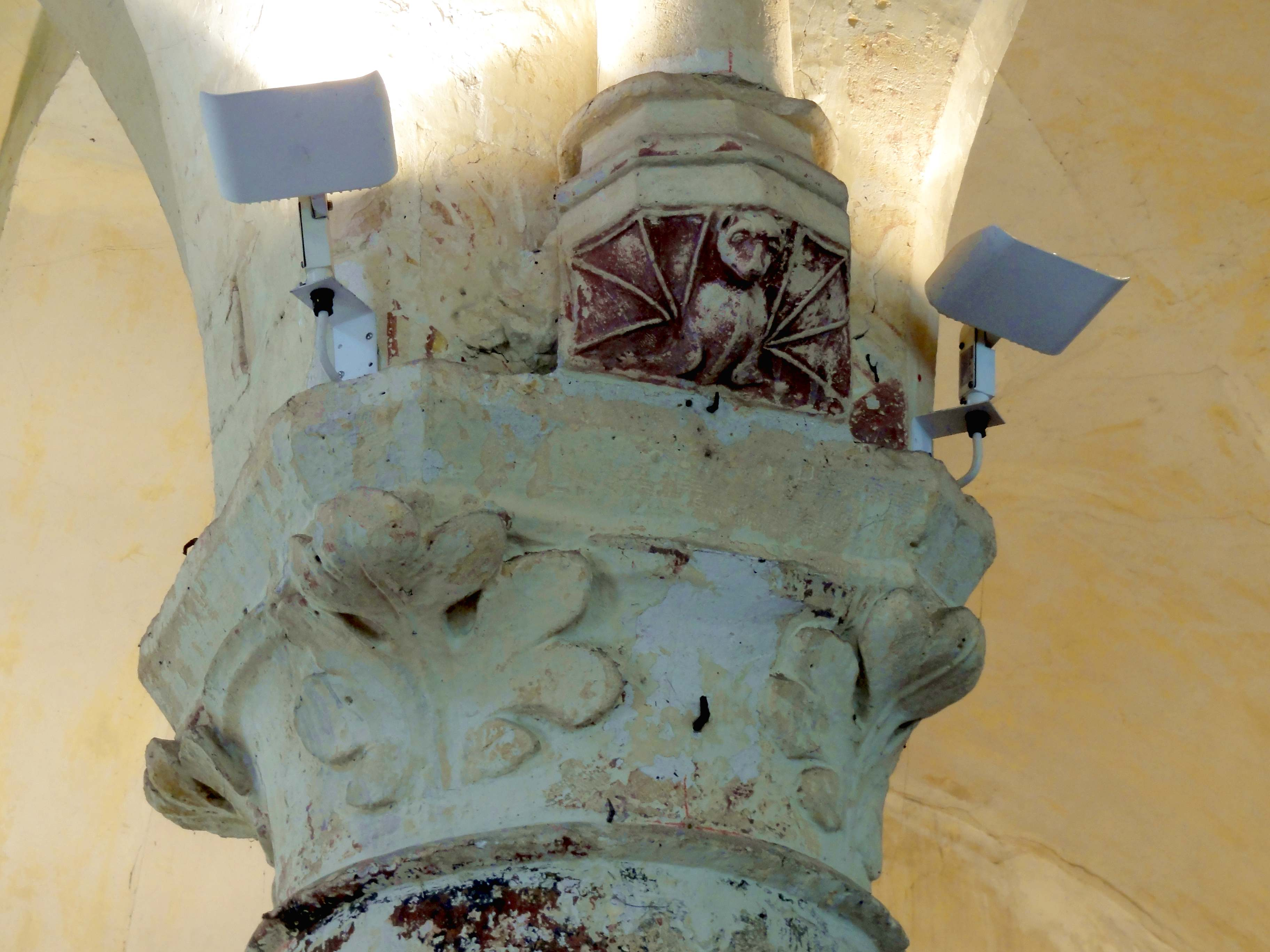
Chapiteau du 2e pilier nord et vouivre (années 1220 ou antérieur).
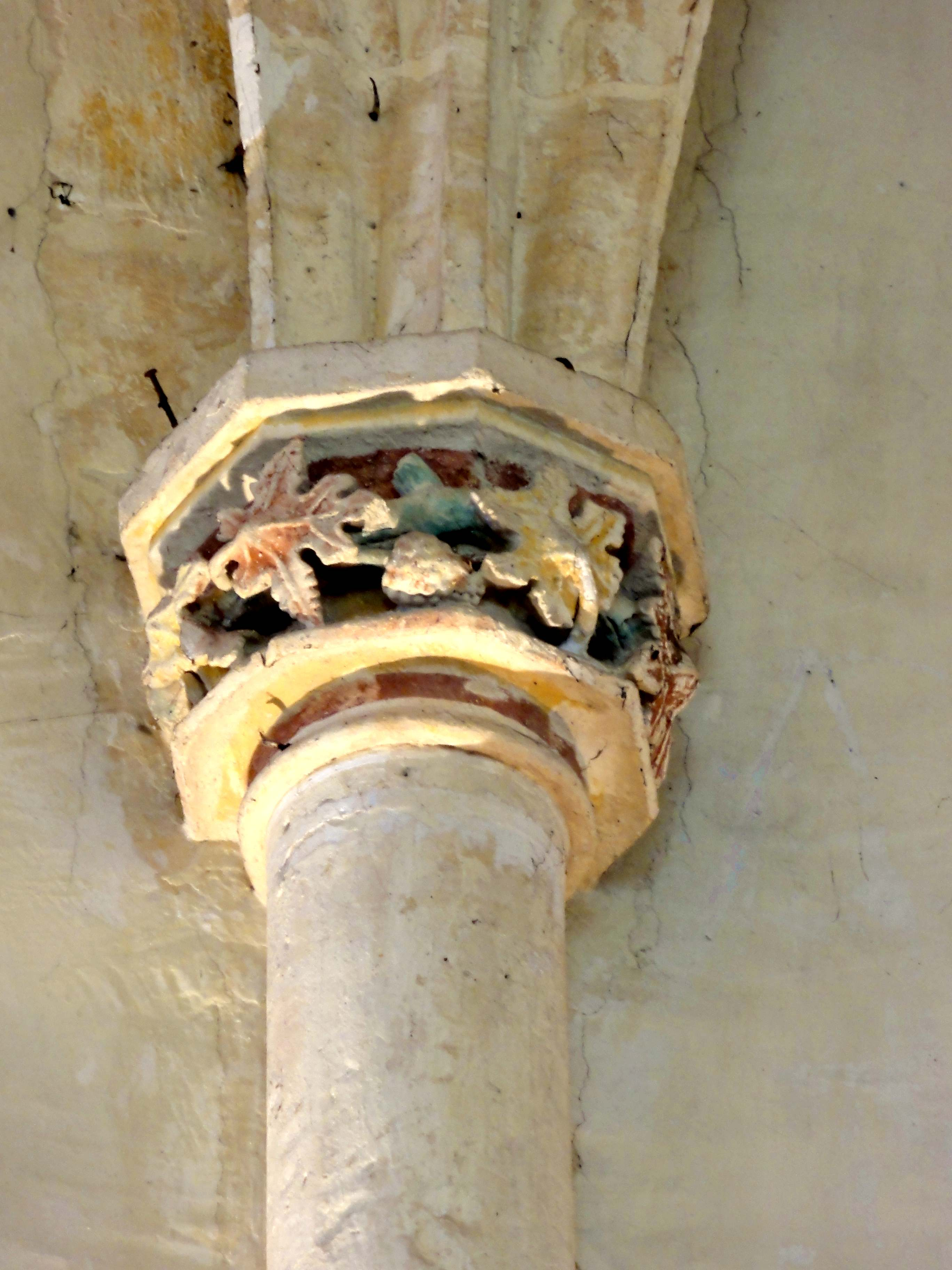
Chapiteau du 2e doubleau, côté nord (années 1230 / 1240 ou postérieur).
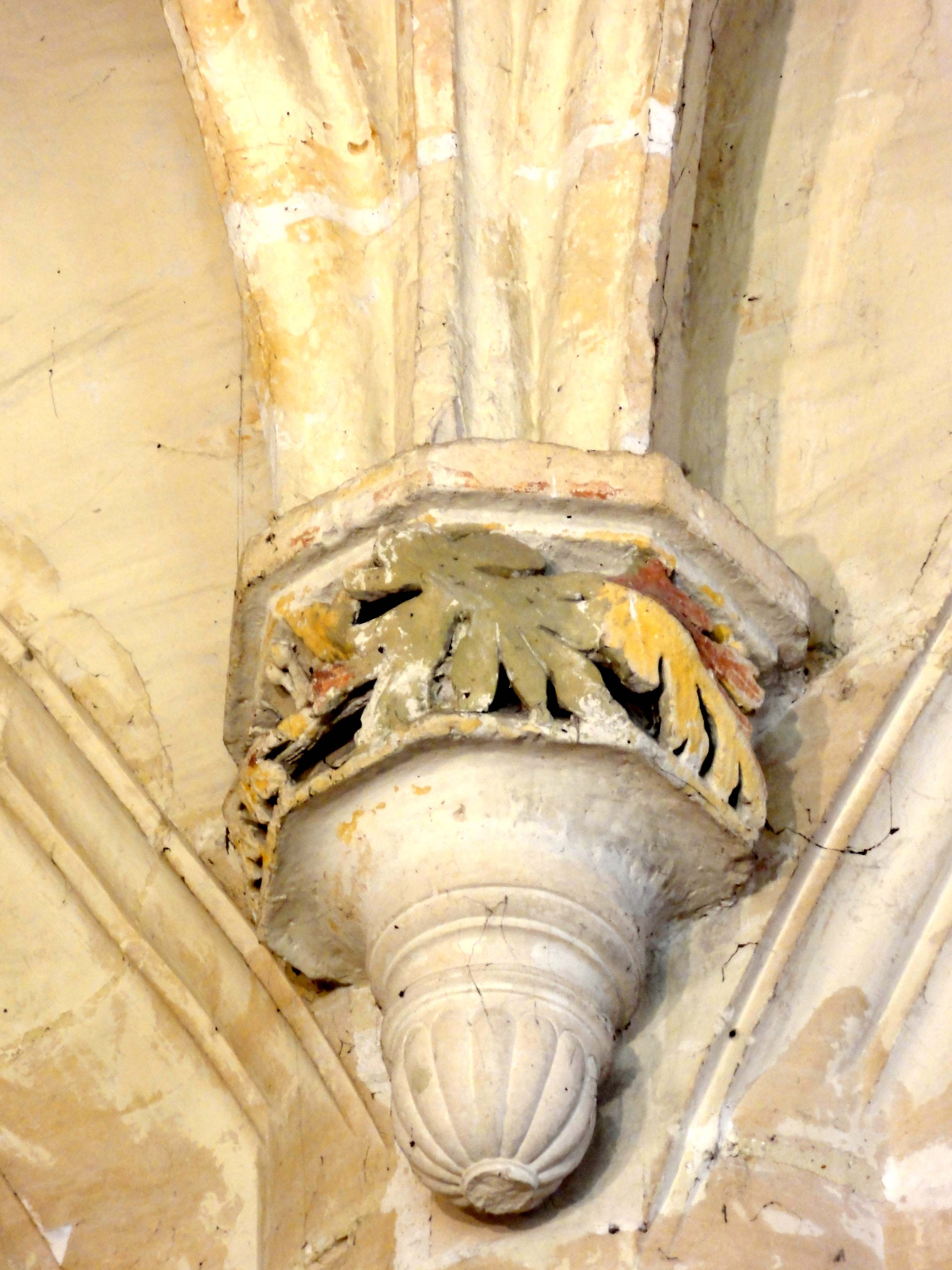
Chapiteau du 2e doubleau, côté sud ; cul-de-lampe Renaissance.
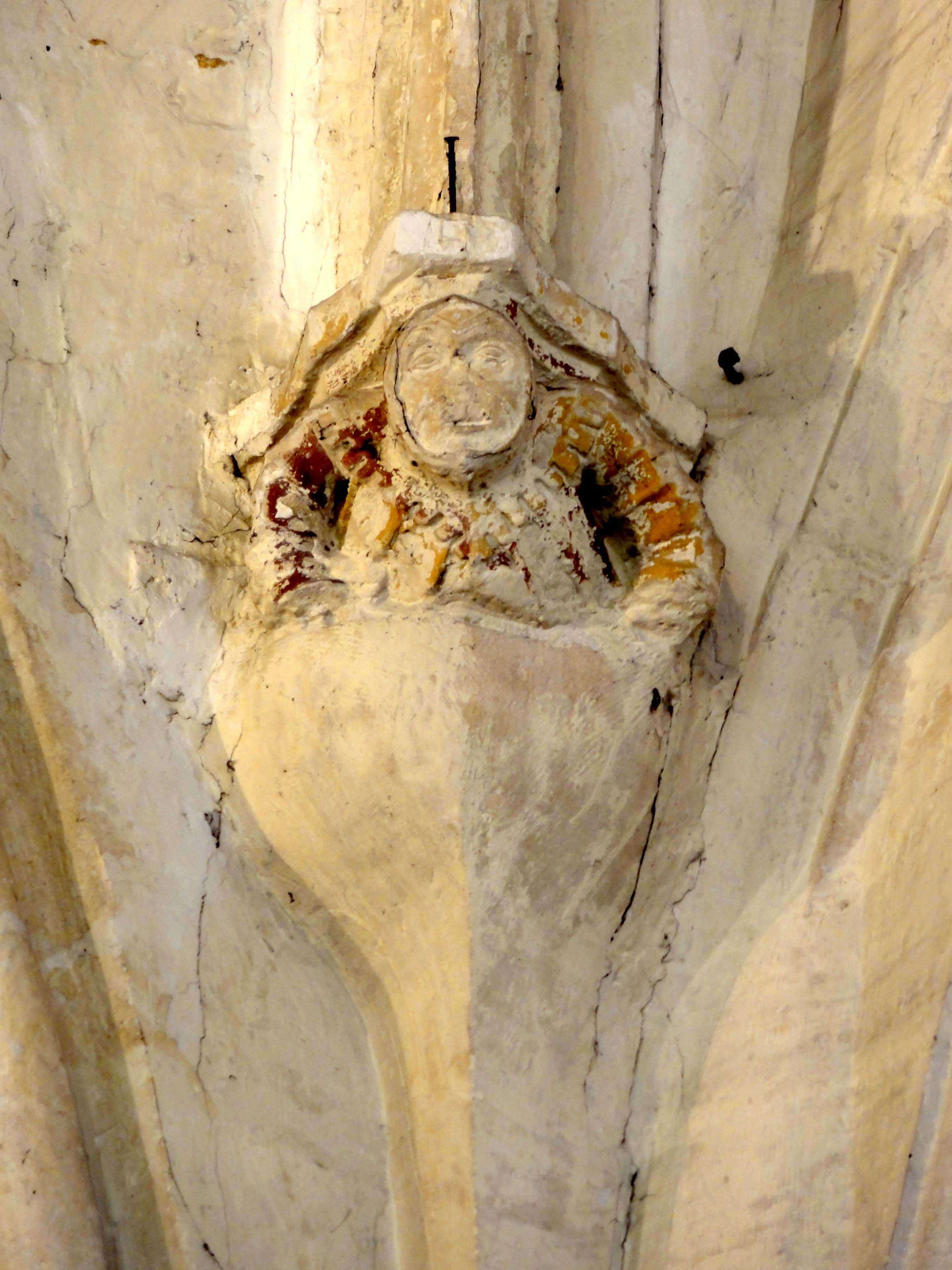
Cul-de-lampe flamboyant dans l'angle sud-est.
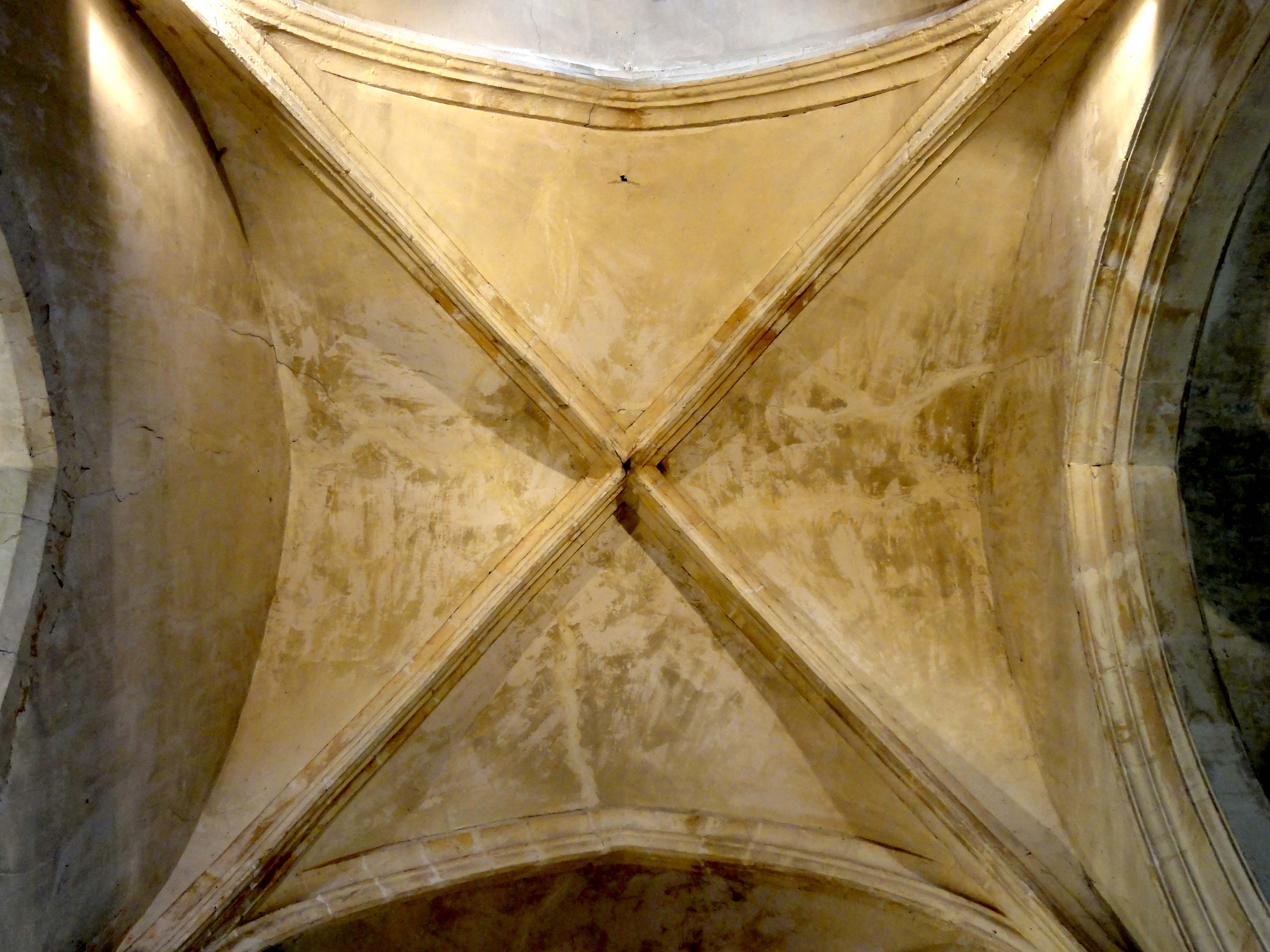
Voûte flamboyante de la 2e travée.

#### Base du clocher

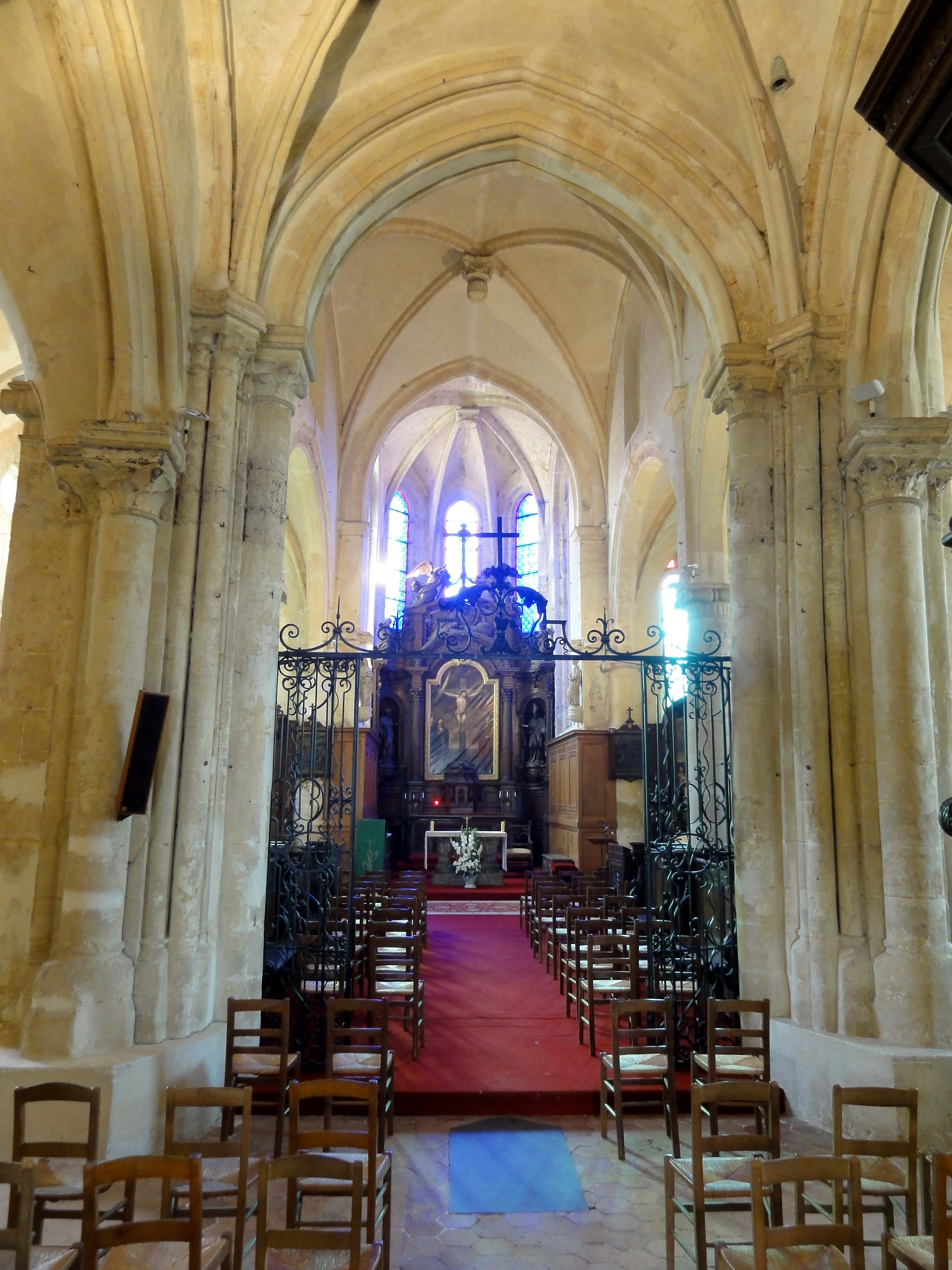
Base du clocher, vue vers l'est.

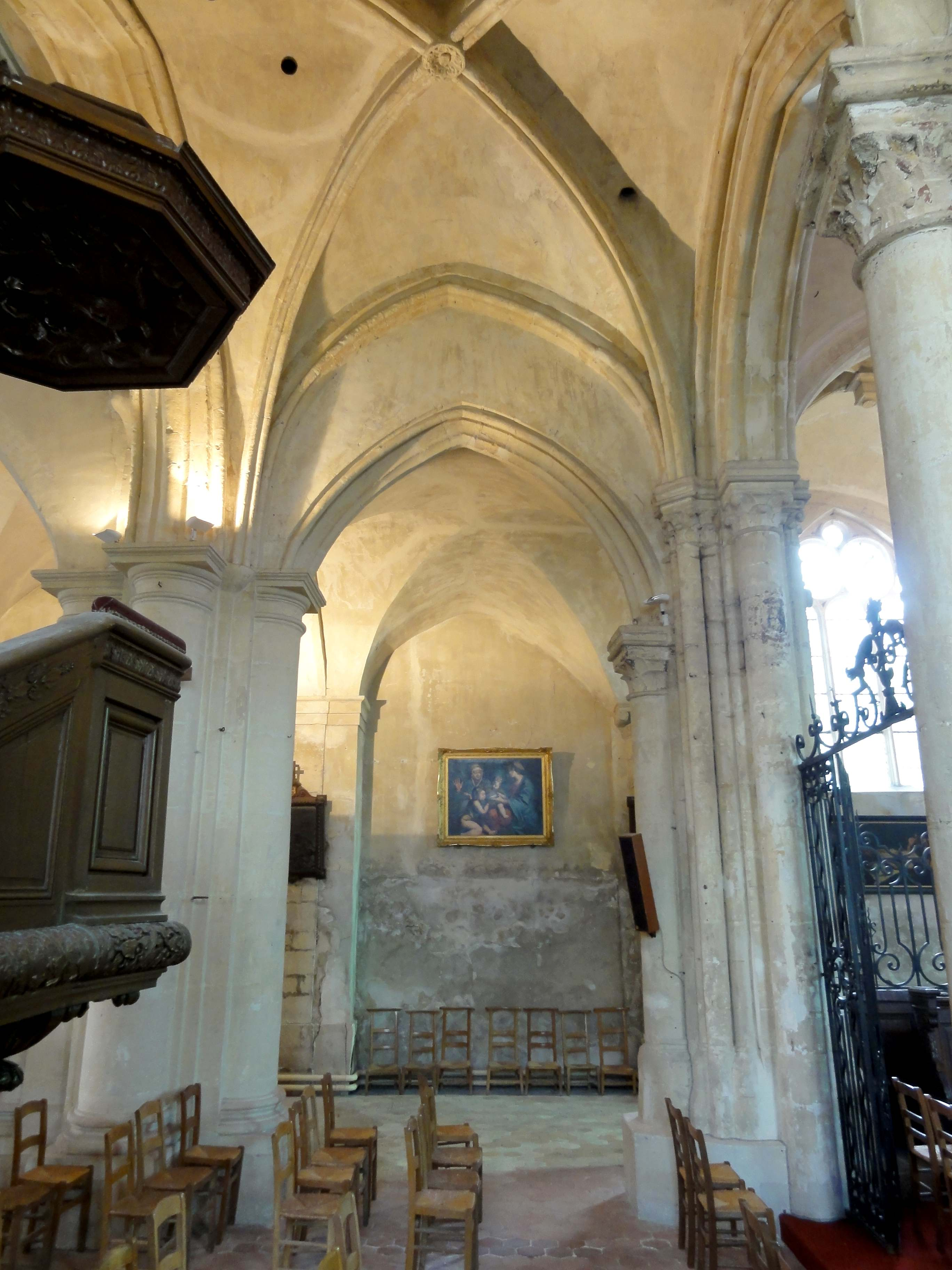
Base du clocher, vue vers le nord.

La base du clocher, en même temps ancienne croisée du transept, se compose de quatre fortes piles et d'une voûte d'ogives, la plus ancienne que possède l'église. Les ogives sont au profil de deux tores accolés, et la clé de voûte est une délicate petite rosace, dont les détails disparaissent malheureusement sous les badigeons appliqués lors de restaurations anciennes. La voûte remonte à la période gothique primitive, probablement à la fin du XIIe siècle, tout comme une partie des supports : il s'agit des chapiteaux à l'est des arcades vers les bas-côtés (les anciens croisillons), des chapiteaux dans les angles nord-est et sud-est, et des chapiteaux de l'arcade vers le chœur, soit quatorze au total. Tous ces chapiteaux ont également souffert du badigeonnage et attendent une restauration. Ils sont portés par les tailloirs carrés des colonnes et colonnettes adossées aux deux piles orientales du clocher. De cette façon, en entrant dans la base du clocher depuis la nef, on ne voit que des éléments de la période gothique primitive, et obtient ainsi un aperçu quel était le style de l'église après sa première reconstruction, terminée pendant les années 1220. Les intrados des arcades vers les anciens croisillons sont toutefois susceptibles d'avoir été retaillées, car on y voit un large filet entre deux gorges, ce qui renvoie à la période gothique flamboyante et sa préférence pour les profils prismatiques, et ne cadre pas avec les deux tores qui délimitent les arcades. Ces arcades sont situées à un niveau inférieur que celles vers la nef et vers le chœur, ce qui montre que les croisillons n'étaient pas voûtés à la même hauteur que la nef et le chœur.
Il en résulte l'existence de formerets au nord et au sud de la base du clocher, qui sont analogues aux rouleaux supérieurs des arcades vers la nef et vers le chœur. Ces arcades sont donc à double rouleau, tandis que les arcades vers les anciens croisillons ne sont qu'à simple rouleau, avec toutefois une mouluration plus complexe (déjà décrite) que sur le rouleau inférieur des dites arcades : le profil y est d'une plate-bande entre deux tores. Les supports encore en place suivent le principe suivant : trois fines colonnettes dans les angles de la base du clocher, dont celle au milieu a son chapiteau planté de biais, face aux ogives, tandis que les deux autres colonnettes reçoivent les rouleaux supérieurs des arcades ou les formerets ; une colonne de part et d'autre de chaque arcade ; et une fine colonnette flanquant la colonne, à l'extérieur de la base du clocher. Vers le chœur, ces colonnettes supportent le rouleau supérieur ; vers les anciens croisillons, elles reçoivent aujourd'hui les arêtes des voûtes du XVIIIe siècle, mais étaient jadis réservées aux ogives. Le premier remaniement que les piles orientales du clocher ont connu à la période flamboyante ne permettent plus de dire comment s'organisaient les supports du chœur après son achèvement au début du XIIIe siècle. En tout cas, on a retaillée les supports à la retombée des grandes arcades du chœur pour en faire des piliers ondulés au goût de l'époque, avec trois renflements ou ondulations en lieu et place de colonnettes, et avec des frises de feuillages en guise de chapiteaux.
Lors de la reconstruction à la Renaissance, la première grande arcade au nord du chœur a été refaite à l'emplacement de l'ancienne, si bien que le pilier ondulé n'existe plus entièrement, alors que la première grande arcade du sud a été reconstruite un peu en retrait par rapport à l'ancienne, ce qui a préservé le pilier ondulé. Néanmoins, les arcades et doubleaux de la Renaissance retombent sur des chapiteaux ioniques de cette époque. Ils sont supportés par des demi-colonnes, sauf le doubleau à l'est de l'ancien croisillon nord, qui retombe sur un simple pilastre non décoré. Trois époques se côtoient ainsi autour des piles orientales du clocher. Une quatrième époque s'y ajoute autour des piles occidentales, qui elles-mêmes ont été reprises en sous-œuvre à la période classique, probablement au XVIIIe siècle. Ici les arcades et doubleaux sont reçus par des demi-colonnes toscanes, sauf le doubleau à l'ouest de l'ancien croisillon nord, où l'on trouve une simple tablette moulurée et un pilastre non décoré. La reprise en sous-œuvre a permis de conserver la voûte gothique de la base du clocher, la voûte flamboyante de la dernière travée de la nef, et la voûte Renaissance de l'ancien croisillon nord, tandis qu'une voûte d'arêtes a remplacé la voûte plus ancienne de l'ancien croisillon nord : il n'est plus possible de savoir si elle datait encore de la fin du XIIe siècle, ou si elle avait déjà été remplacée à la Renaissance,,.

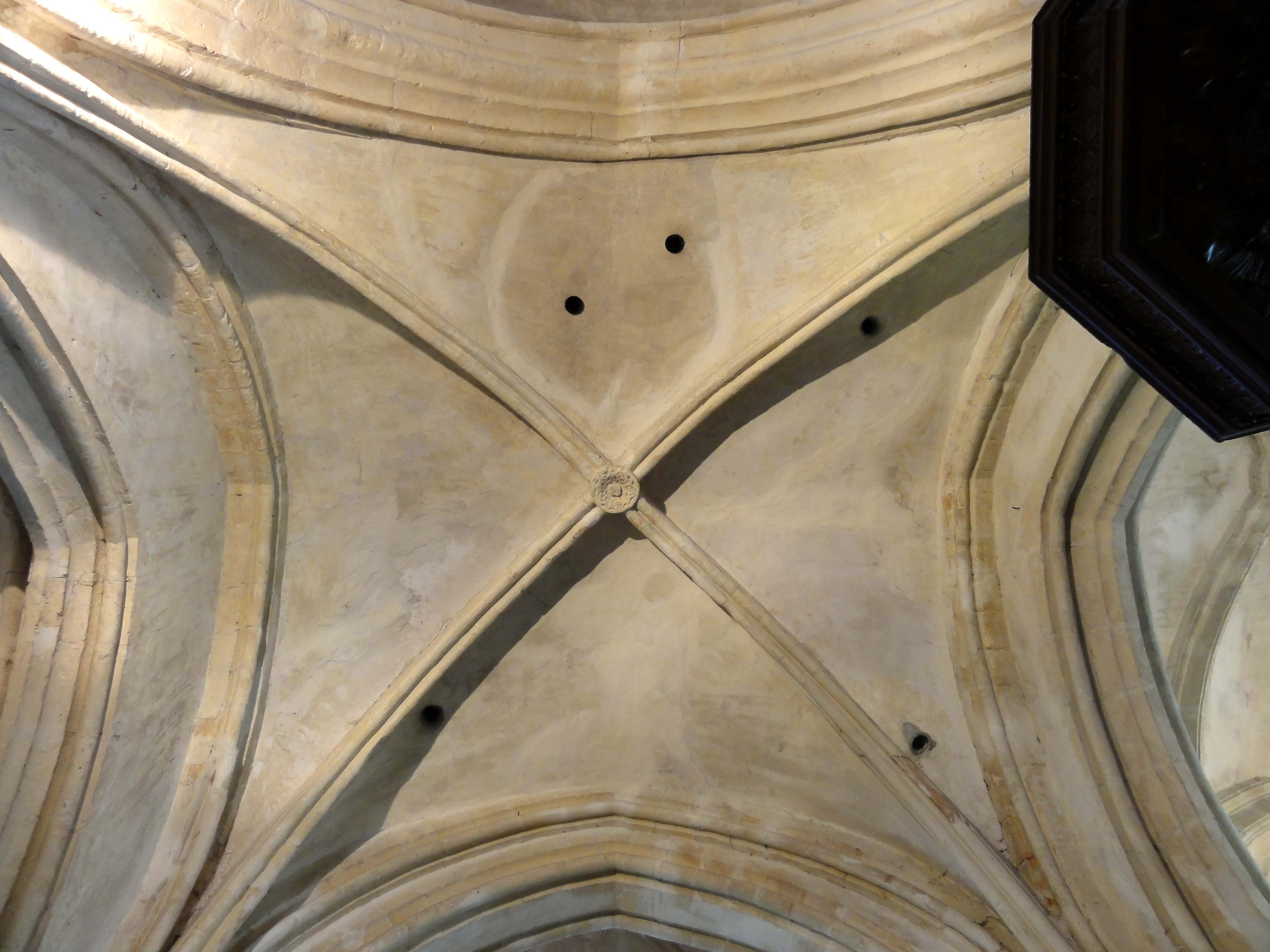
Voûte de la fin du XIIe siècle.
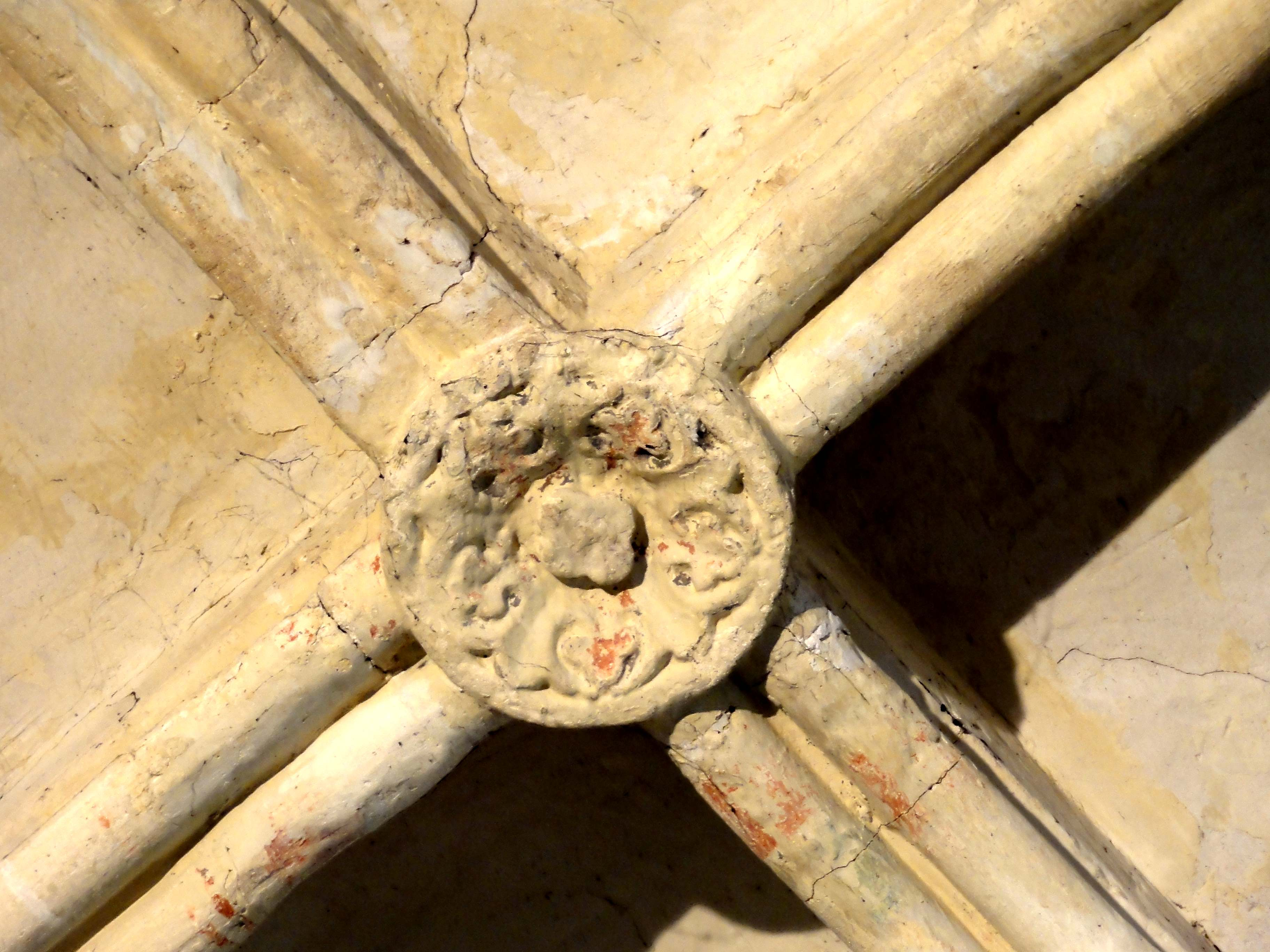
Clé de voûte.
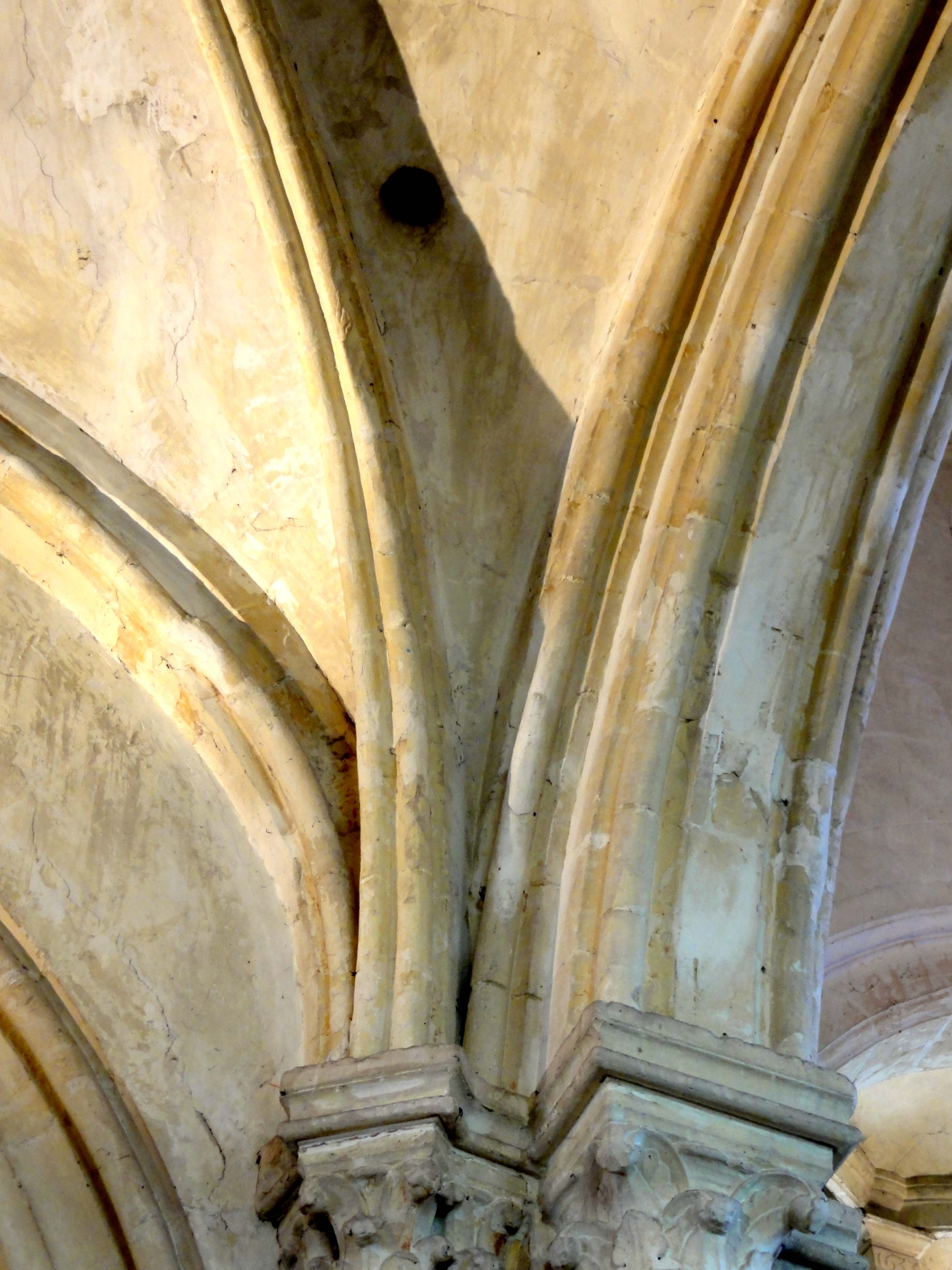
Nervures de la voûte dans l'angle nord-est.
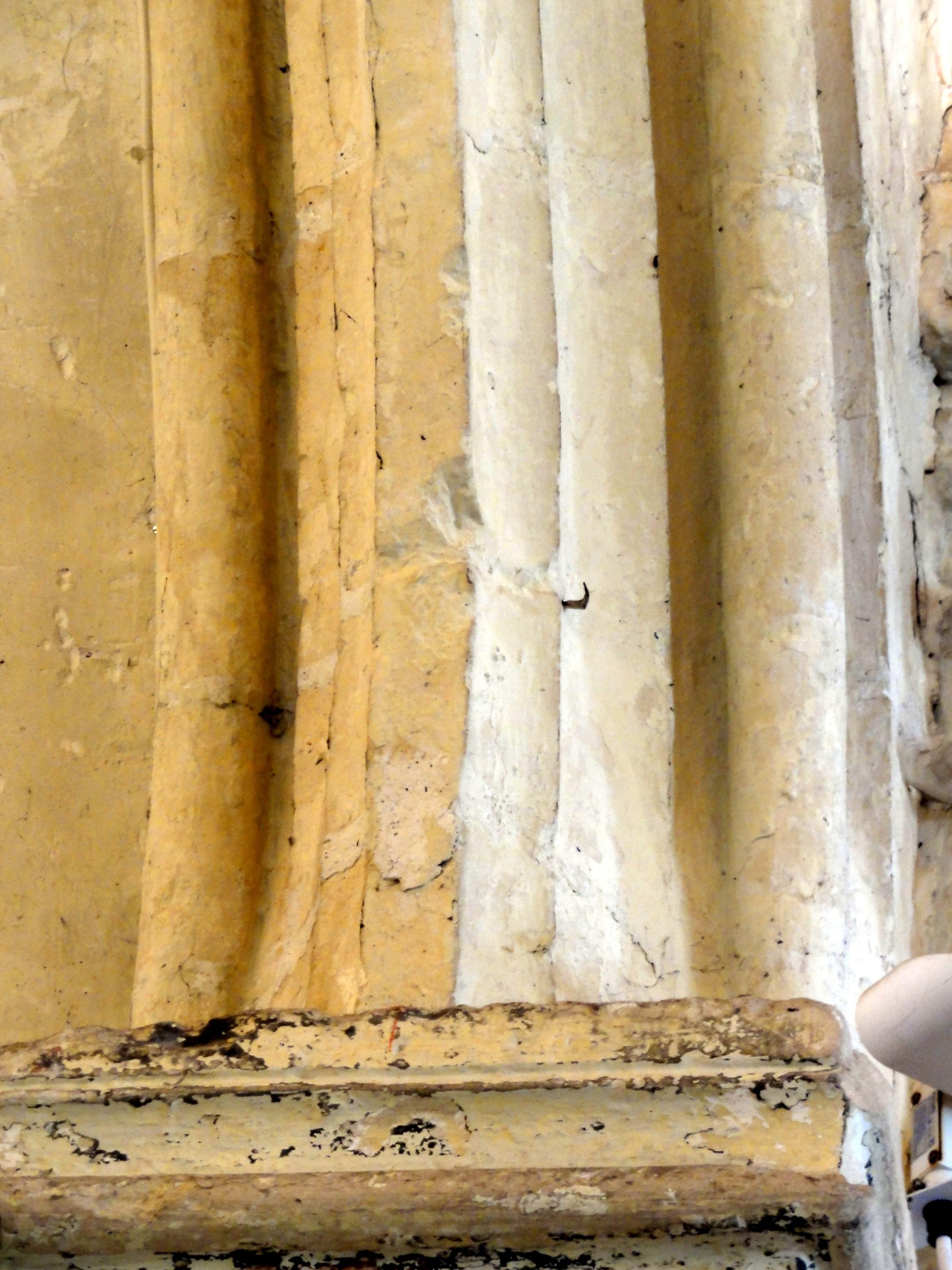
Arcade retaillée vers l'ancien croisillon nord.
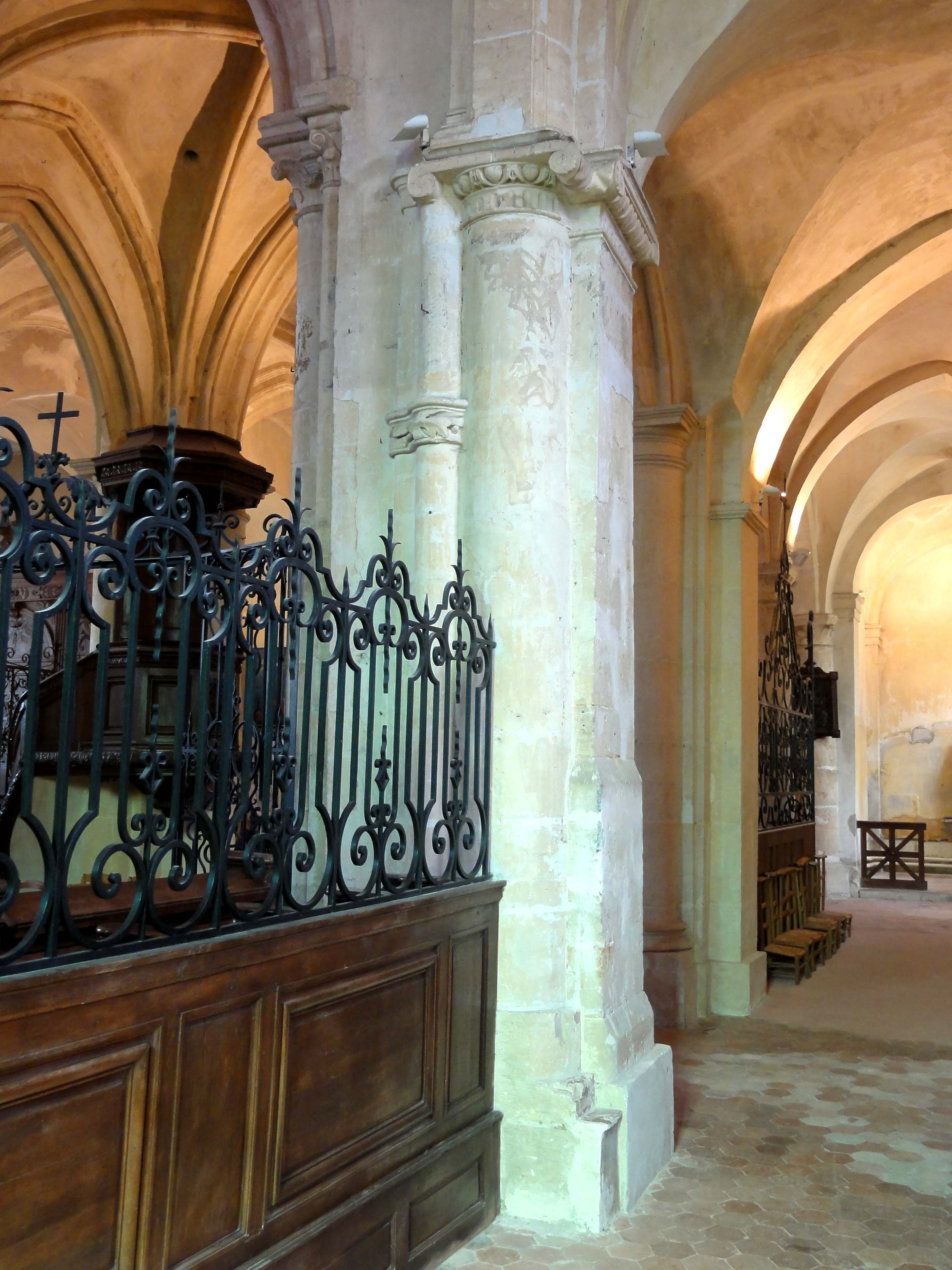
Pile nord-est, côté est.
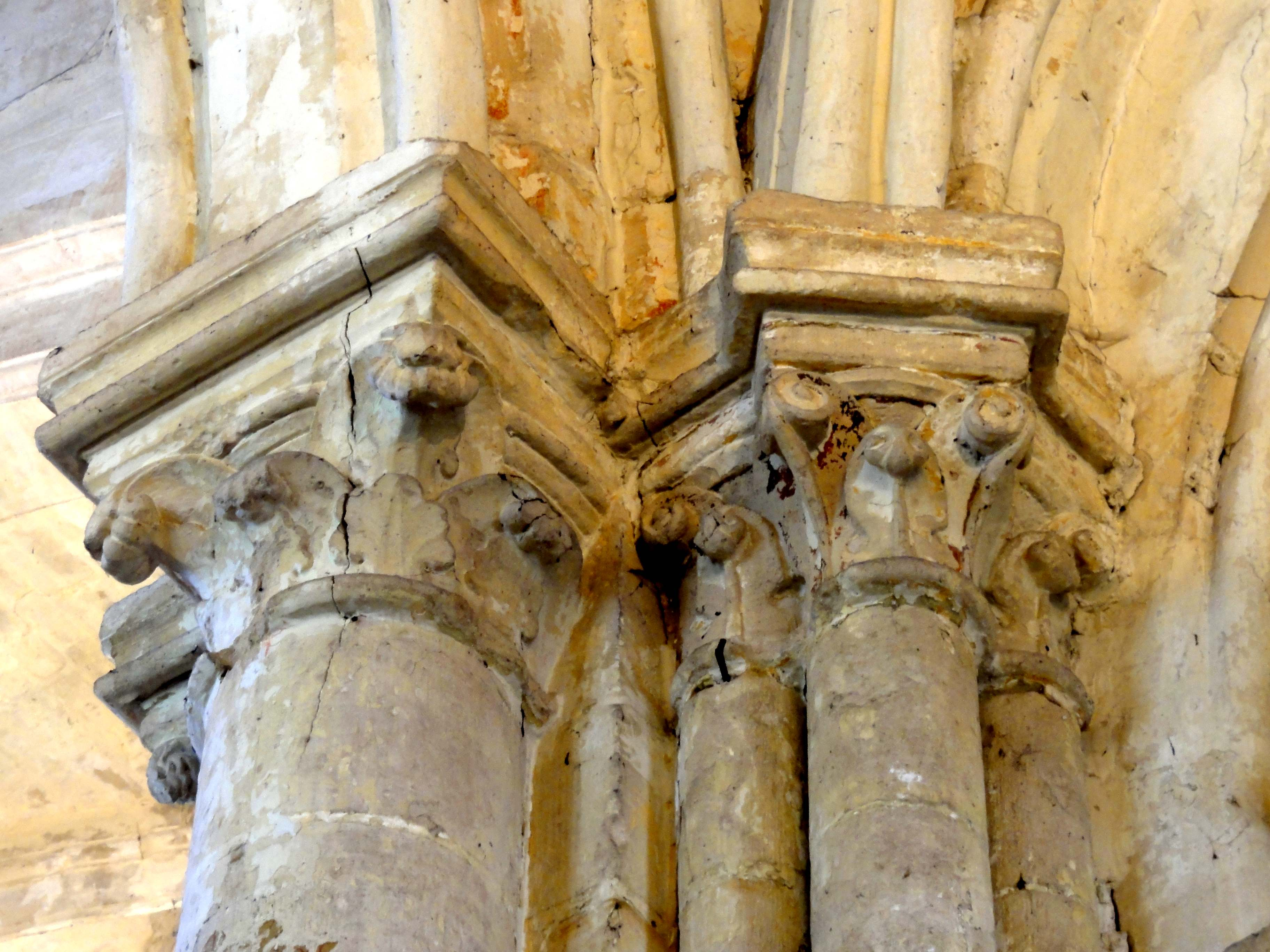
Chapiteaux dans l'angle sud-est.

#### Chœur

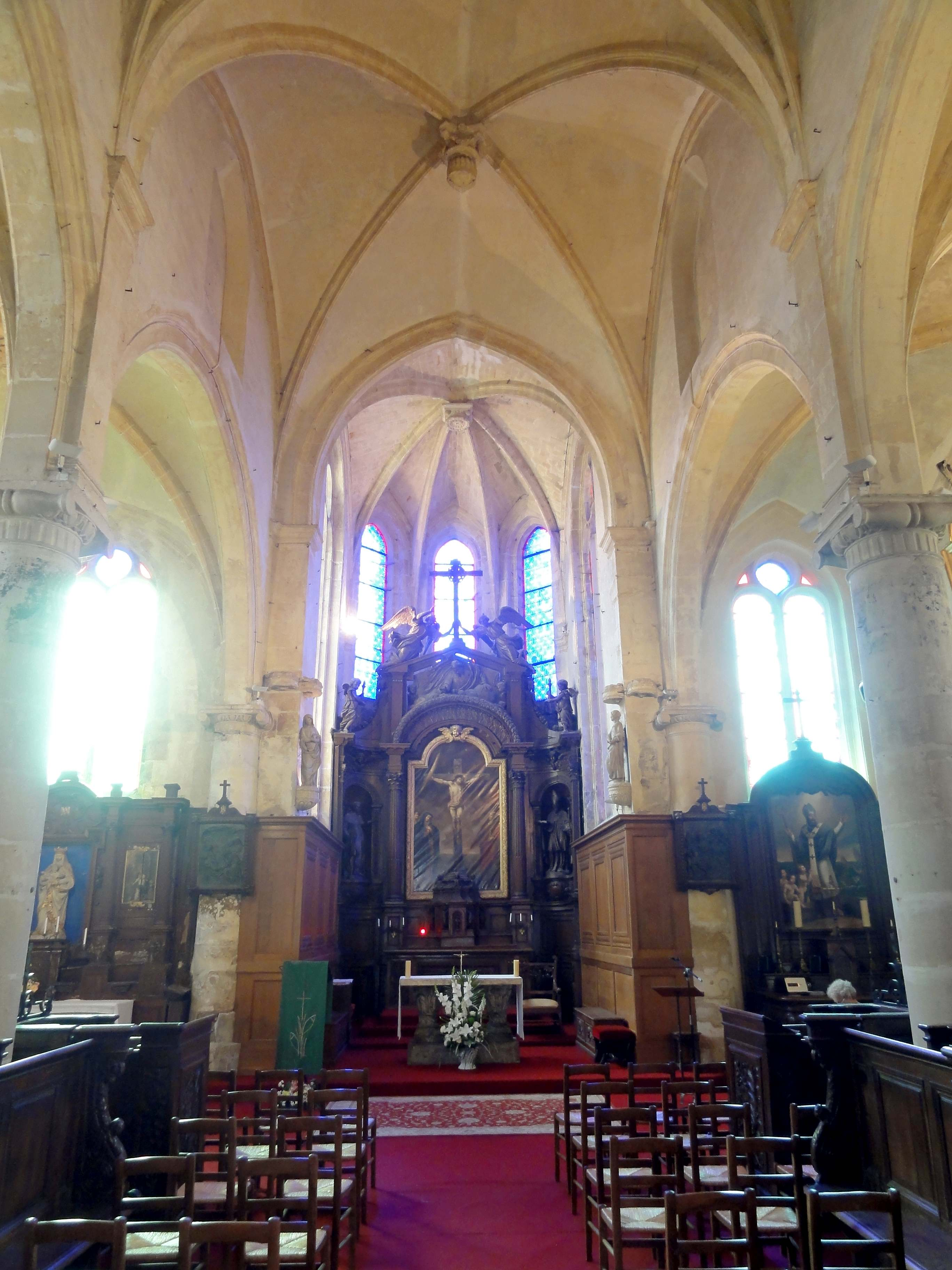
Chœur, vue vers l'est.

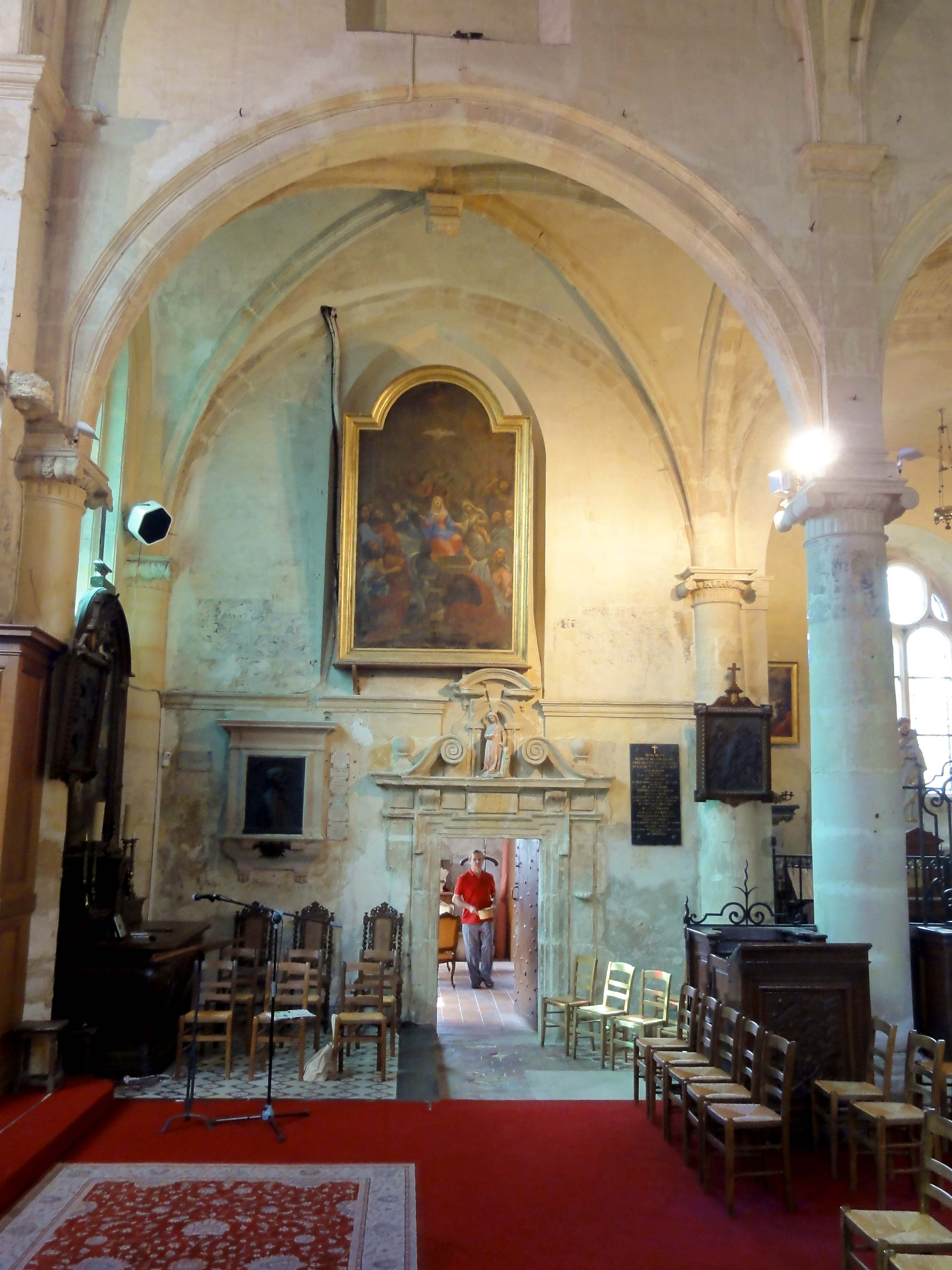
Chœur, 2e grande arcade du sud.

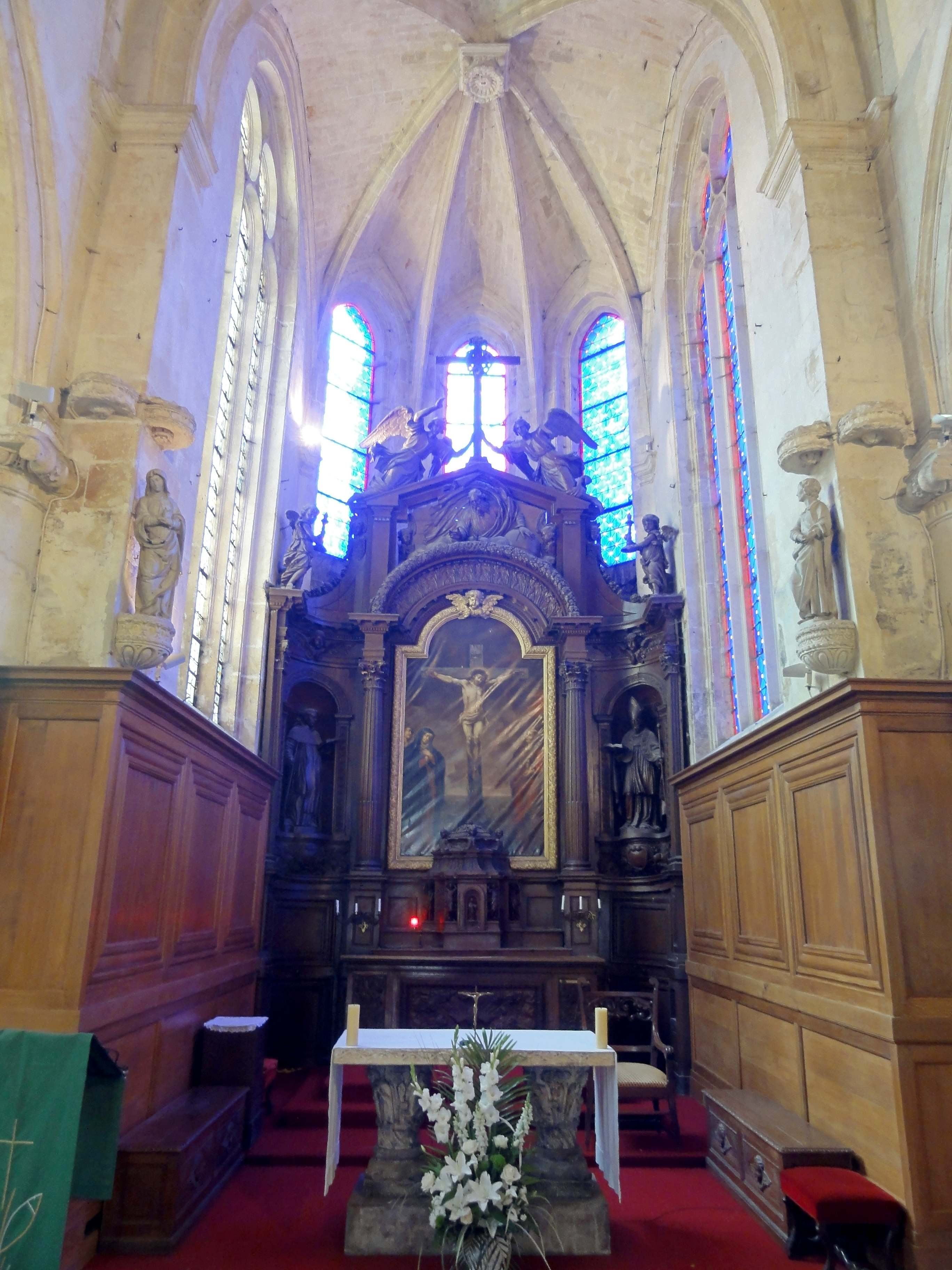
Abside.

Le chœur est stylistiquement homogène, contrairement à la nef et la base du clocher, mais se compose de deux parties bien distinctes : les deux travées droites et l'abside. Tout en étant issues d'une même campagne de construction, leurs supports ne sont pas conçues selon des principes tout à fait identiques. Quant au plan, il a été dicté par les fondations du chœur de la période gothique primitive, qui, selon des sondages au nord-est du chœur, ont apparemment été réutilisées. Même les parties hautes des deux travées ont apparemment été réutilisées, car on y voit des fenêtres en arc brisé depuis longtemps bouchées (tout comme par ailleurs dans la dernière travée du bas-côté sud, au-dessus de la porte de la sacristie). Les fenêtres de la Renaissance sont en plein cintre, et les anciennes fenêtres hautes sont tellement proches des grandes arcades qu'elles n'ont pas pu coexister avec les voûtes des bas-côtés. Dans un premier temps, le maître d'œuvre de la seconde moitié du XVIe siècle a donc repris en sous-œuvre les grandes arcades du chœur, peut-être en espérant de pouvoir conserver les voûtes de la fin du XIIe siècle, car les murs hauts à eux seuls ne méritent pas une intervention aussi complexe. Il est également possible que les bas-côtés n'ont pas été bâtis en même temps que le vaisseau central du chœur, et que des bas-côtés non voûtés de la fin du XIIe siècle ont subsisté pendant quelques années. Des fenêtres hautes bouchées lors du voûtement des bas-côtés sont fréquentes ; on peut citer, comme autres exemples du XVIe siècle, les églises de Fosses ou de Viarmes.
Les deux travées droites se caractérisent par de grandes arcades largement ouvertes, comme dans la seconde travée du chœur de Roissy-en-France ; la domination des grandes arcades sur les élévations latérales, les parties hautes se limitant à la lunette des voûtes ; l'absence de fenêtres hautes ; et l'absence de scansion horizontale : aucun entablement, aucun bandeau ne structure les murs au-dessus des grandes arcades. Plus particulièrement, les grandes arcades reposent sur des chapiteaux ioniques portés respectivement par des colonnes ou demi-colonnes monocylindriques appareillées en tambour. Les chapiteaux sont de section ronde et se composent d'un rang de cannelures et d'un rang de rais de cœur assez schématisés, et partout identiques. Des différences s'observent seulement au niveau des coussinets qui flanquent les tailloirs. Éléments constitutifs de l'ordre ionique, les coussinets, traités en balustres ou non, restent nus ou sont enveloppés de feuilles, seulement au milieu ou entièrement. Pour respecter la superposition des ordres telle que définie par Sebastiano Serlio et hérité de l'Antiquité (dorique, ionique, corinthien), les chapiteaux du second ordre devraient être corinthiens. Or, ils sont doriques, et, cas exceptionnel au nord de l'Île-de-France, le maître d'œuvre a donc pris une liberté avec la superposition des ordres. En plus, il n'a pas fait preuve d'une grande imagination et a renoncé à tout autre élément décoratif, contrairement aux maîtres d'œuvre de Chennevières-lès-Louvres et Roissy-en-France, et contrairement à Nicolas de Saint-Michel, maître-maçon de Luzarches qui a bâti plusieurs églises en pays de France à la Renaissance (Attainville, Mareil-en-France, Le Mesnil-Aubry, Le Plessis-Gassot notamment). On ne voit pas pourquoi Mathieu Lours voit des traits communs avec l'église de Roissy, pour l'ordre dorique (qui n'est pas pleinement développé à Saint-Prix), et avec l'église de Chennevières, pour l'insertion du second ordre (la superposition des ordres étant la règle à la Renaissance). Mathieu Lours ne précise pas pourquoi l'architecte du chœur de Saint-Prix serait proche du foyer Pontoisien ; à vrai dire, le seul architecte pontoisien actif à l'époque et dont le nom et les œuvres soient connus est Nicolas Le Mercier (cathédrale Saint-Maclou de Pontoise). L'exubérance de la sculpture qui distingue cette église est opposée au dépouillement du chœur de Saint-Prix.
L'abside se caractérise, au moins à l'intérieur, par une certaine pauvreté architecturale, sans superposition des ordres, sans chapiteaux développés au niveau de l'arc-doubleau à l'entrée de l'abside, et sans colonnettes et pilastres. L'abside est légèrement moins large que la partie droite du chœur, et le doubleau à l'entrée retombe sur des tablettes moulurées analogues aux chapiteaux doriques du second ordre à l'intersection entre les deux travées droites. Entre les pans de l'abside, les ogives retombent sur des culs-de-lampe analogues aux chapiteaux ioniques du chœur, avec les coussinets en moins. Cette sobriété contraste avec certaines autres réalisations de l'époque, comme par exemple les chœurs de Jagny-sous-Bois ou Chennevières-lès-Louvres avec leurs niches à statues, ou les chœurs d'Ennery et d'Épiais-Rhus avec leurs frises des Douze Apôtres. Ces derniers sont les œuvres de Nicolas Le Mercier et de son frère ou cousin Denis. On remarque encore que la partie droite de l'abside est aussi profonde que les deux travées droites du chœur, mais elle est néanmoins voûtée ensemble avec l'extrémité de l'abside, qui présente deux pans coupés et d'étroites fenêtres en arc brisé. À Roissy, l'extrémité est voûtée séparément, ce qui est plutôt rare. Mais plus souvent, la partie droite est moins profonde, ou subdivisée par un doubleau, de sorte que toutes les fenêtres de l'abside soient de même largeur. Il reste encore à revenir sur les voûtes. Leurs arcs d'inscription et leurs ogives sont en arc brisé, ce qui est plus visible sur les formerets de l'abside et les doubleaux, que sur les formerets des travées droites du chœur. Le profil des ogives et doubleaux est aplati, comme il est de règle à la Renaissance. Les clés de voûte sont influencées par les ordres antiques. Celle de la première travée montre un écusson martelé devant une clé carrée, où se profile une corniche de denticules. Celle de la seconde travée est un chapiteau corinthien supportant une clé pendante dont la partie inférieure est également bûchée. La clé de l'abside présente en son centre une grande rosace ou patère, comme sur les frises doriques,,.

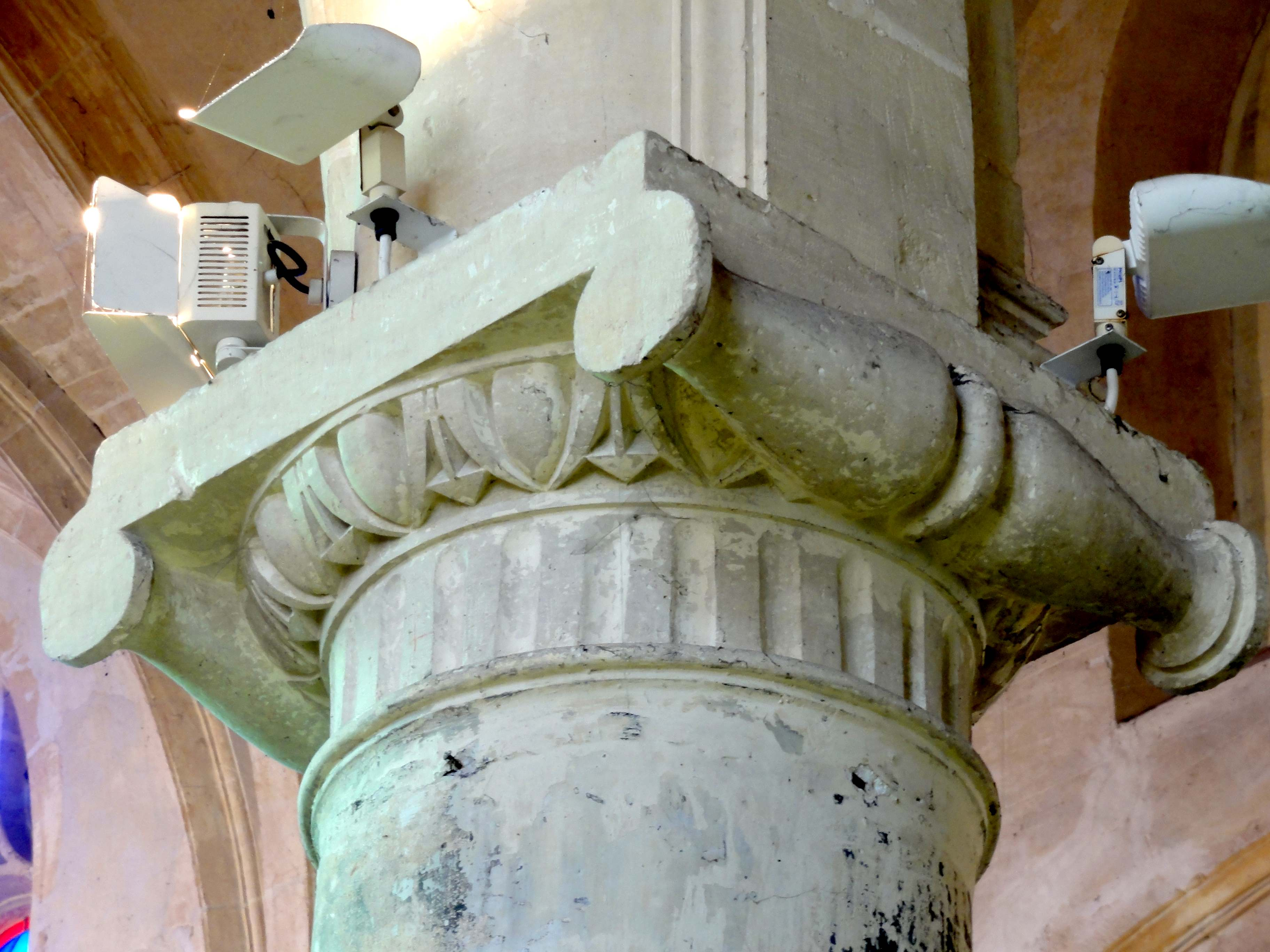
Chapiteau ionique.
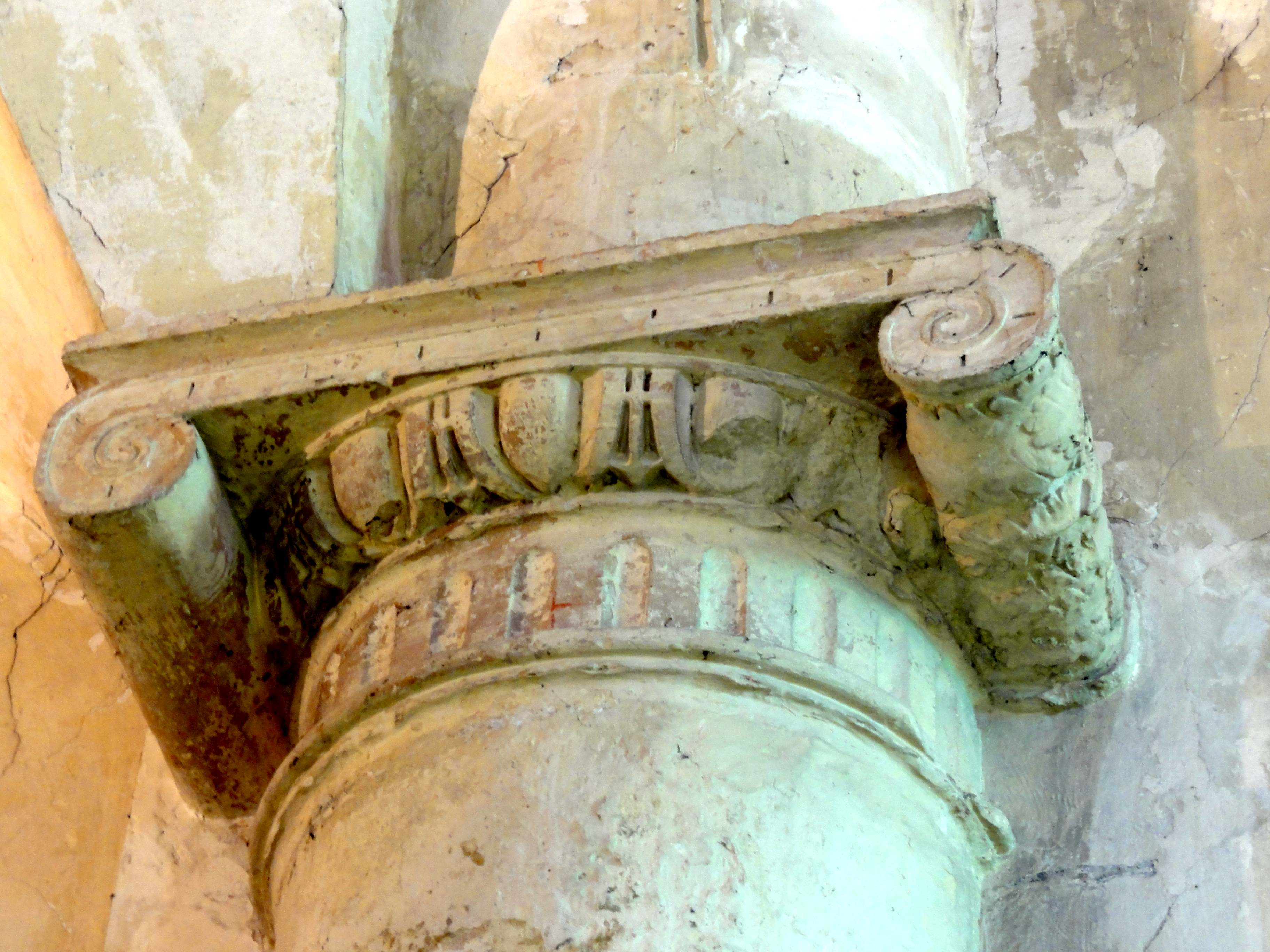
Chapiteau ionique.
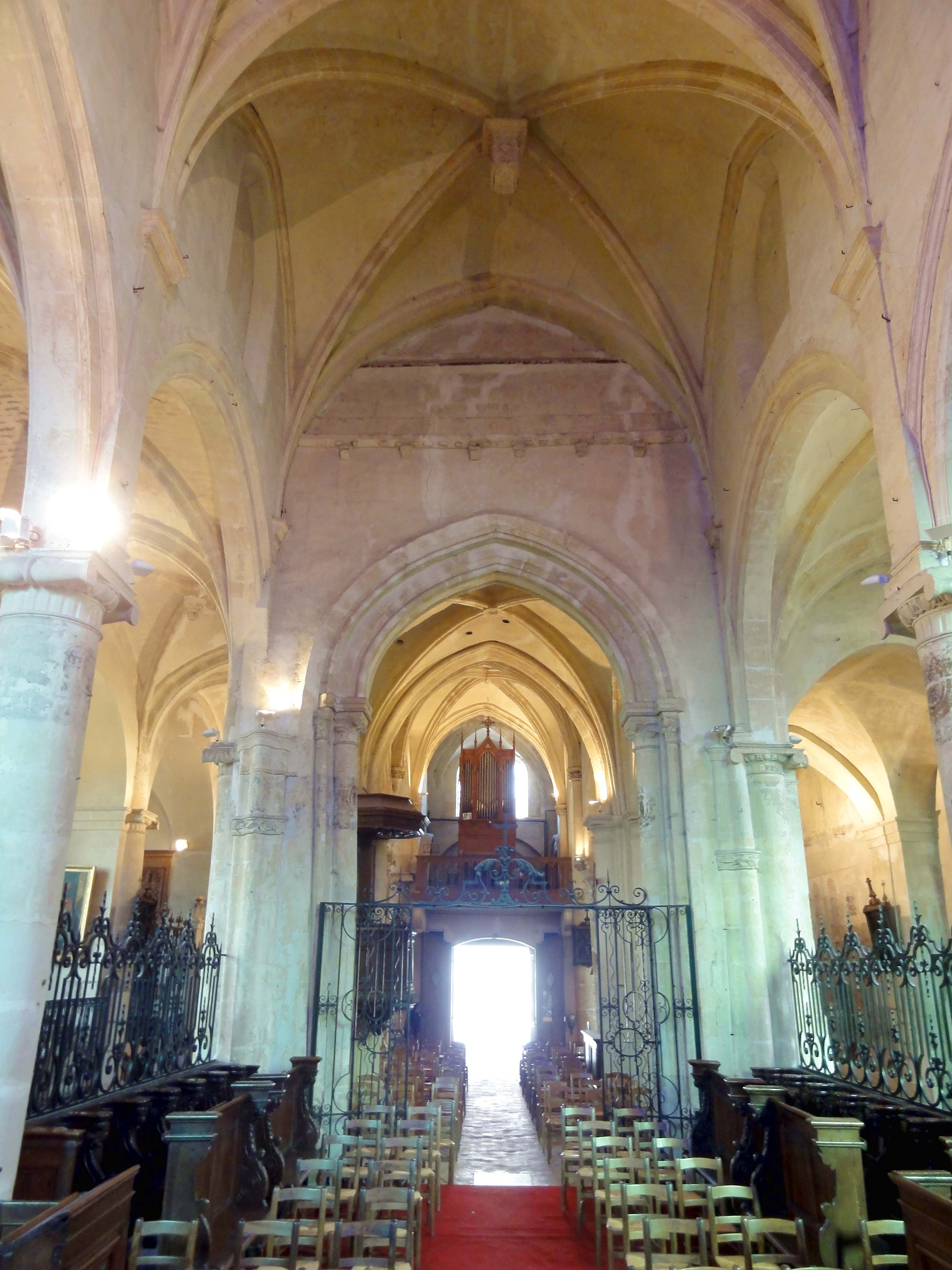
Vue vers l'ouest.
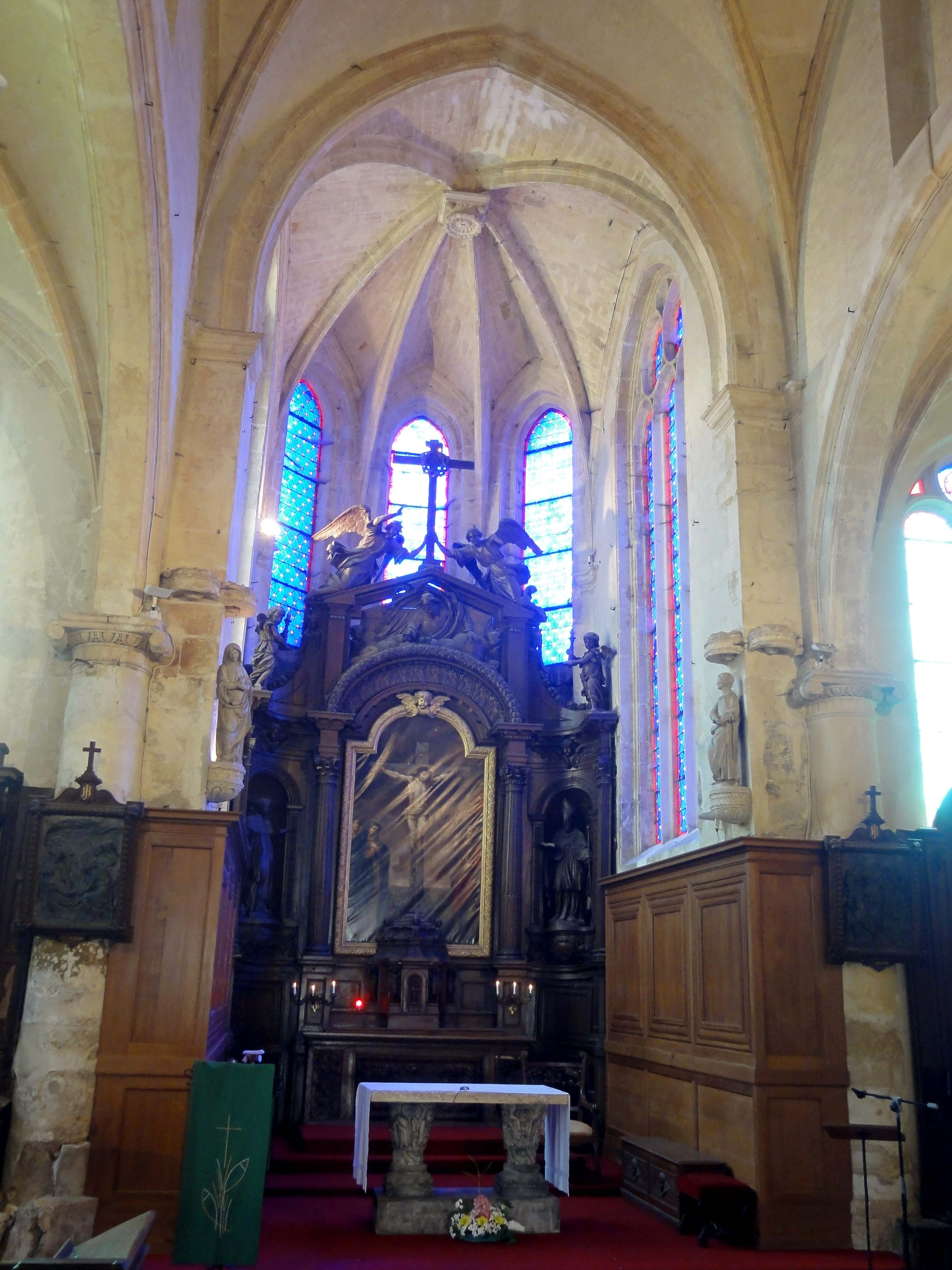
Vue dans l'abside.
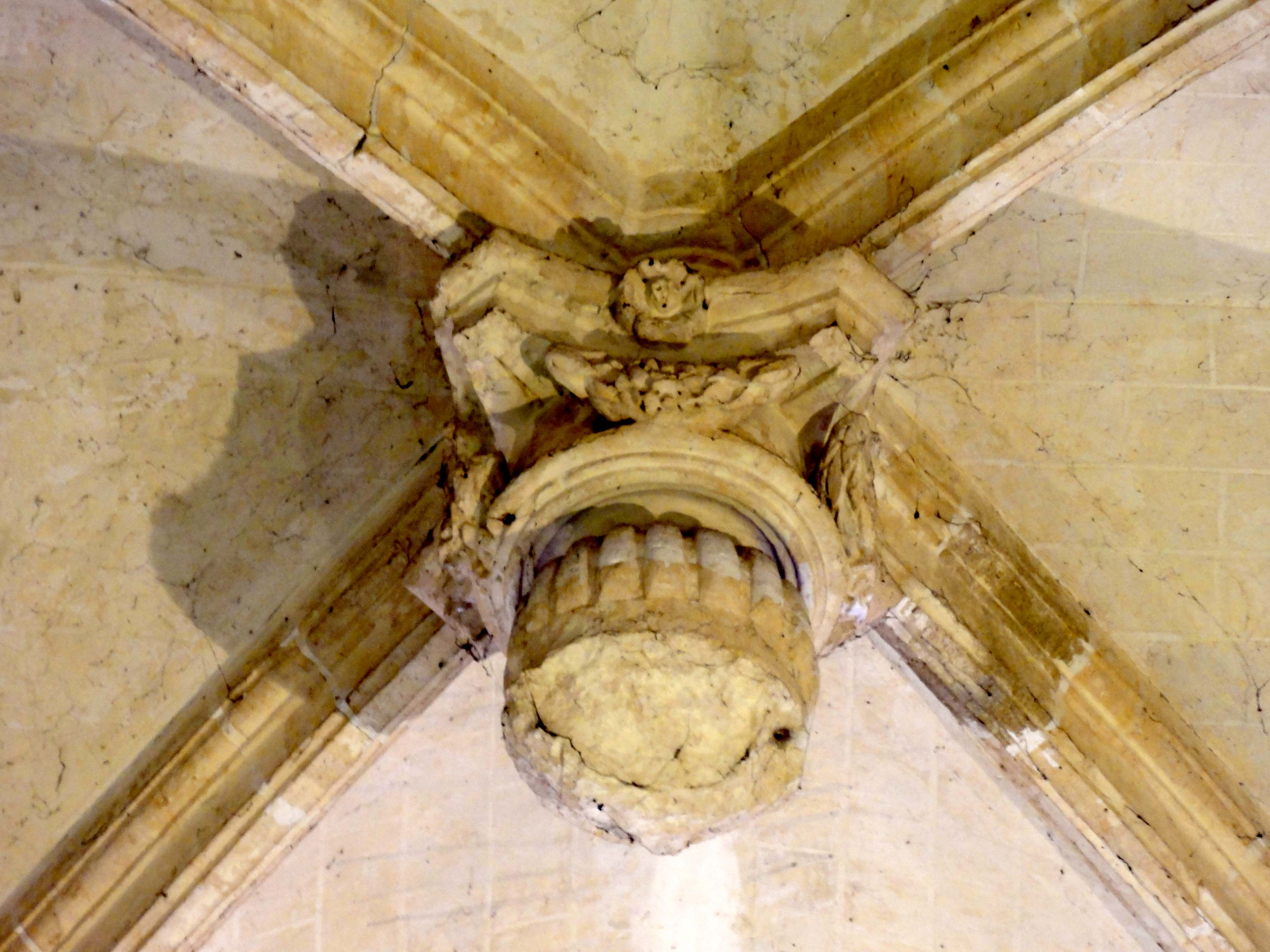
2e travée, clé de voûte.
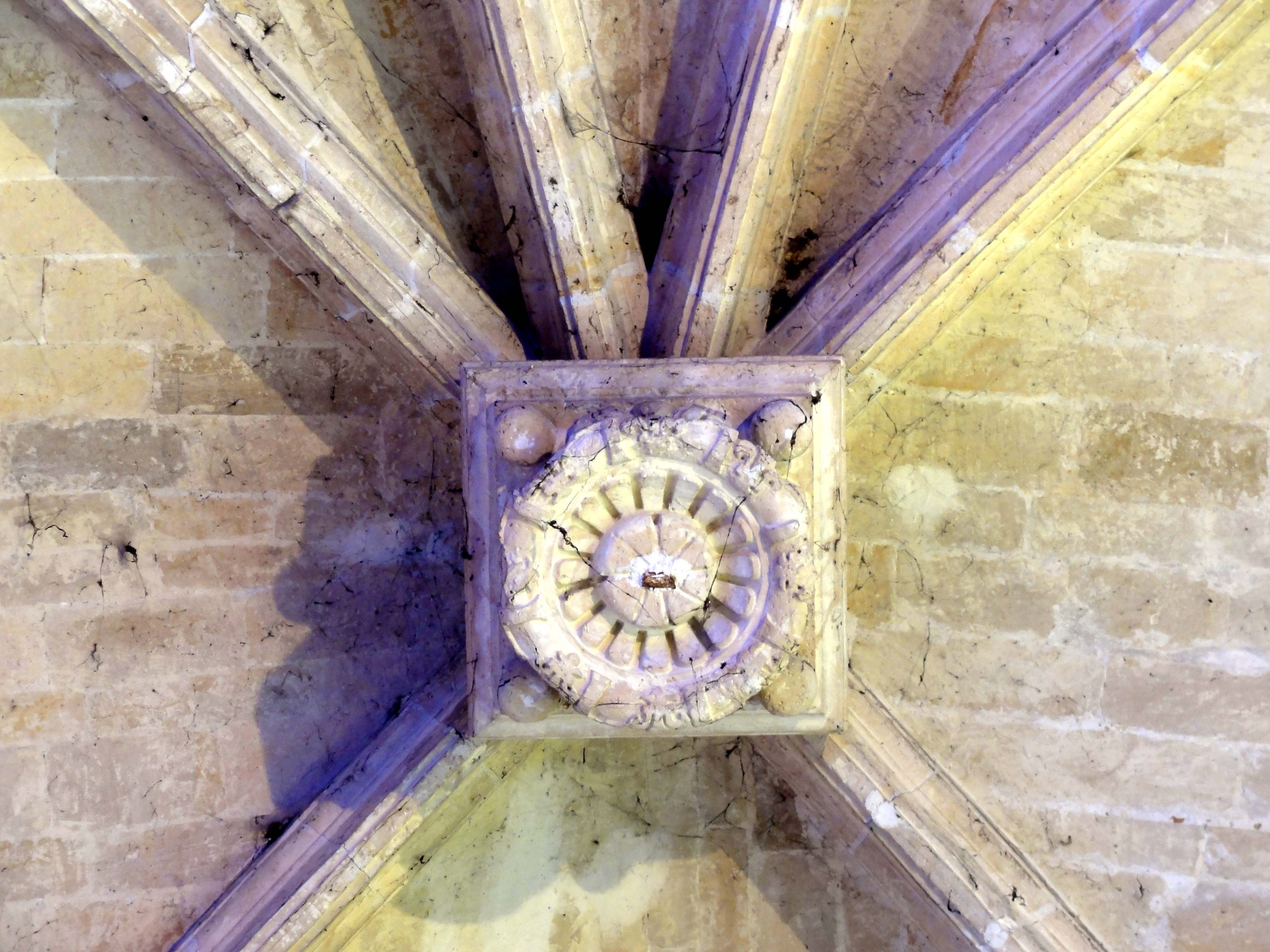
Abside, clé de voûte.

#### Bas-côtés

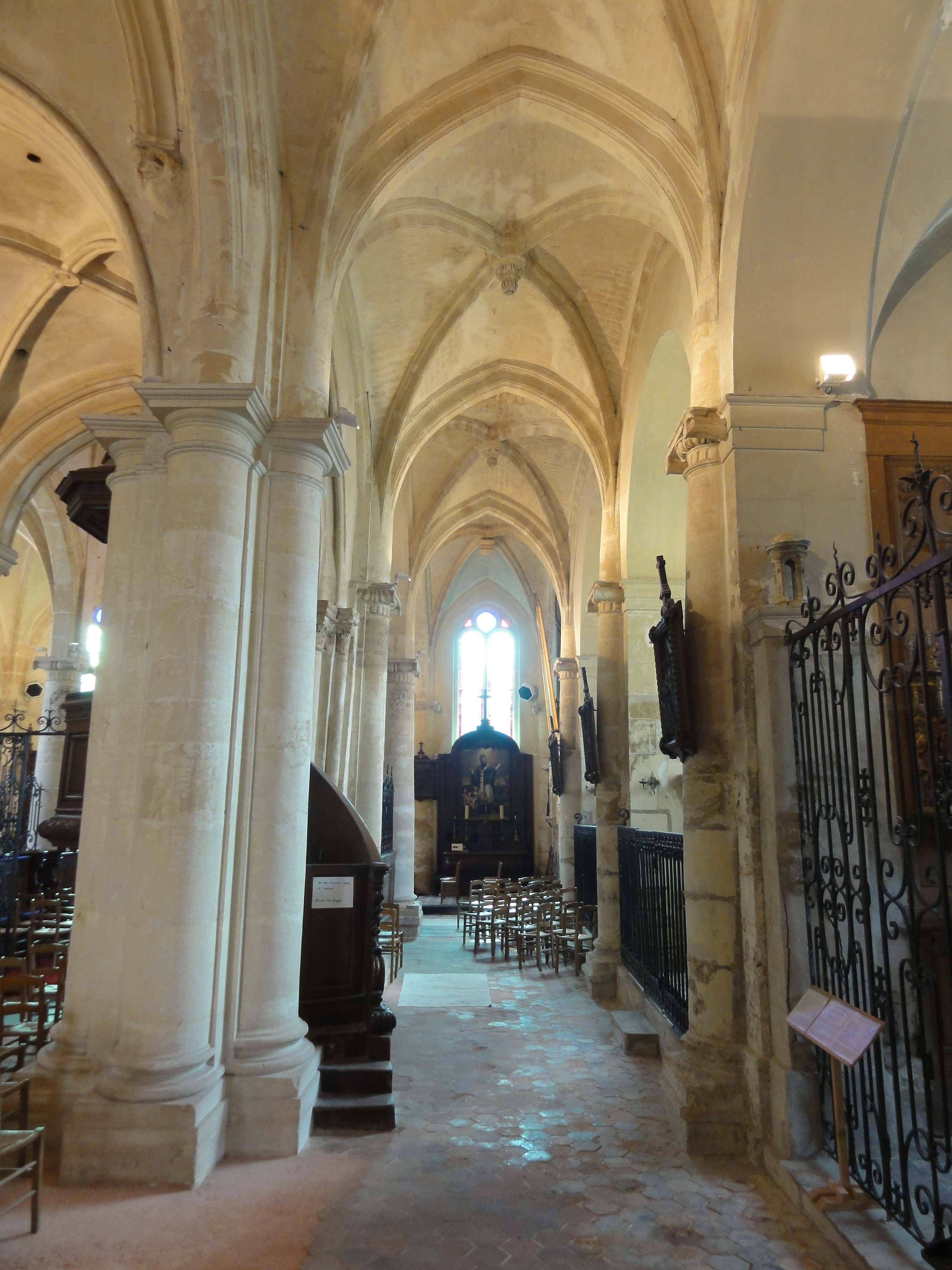
Bas-côté sud, vue vers l'est.

Il n'y a pas de différence entre les bas-côtés de la nef, les anciens croisillons et les bas-côtés du chœur, mais on distingue plutôt les travées construites à la Renaissance, voûtées d'ogives, et les travées rebâties à la période classique ou en 1836, voûtées d'arêtes. Dans les deux cas, les supports vers le vaisseau central sont déterminés par celui-ci, qu'il s'agisse de la nef, de la base du clocher, ou du chœur. La largeur ne change pas du début à la fin, mais avec des piliers de même hauteur, la hauteur au sommet des voûtes est nettement plus réduite dans les travées voûtées d'arêtes. C'est l'ouverture importante des grandes arcades du chœur qui commande la hauteur de la voûte des bas-côtés. Les doubleaux en tiennent un tracé en tiers-point très surhaussé, comportant des sections droites près des chapiteaux. La technique du voûtement d'arêtes ne permet pas une telle souplesse et adaptation aux différentes contraintes, ce qui explique la différence de hauteur. De la Renaissance, datent le bas-côté nord du chœur, et tout le bas-côté sud, sauf la première travée, qui est isolée de la nef par un mur, et qui sert actuellement de débarras. Les chapiteaux et supports sont calqués sur les deux travées droites du chœur, ce qui donne à penser que le chantier n'a pas connu de trop longues interruptions, bien que la reprise en sous-œuvre des grandes arcades indique que tout n'a pas été entrepris en même temps.
La modénature diffère dans le bas-côté sud de la nef, où des quarts-de-rond délimitent les ogives, comme souvent au début de la période flamboyante. On observe également que les clés de voûte du bas-côté sud de la nef ne sont pas pendantes, et ne dénotent pas d'une influence directe par l'architecture antique. Les motifs y sont des arrangements de feuillages entourés de lignes ondulées, alors que des rais de cœur apparaissent dans l'ancien croisillon sud et le bas-côté sud du chœur. Dans le bas-côté nord, on lit en outre les monogrammes IHS et MA, pour la Vierge Marie. L'architecte de la période classique ou de 1836 ne s'est pas préoccupé de l'ornementation. Il a tout au moins employé l'ordre toscan lors de la reprise en sous-œuvre des piles occidentales du clocher, mais renoncé à des chapiteaux et pilastres partout ailleurs. Curieusement les deux doubleaux entre la seconde et la quatrième travée du bas-côté nord sont en tiers-point et paraissent déformés. Vraisemblablement, il s'agit des doubleaux renforcés de la Renaissance ou du début du XIIIe siècle. Entre la première et la seconde travée des deux bas-côtés, on trouve tout au contraire des sortes d'arcs diaphragmes en plein cintre. Au sud, le piédroit nord de l'arc diaphragme dissimule en grande partie un édicule en bas-relief plaqué sur la face méridionale du premier pilier de la nef. Il devait servir d'encadrement à une inscription, et se compose (dans son état réduit) d'une colonne corinthienne et d'un fronton triangulaire,,.

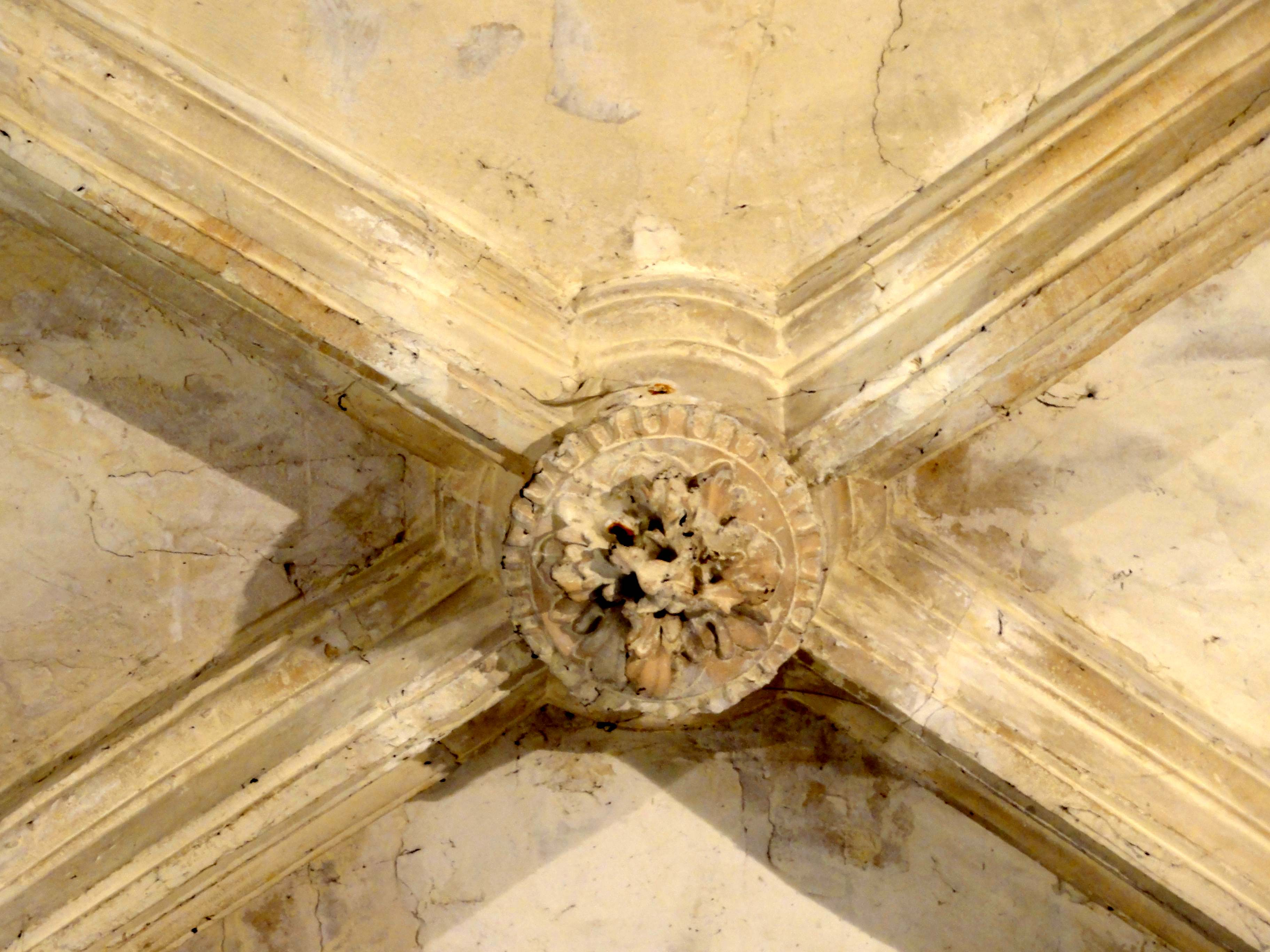
Bas-côté sud, clé de voûte de la 3e travée.
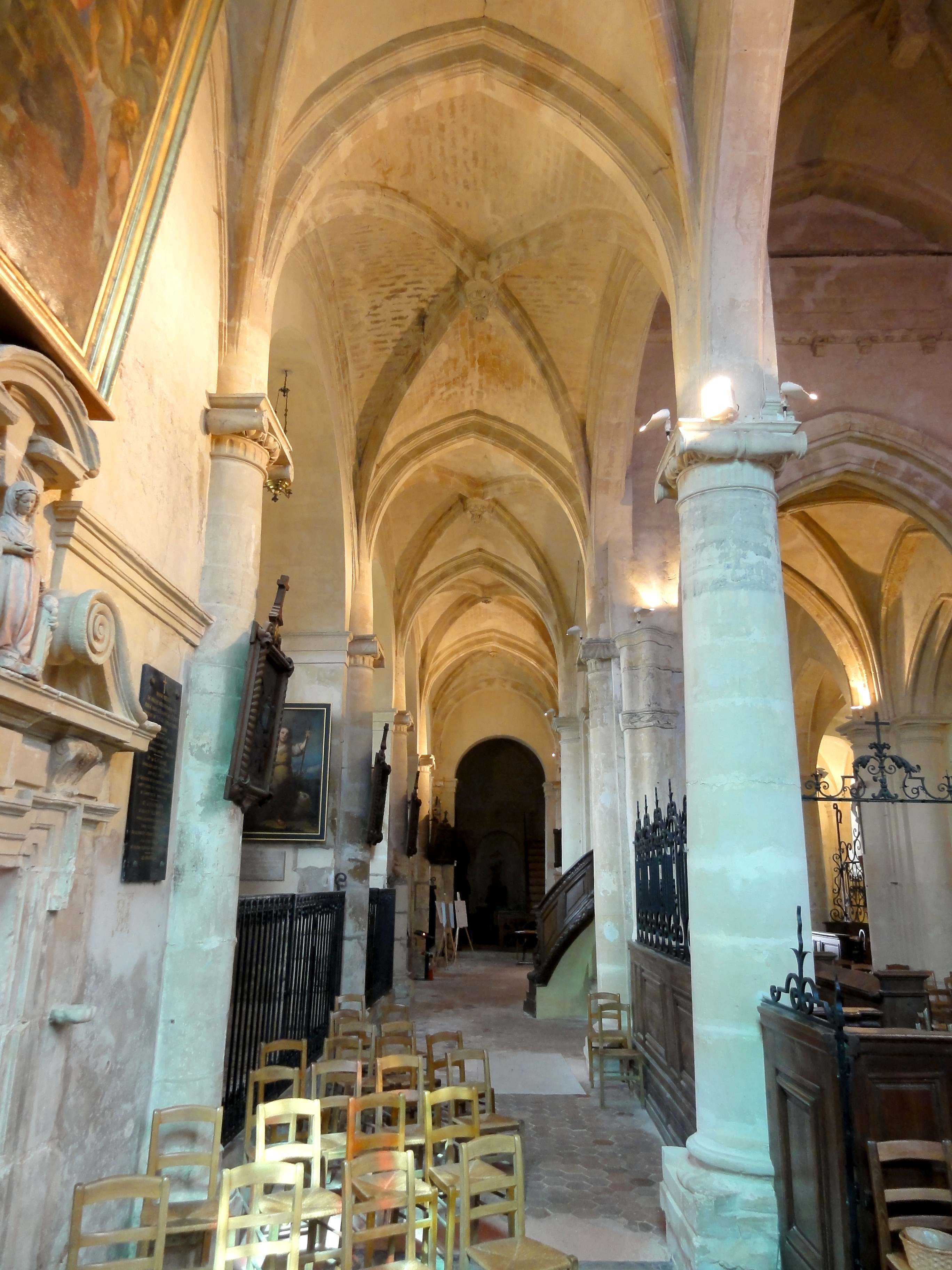
Bas-côté sud, 6e travée, vue vers l'ouest.
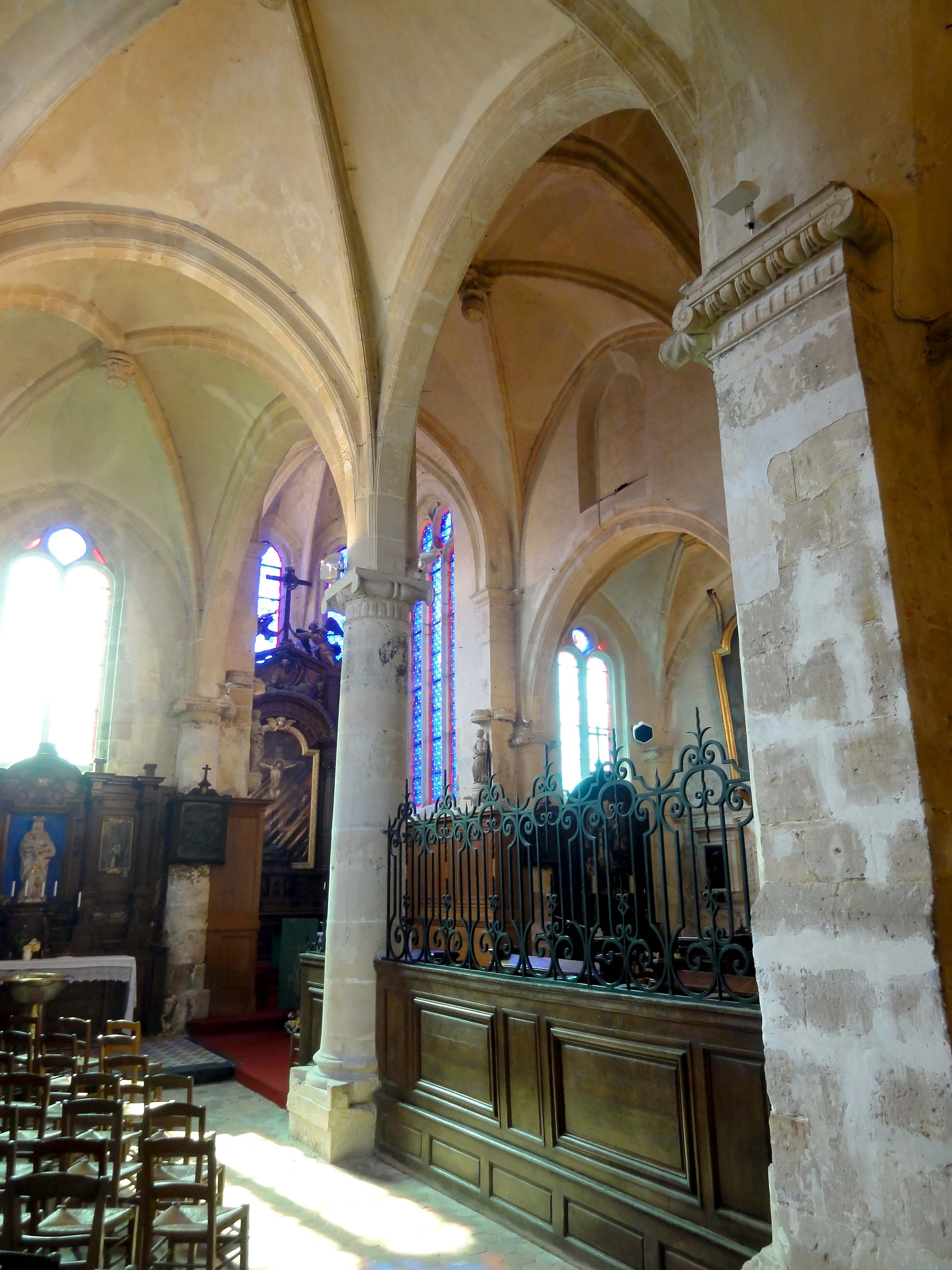
Bas-côté nord, 5e et 6e travée, vue sur le chœur.
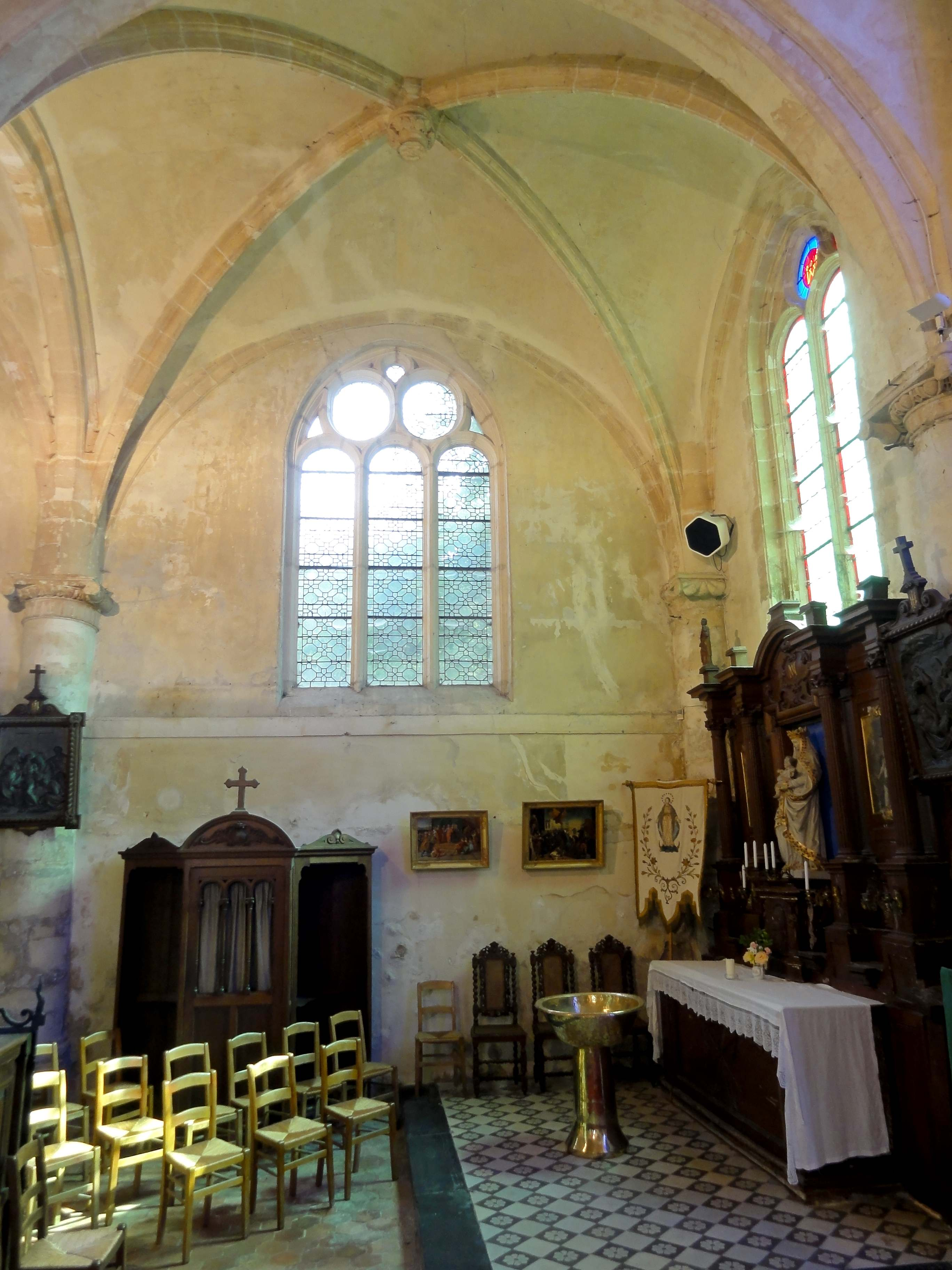
Bas-côté nord, 6e travée (chapelle de la Vierge).
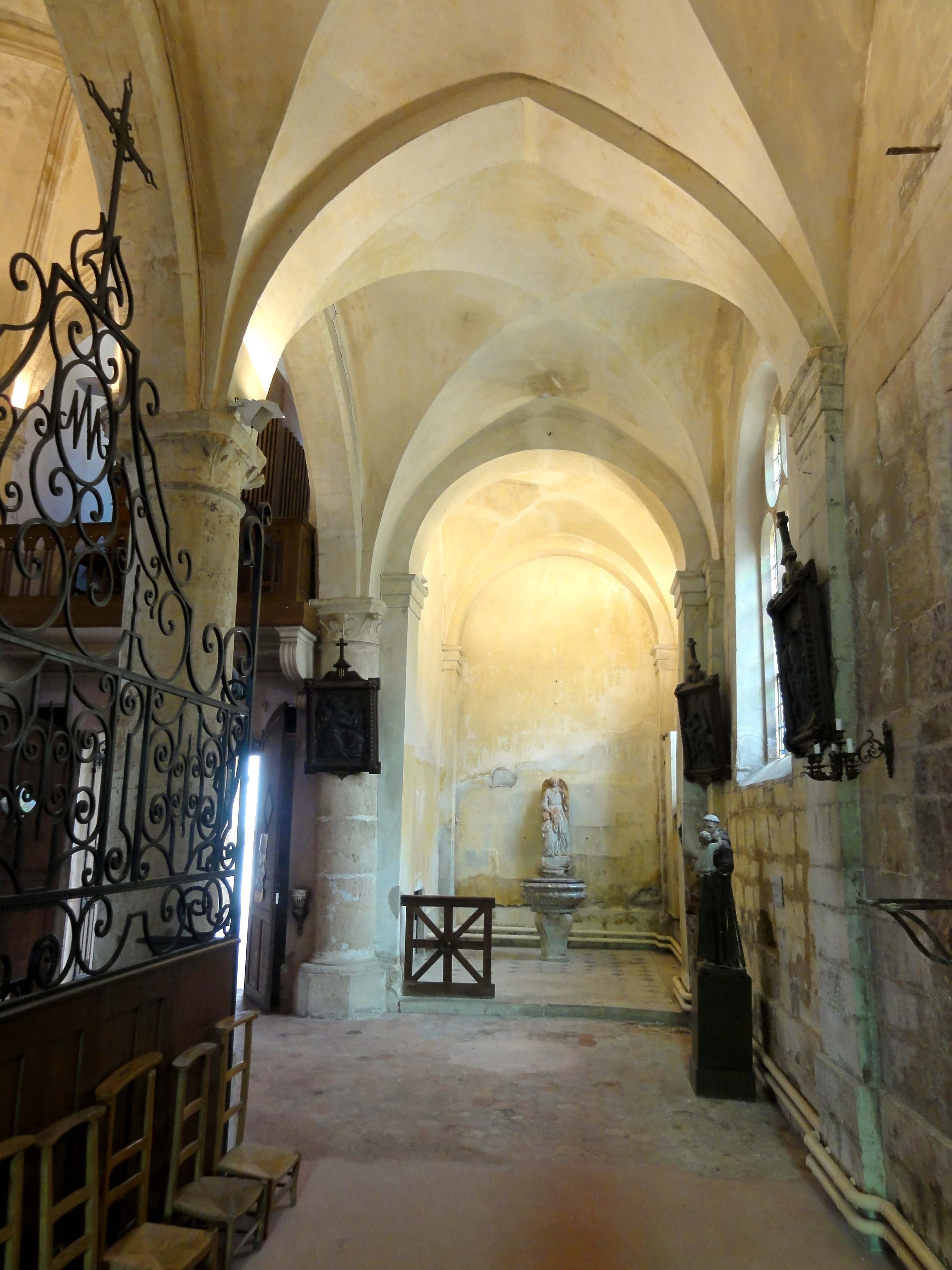
Bas-côté nord, 3e travée, vue vers l'ouest.
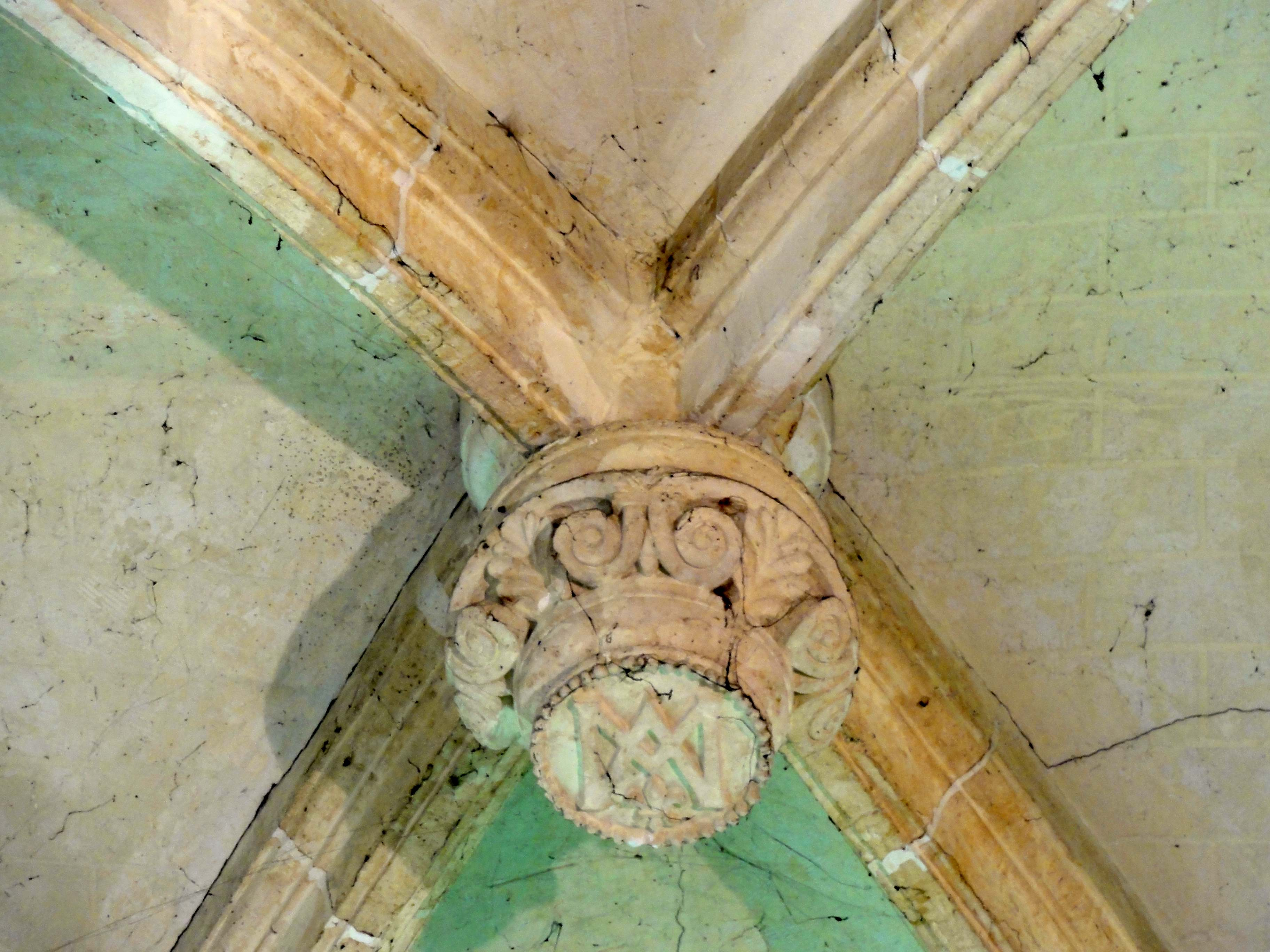
Bas-côté nord, clé de voûte de la 6e travée.

#### Chapelles

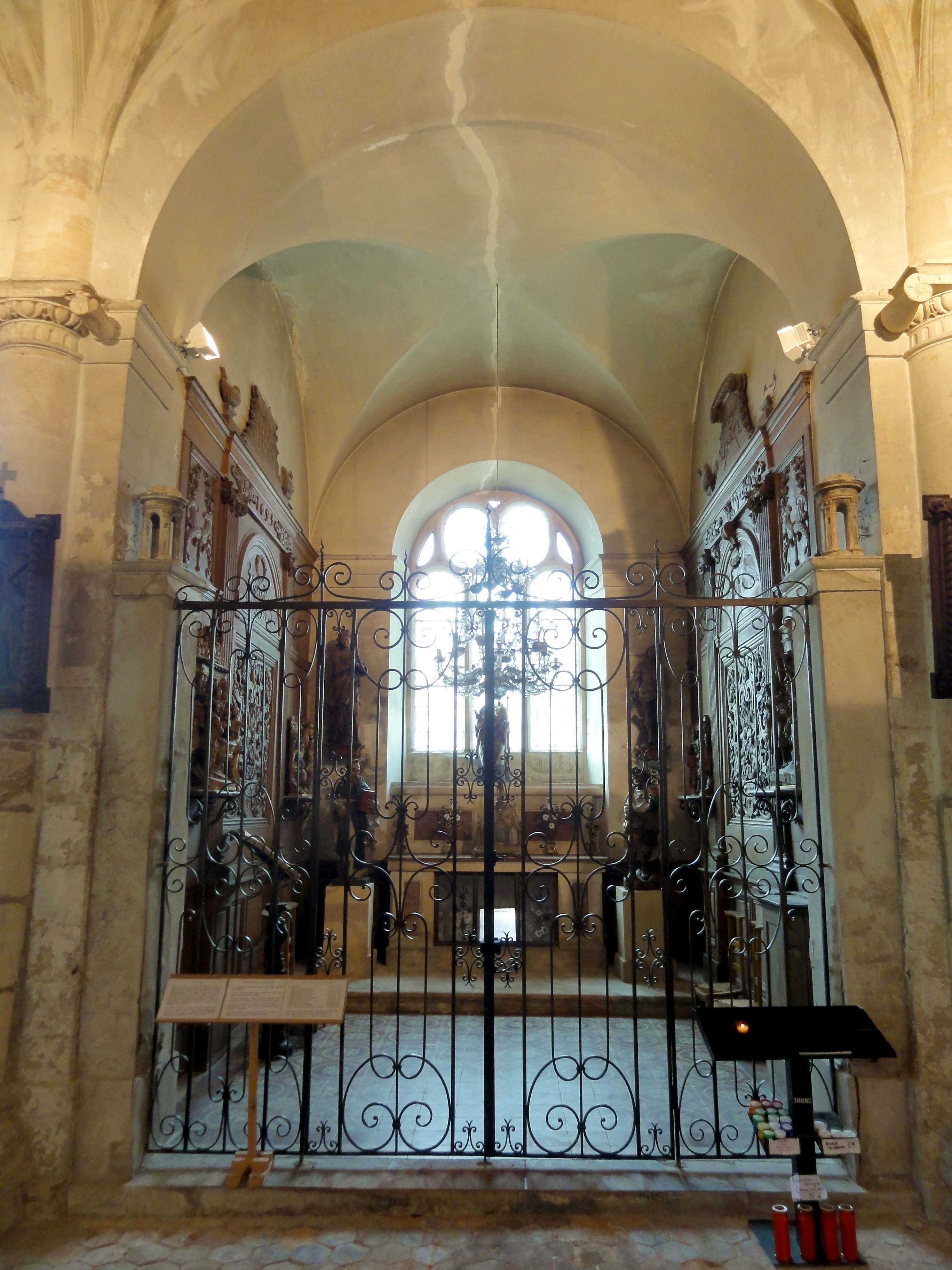
Chapelle Saint-Prix.

L'église Saint-Prix comporte sept chapelles qui sont encore utilisées, ou qui subsistent tout au moins en l'état : les chapelles de la Vierge et Saint-Nicolas au chevet des deux bas-côtés ; la chapelle baptismale à l'extrémité occidentale du bas-côté nord ; et les quatre chapelles devant le bas-côté sud. Elles se situent devant la seconde, la troisième, la quatrième et la cinquième travée. On peut y ajouter l'ancienne chapelle devant la première travée, qui sert de débarras, et la sacristie, qui bien que décrite comme faisant partie du second bas-côté sud, n'a jamais été une chapelle proprement dite. D'un côté, la fenêtre en tiers-point bouchée au-dessus de la porte donnant sur le bas-côté sud prouve qu'il n'y a jamais eu de grande arcade à cet emplacement, et d'autre part, la porte elle-même est ornée d'un encadrement de style baroque, dont Roger Large dit qu'il est représentatif de l'art sous le règne de Louis XIII (1610-1643). Le décor en faible relief du linteau évoque des grecques. Au-dessus des piédroits, deux consoles supportent un fronton brisé, où deux ailerons encadrent une niche à statue en plein cintre, qui est elle-même surmontée d'un petit fronton en arc de cercle. Il n'y a pas d'autres témoignages de l'architecture baroque dans l'église.
Les chapelles devant le bas-côté sud, qualifiées comme deuxième bas-côté bien que rien n'indique qu'elles communiquaient initialement entre elles, n'ont aucun caractère propre. Leur intérêt vient du mobilier qu'elles abritent, et à ce titre, la chapelle Saint-Prix (devant la troisième travée) mérite une mention spéciale. Ses boiseries portent la date de 1695. On peut ainsi se demander pourquoi les auteurs ne datent pas les chapelles devant le bas-côté sud de la fin du XVIIe siècle, plutôt que de la même époque que la sacristie ou de 1836. En effet, la légère mouluration à la retombée des voûtes en berceau des chapelles, ou à la retombée de l'arcade ouvrant dans la chapelle Saint-Prix, est identique à la mouluration à la retombée des voûtes d'arêtes du bas-côté nord. Les chapelles et le voûtement d'arêtes d'une partie des bas-côtés ont de toute évidence été réalisés pendant une même campagne de travaux, que Mathieu Lours situe en 1836. Il pense en effet que les chapelles auraient été démolies, puis rebâties vers cette année, mais ne mentionne pas les voûtes d'arêtes. La théorie de Mathieu Lours est confortée par la coexistence de voûtes en berceau, dans les chapelles de faible profondeur, et d'une voûte d'arêtes, dans la chapelle Saint-Prix, sans que l'on voit des traces de remaniements. René Large suppose une démolition partielle, et dans ce cas, les chapelles et les voûtes d'arêtes des bas-côtés peuvent dater de la fin du XVIIe siècle. Ce n'est pas ce que pensent cet auteur ni Gérard Ducœur, qui s'appuie sur des sondages dont il a publié les résultats en 1983, et qui avance la période de 1620 à 1628 pour les « triples collatéraux au sud ». Cette confusion terminologique entre chapelle et collatéral, tout comme le chiffre trois qui ne correspond au nombre réel des chapelles, réduisent cependant la crédibilité de l'auteur. On ne voit pas non plus comment les sondages ont pu servir à la datation des éléments en élévation,,.

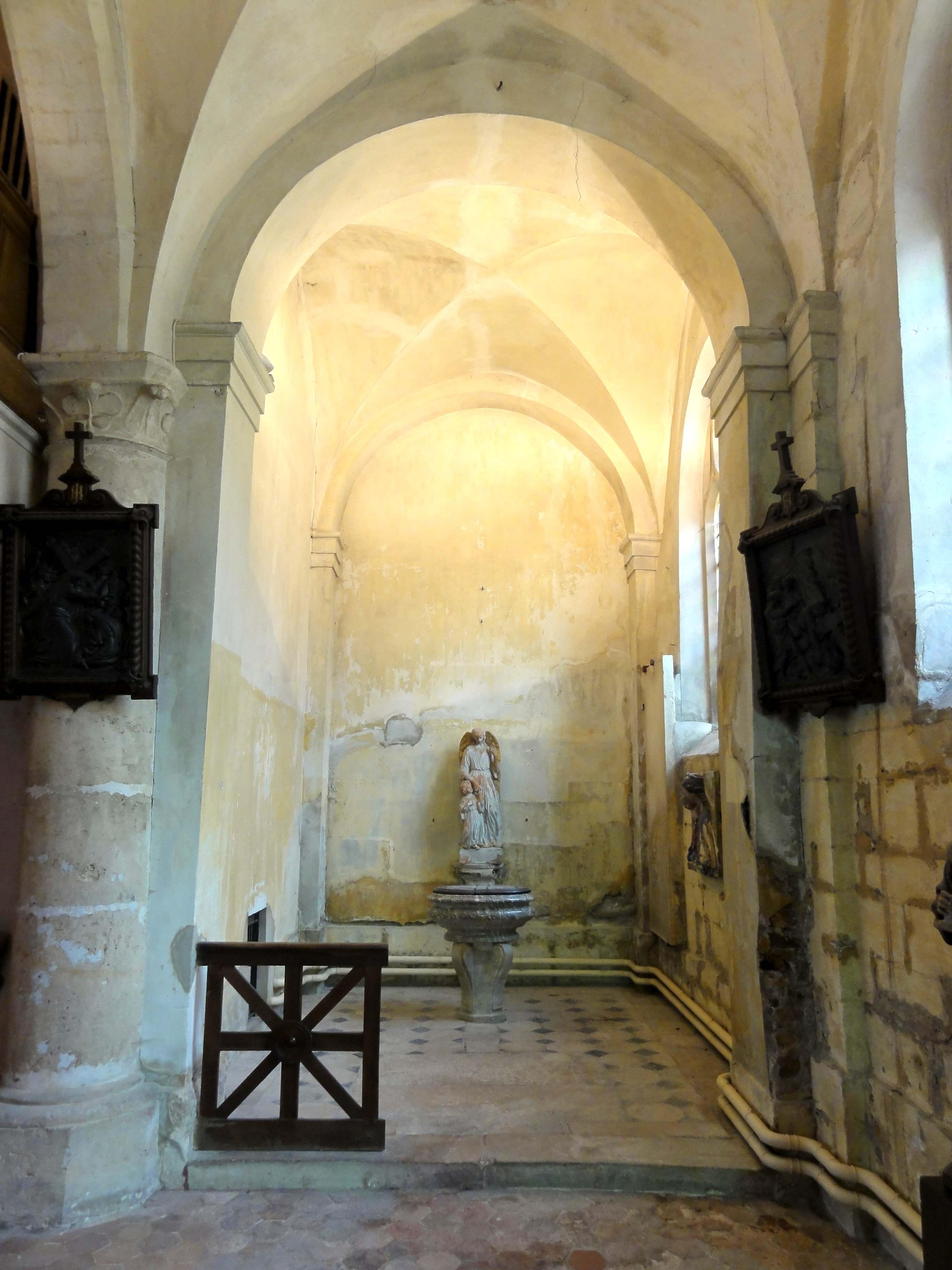
Chapelle baptismale au début du bas-côté nord.
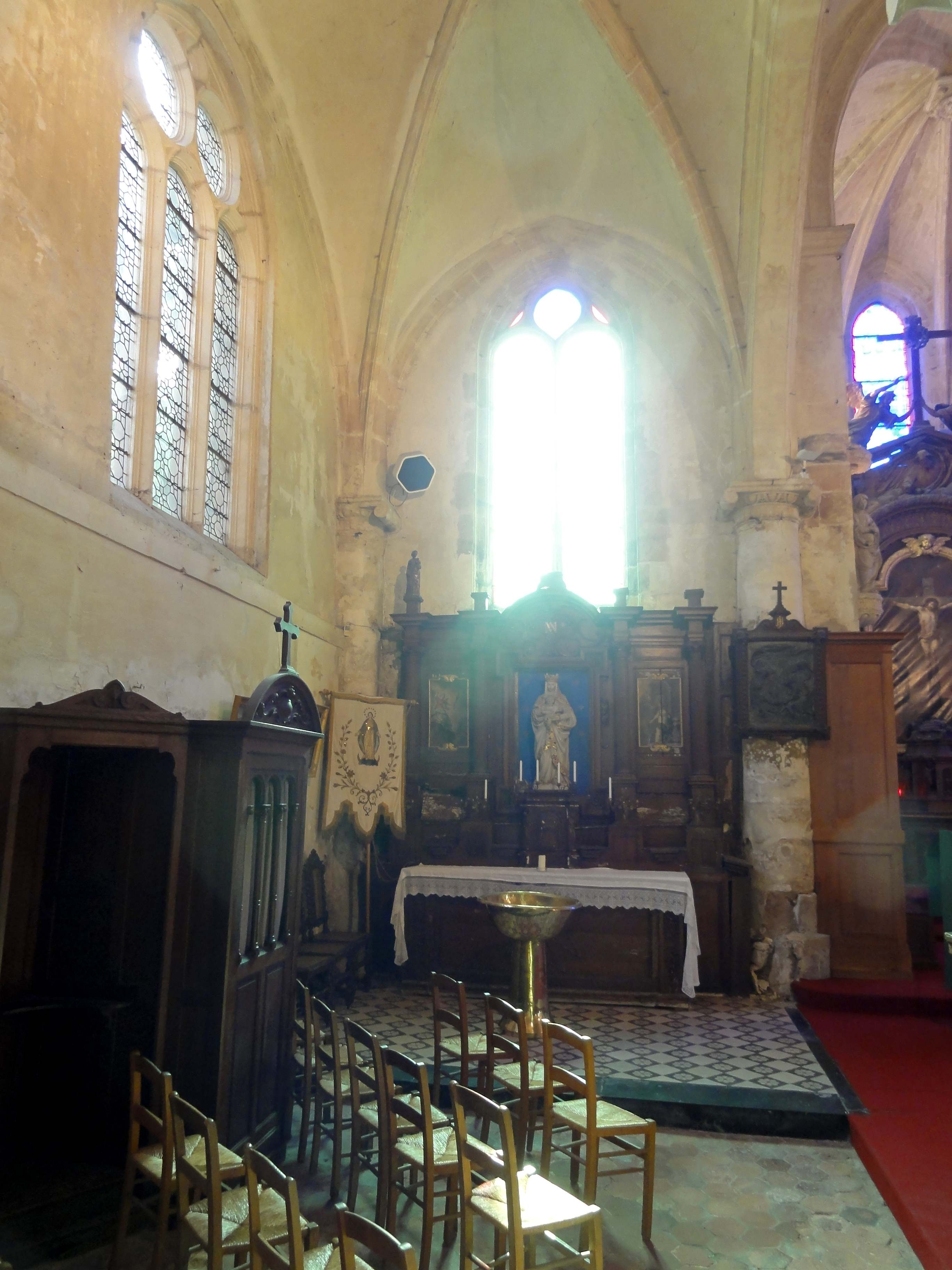
Chapelle de la Vierge au chevet du bas-côté nord.
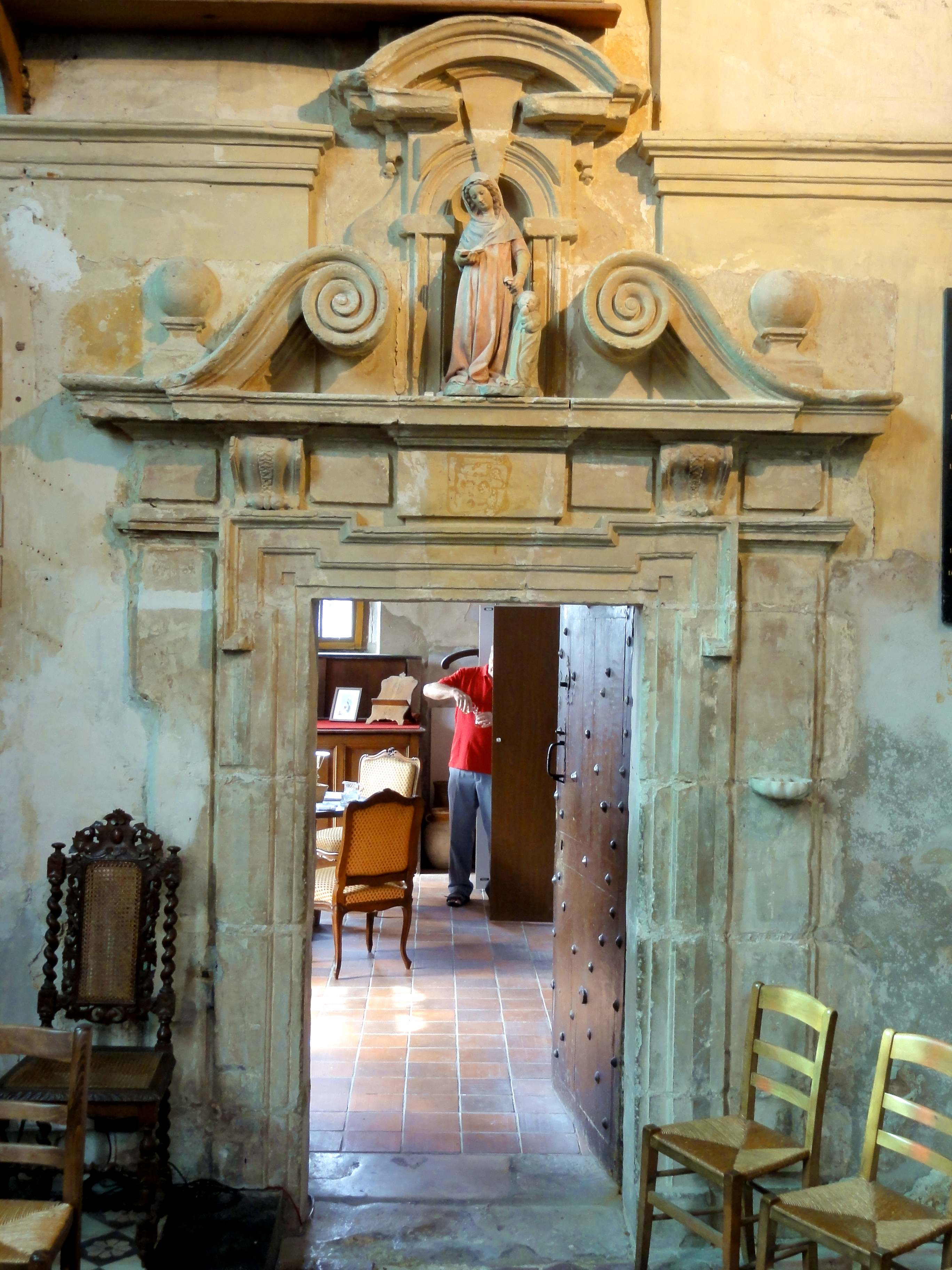
Porte de la sacristie.
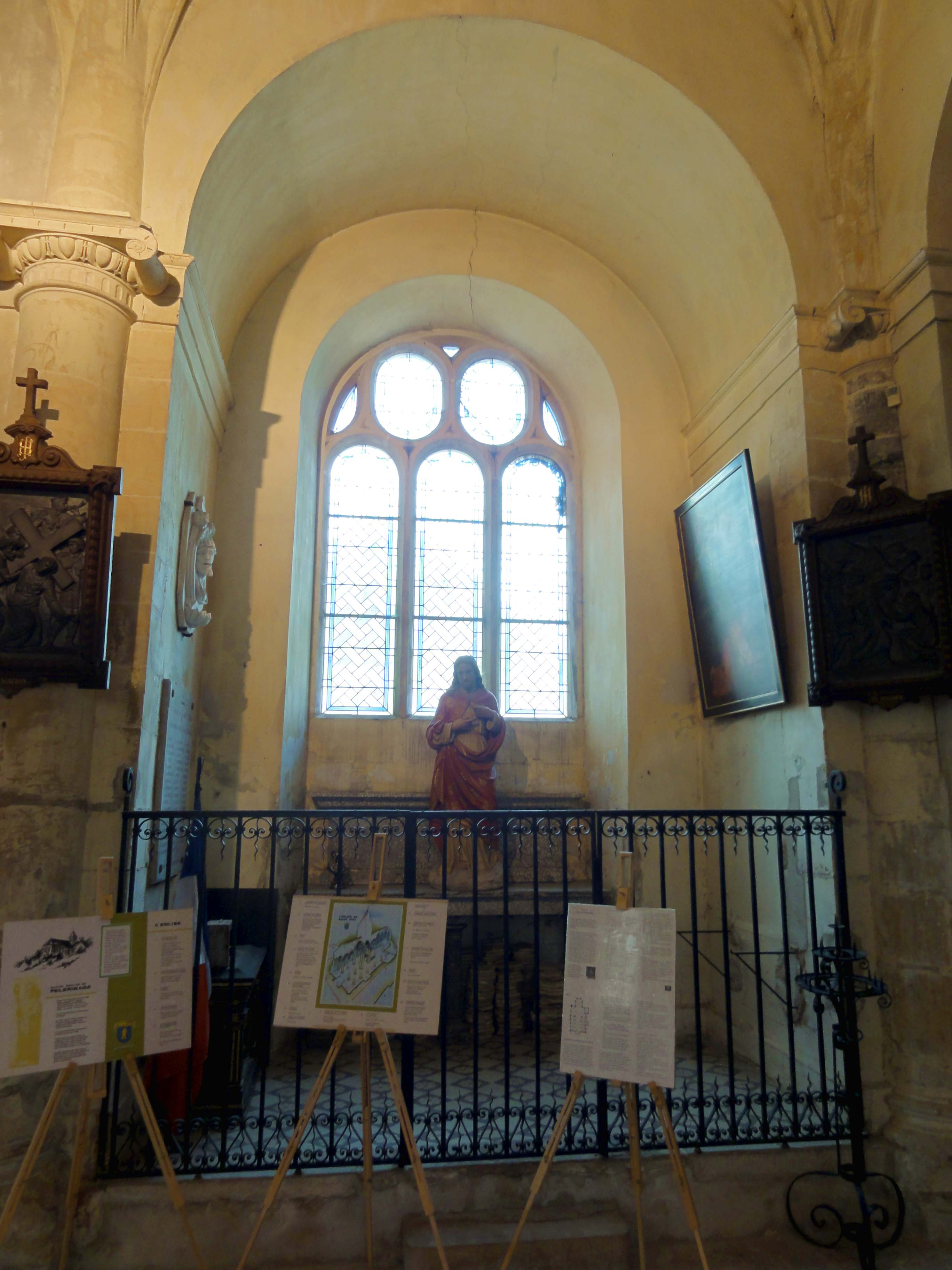
Chapelle de la 2e travée (Sacré-Cœur).
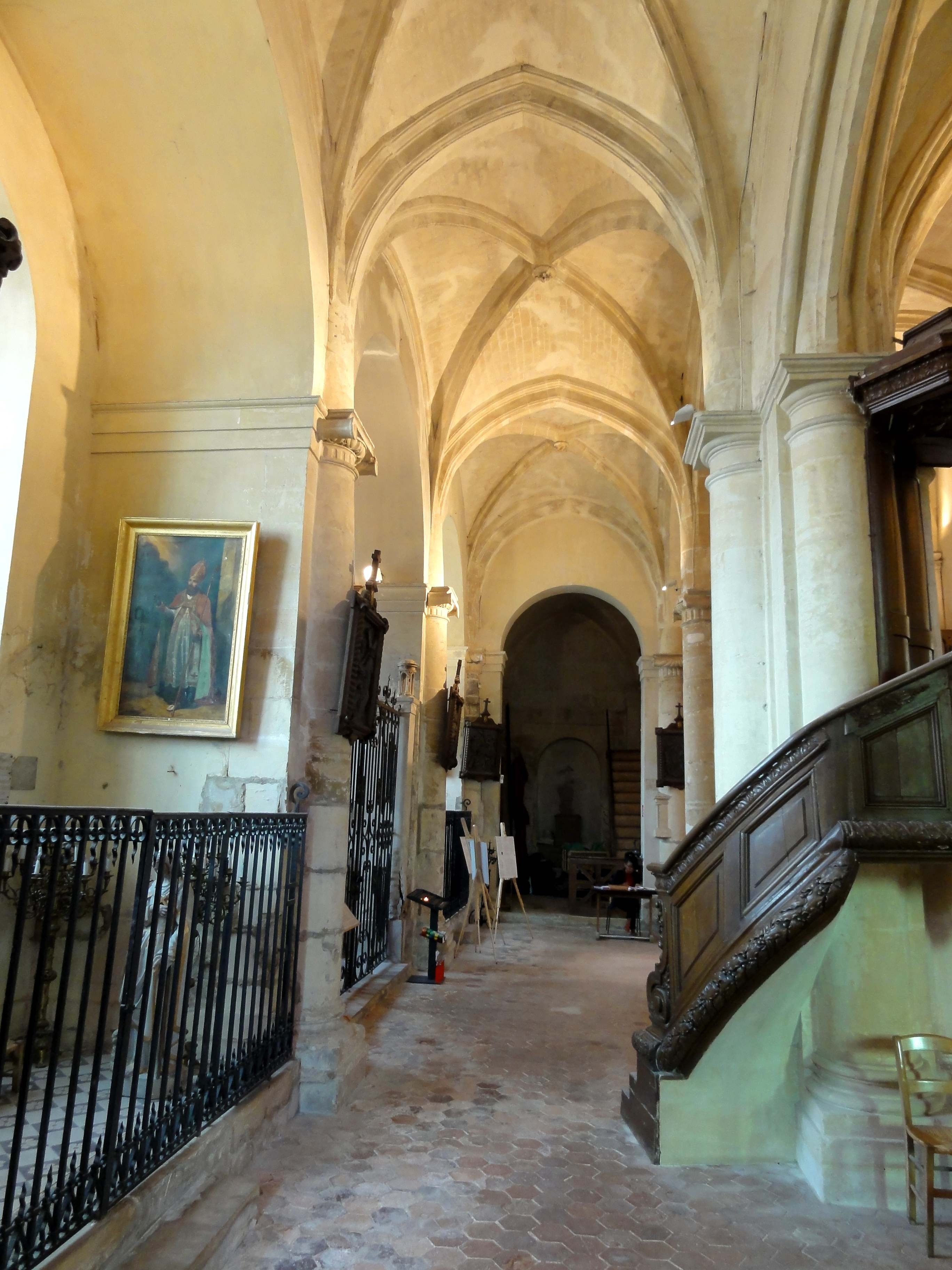
Chapelle de la 4e travée (ancien croisillon sud).
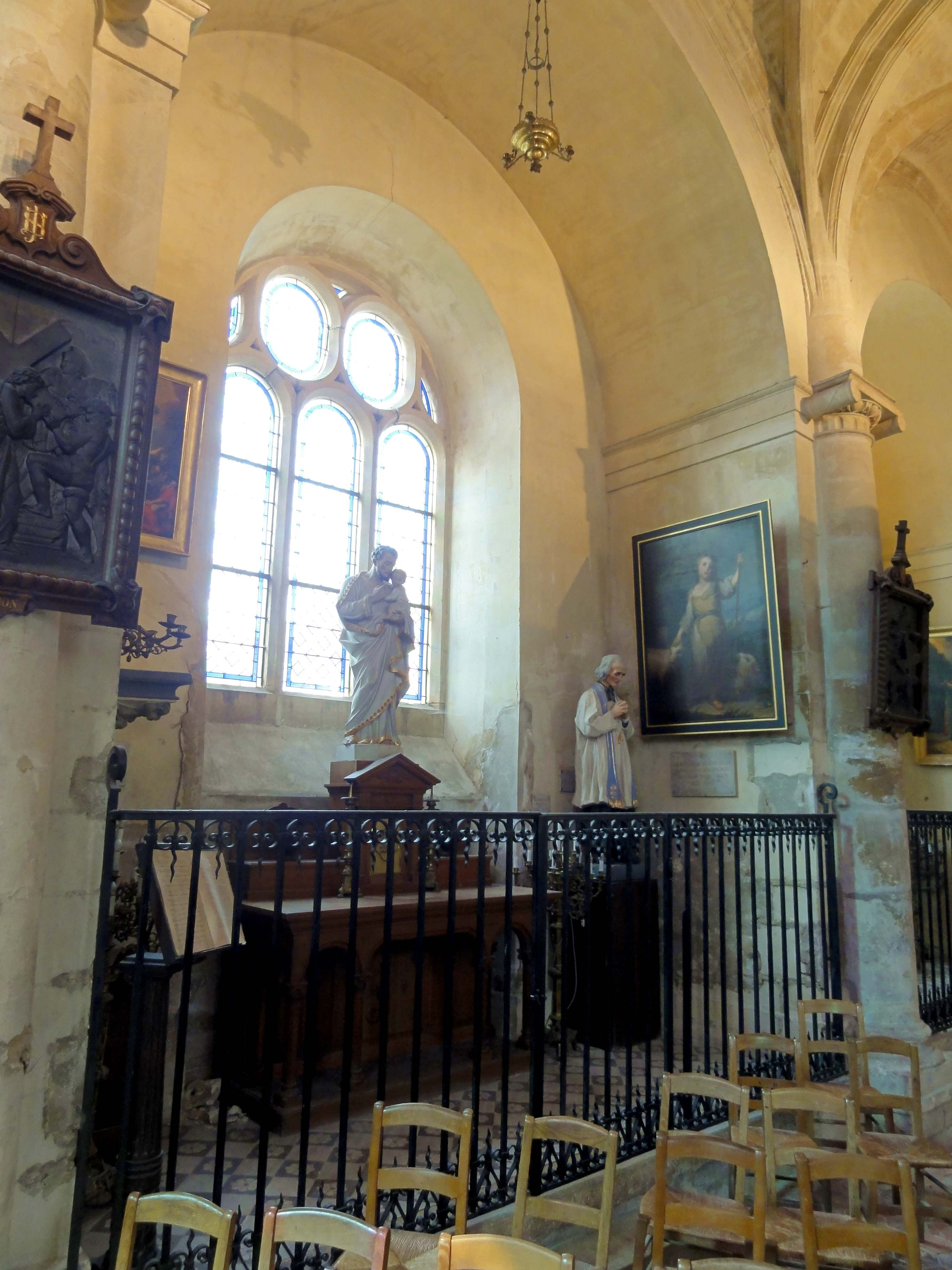
Chapelle de la 5e travée (Saint-Joseph).

### Extérieur

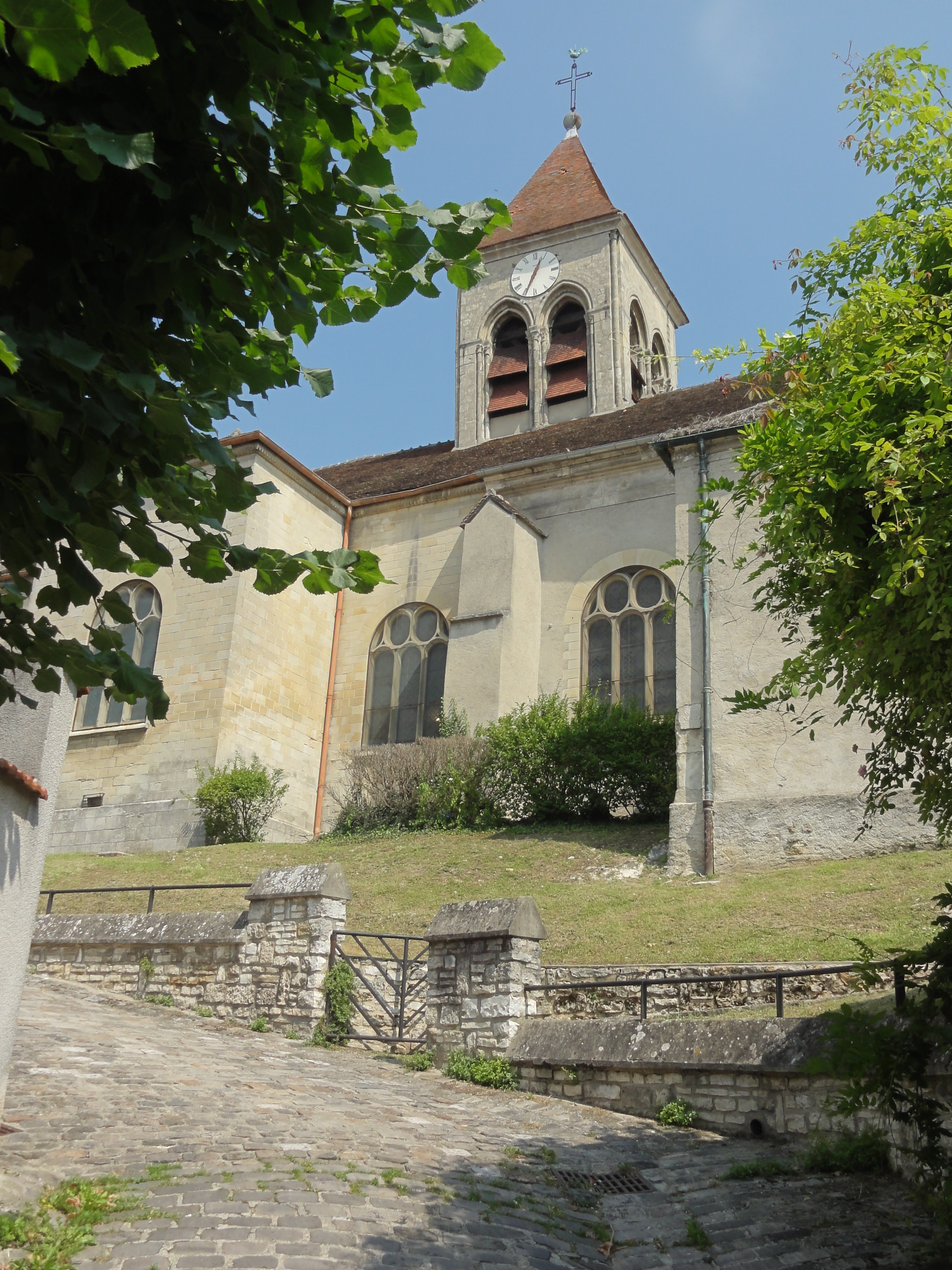
Vue depuis le sud.

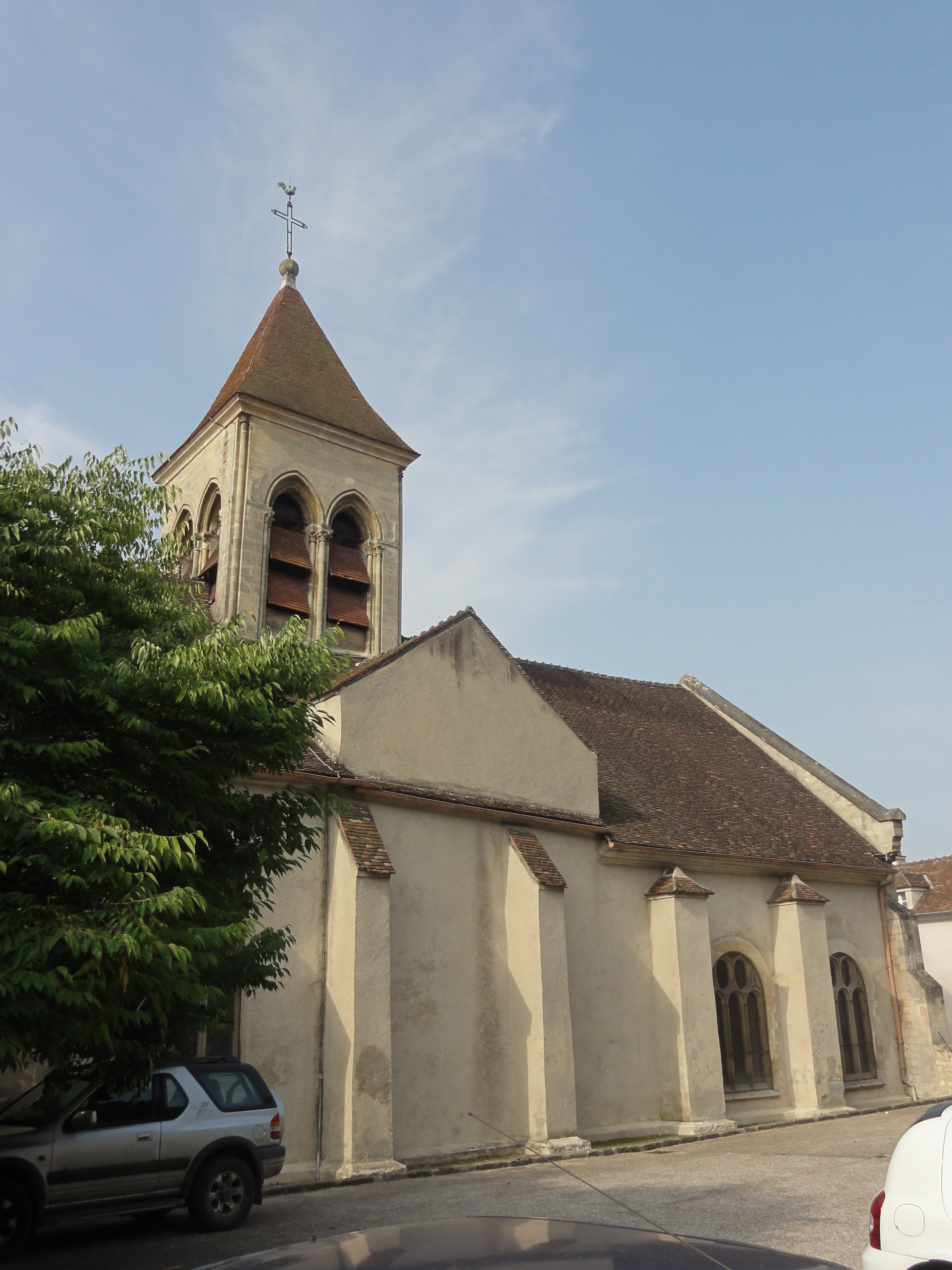
Vue depuis le nord.

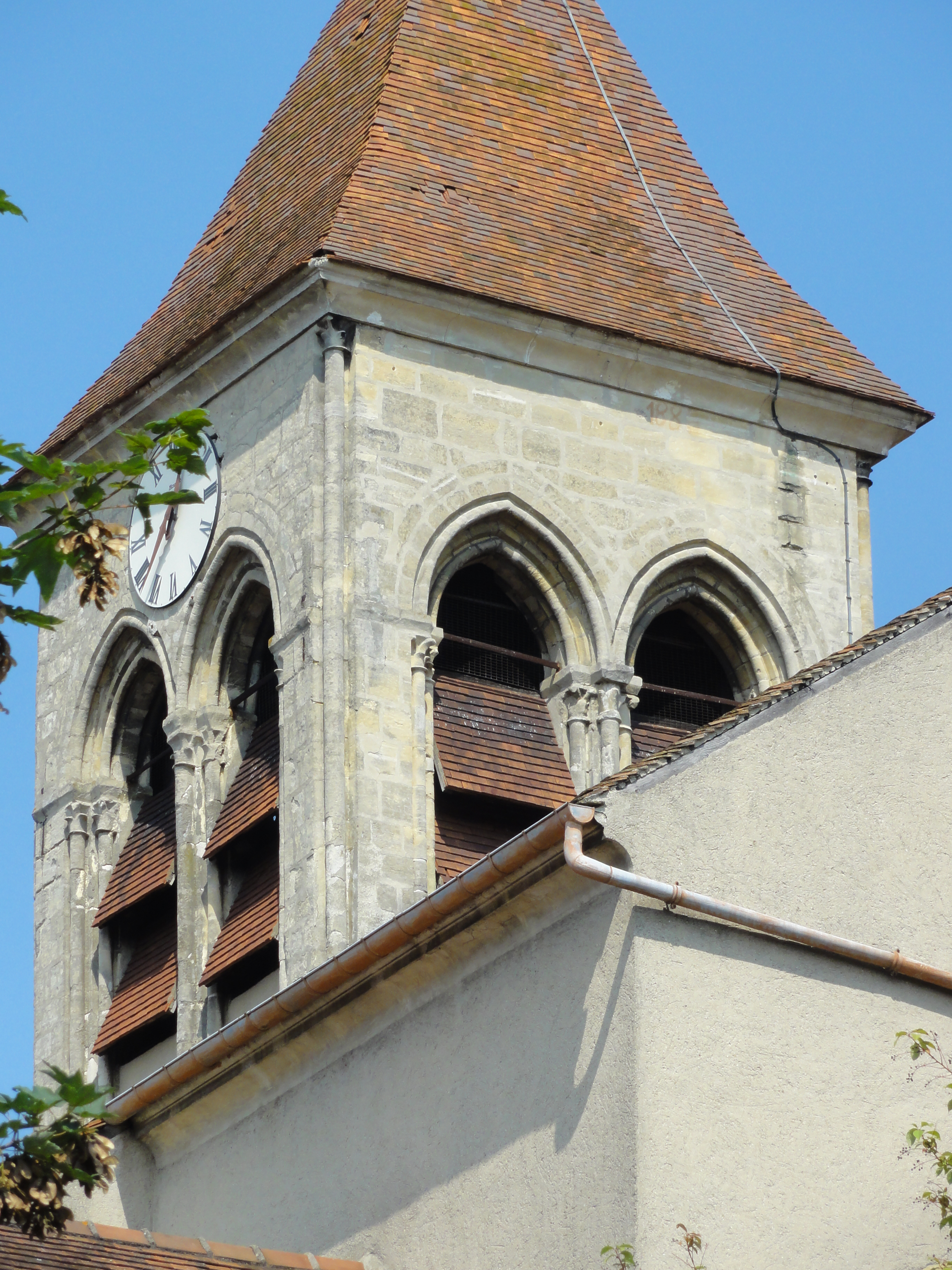
Clocher, côté sud-est.

L'extérieur de l'église ne vaut que pour le clocher, l'abside et la silhouette dominant le vieux village et le coteau au versant sud de la forêt de Montmorency. La façade occidentale est d'un style froid et incohérent. En haut, elle est ajourée par deux baies gémelées en arc brisé, qui sont flanquées par des colonnettes aux chapiteaux de crochets, mais dépourvues d'archivoltes moulurées. À la première période gothique, les baies gémelées ne se trouvent guère que sur les clochers, et les colonnettes à chapiteaux vont rarement sans une archivolte moulurée ou autrement décorée. Malgré sa date récente, 1886 ou 1896, la façade a déjà été remaniée, car les baies gémelées se substituent à une haute baie en tiers-point toujours visible, qui fut sans doute jugée trop grande pour la période gothique primitive. Quant au porche, il imite le style du XIIIe siècle selon Mathieu Lours, mais le même auteur le qualifie de néoroman sur la même page, bien que les baies latérales en tiers-point évoquent davantage le style néogothique. Au même style appartiennent les larges contreforts à ressauts, qui épaulent les angles occidentaux de l'église. Un autre se trouve entre la première et la deuxième travée du sud.
La fenêtre de la première travée du sud est une lancette simple, entourée d'un double chanfrein, ce qui est crédible pour l'époque de construction qui est imitée, c'est-à-dire, les années 1220. En outre, l'élévation sud possède une corniche de dents de scie néogothique, alors que l'élévation nord conserve une corniche moulurée très simple, qui pourrait être plus ancienne. Elle est interrompue par le pignon de l'ancien croisillon nord. Hormis la fenêtre mentionnée, toutes les fenêtres latérales sont assez larges et présentent à peu près le même remplage Renaissance avec trois formes en plein cintre, qui sont surmontées par deux oculi allongées, ainsi que d'un soufflet simplifié dans le cas des baies du bas-côté nord du chœur. Celles-ci sont en arc brisé et remontent peut-être à la période gothique, à l'instar de la baie bouchée au-dessus de la porte de la sacristie. Les fenêtres au chevet des bas-côtés sont aussi en arc brisé. Plus étroites, elles montrent un réseau à deux formes en plein cintre, surmontées par un soufflet et deux petites mouchettes simplifiées. Aucun contrefort latéral ne reflète le style de la Renaissance. Ils sont sans caractère et parfois difformes, comme à Montsoult, et au nord, leur glacis final ou leur chaperon est recouvert de tuiles.
Le clocher n'est pas sans élégance, mais il ne compte qu'un unique étage, qui est de faible hauteur, et dont les faces est et ouest sont en partie dissimulées par la toiture du vaisseau central. Chaque face est percée de deux baies en tiers-point gémelées, qui s'ouvrent entre deux paires de fines colonnettes aux chapiteaux de crochets, et sous une double archivolte torique. Entre deux baies, les archivoltes supérieures se partagent une même colonnette au centre, ce qui donne un total de sept colonnettes par face. En plus, une colonnette supplémentaire agrémente chacun des angles. Toutes ces colonnettes sont soigneusement appareillées, et elles donnent presque l'impression d'être monolithiques. Néanmoins, avec des baies peu élevées et une décoration somme toute dépouillée, le clocher de Saint-Prix est loin d'égaler ses homologues d'Auvers-sur-Oise, de Grisy-les-Plâtres et de Vétheuil, qui sont parmi les plus remarquables clocher gothiques de la région. Par ses proportions trapues, le clocher de Saint-Prix est encore proche du prototype des clochers gothiques du Vexin français, qui se trouve à Nucourt. Comme principale différence, les baies du clocher de Nucourt sont flanquées de colonnettes uniques, et sont surmontées d'une seule archivolte torique. Mais on y trouve aussi des éléments qui se sont perdus à Saint-Prix : une corniche de modillons sculptés en masques et deux pignons, qui en font un clocher en bâtière. Comme à Vétheuil, le toit actuel ne correspond pas à la disposition d'origine.
L'abside se signale surtout pour le décor sculpté de ses parties hautes, qui est du même style que la porte de la sacristie, ce qui confirme l'idée que des réparations importants ont eu lieu sous le règne de Louis XIII. Chaque contrefort est sommé d'un aileron assez discret. Entre deux ailerons, les murs sont ornés d'une sorte d'entablement, où des cartouches alternent avec des agrafes. Au-dessus de la fenêtre d'axe du chevet, les agrafes sont tombées. Les cartouches, qui demeurent vides ailleurs, y sont gravés des initiales ND et NM. Enfin, une corniche moulurée couronne les murs. — Les fenêtres sont entourées de moulures simples, et les contreforts sont scandés chacun par trois larmiers, qui prennent la forme de tablettes moulurées. Ces larmiers sont présents sur les trois faces des contreforts, et le larmier inférieur court tout autour de l'abside au niveau du seuil des fenêtres. Il n'y a pas d'abside semblable dans les environs, mais on peut trouver des points communs avec l'abside de l'église Notre-Dame-des-Champs de Maffliers, où les contreforts sont également sommés d'ailerons, et où un entablement, quoique différent, termine les murs,,.

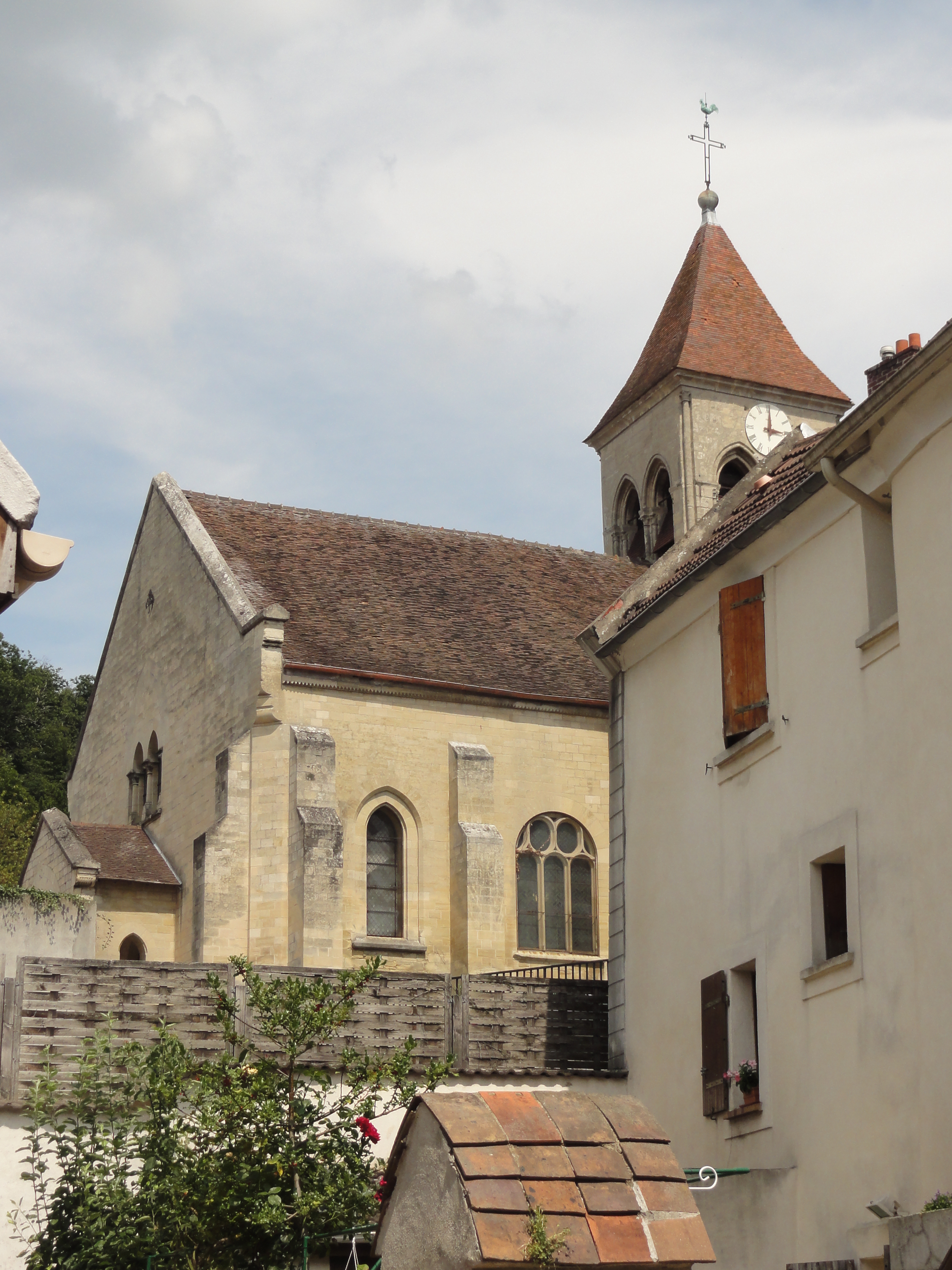
Vue depuis le sud.
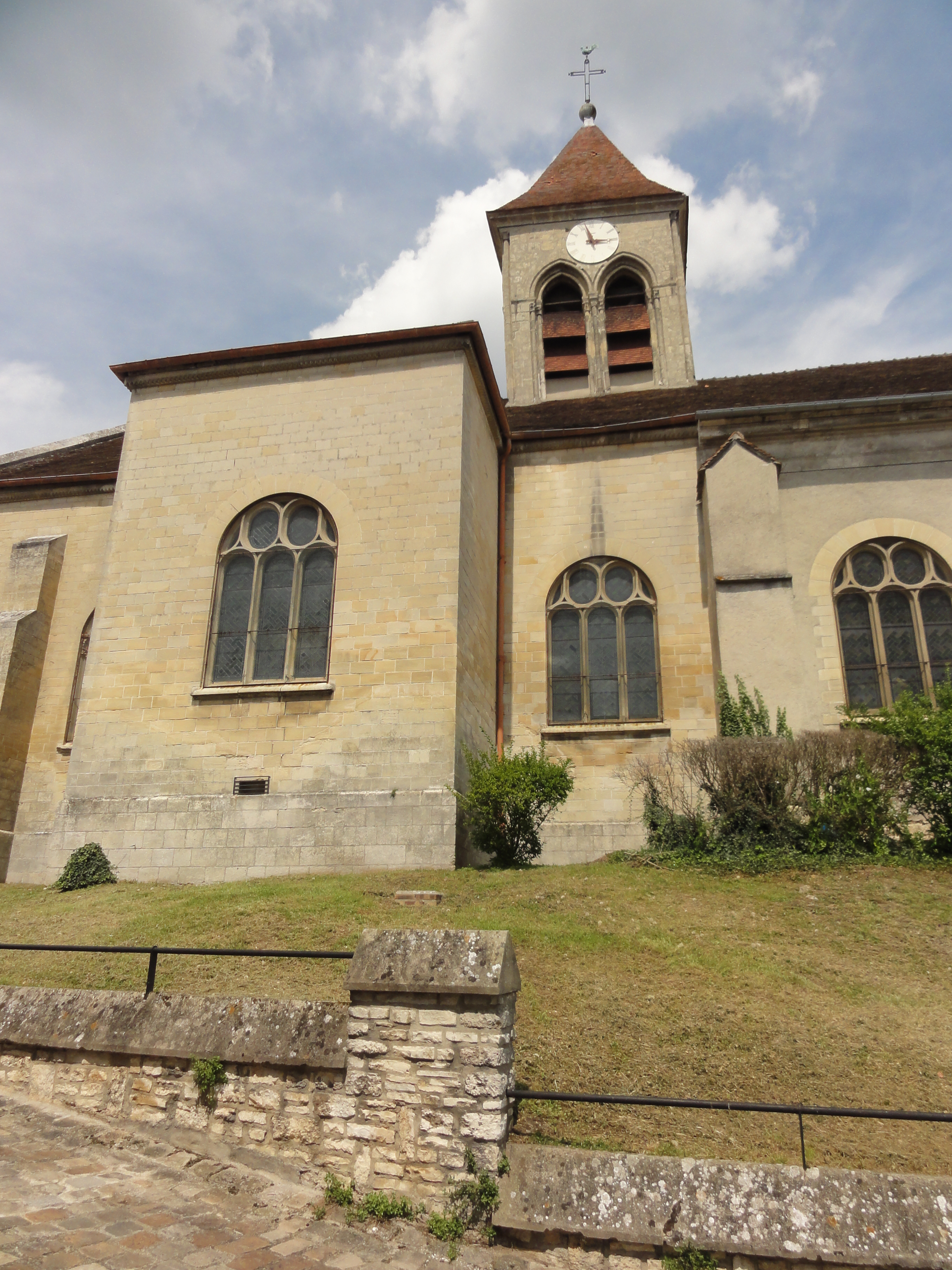
Vue depuis le sud.
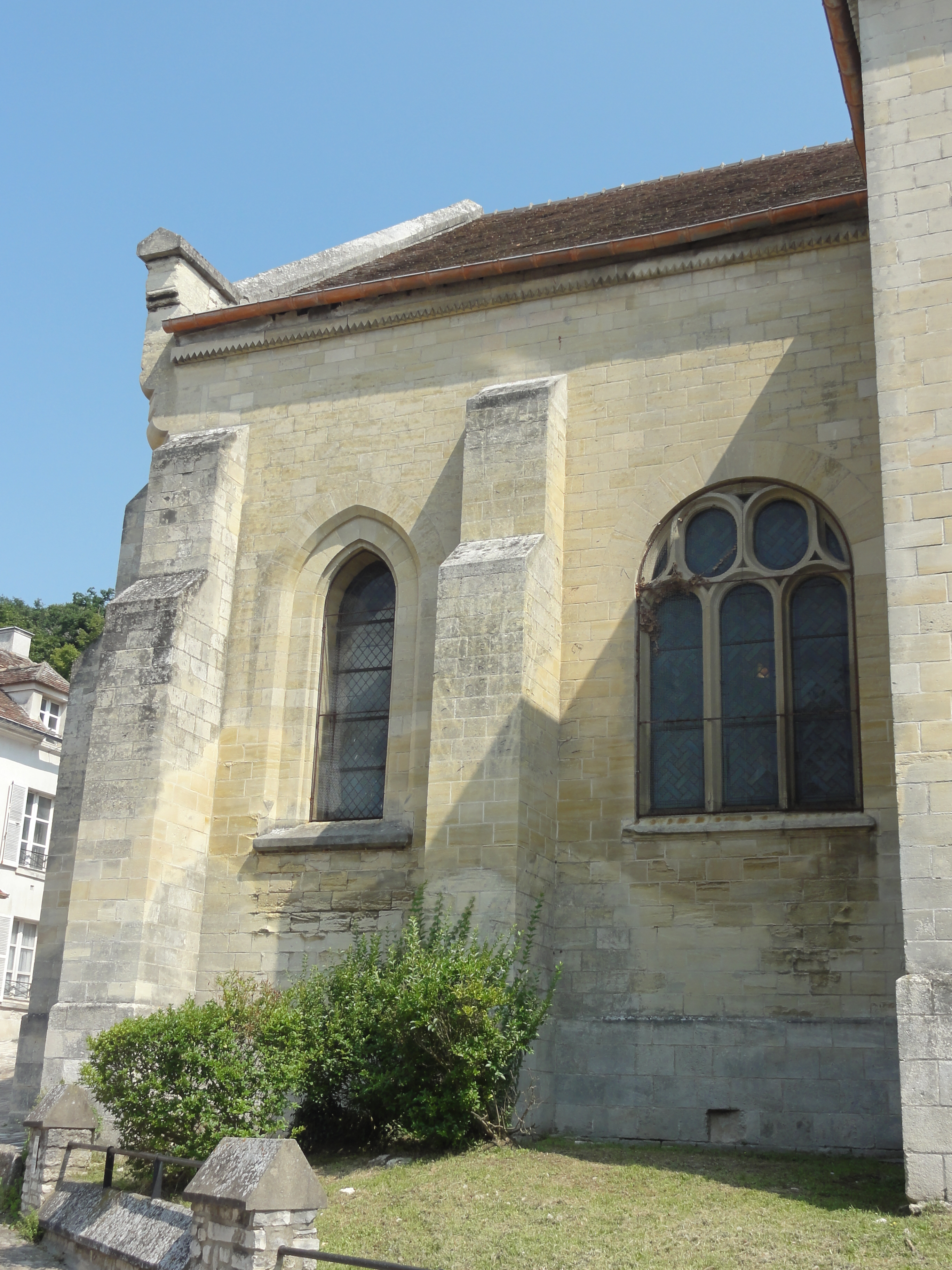
1re et 2e chapelle du sud.
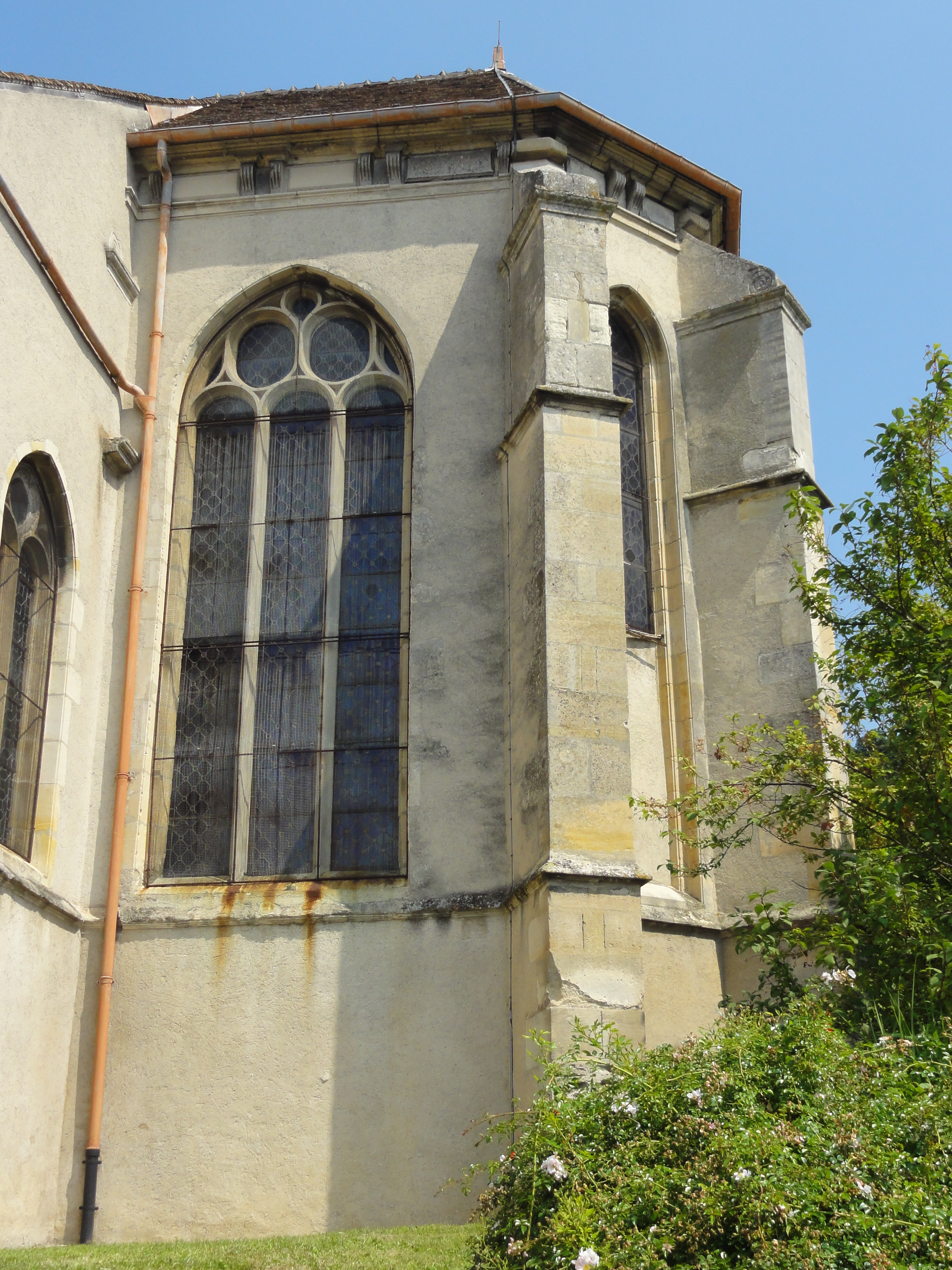
Abside, côté sud.
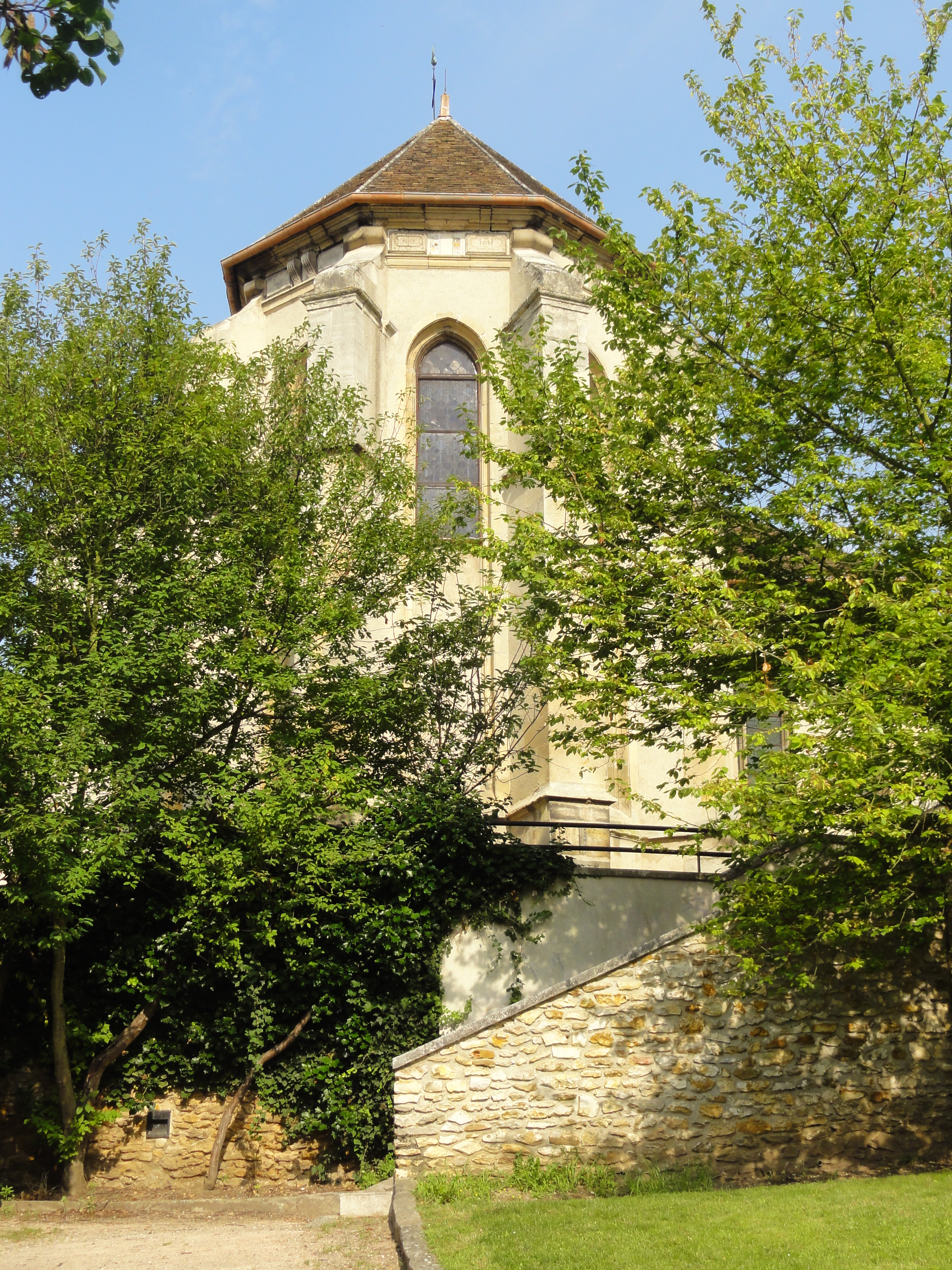
Vue depuis l'est.
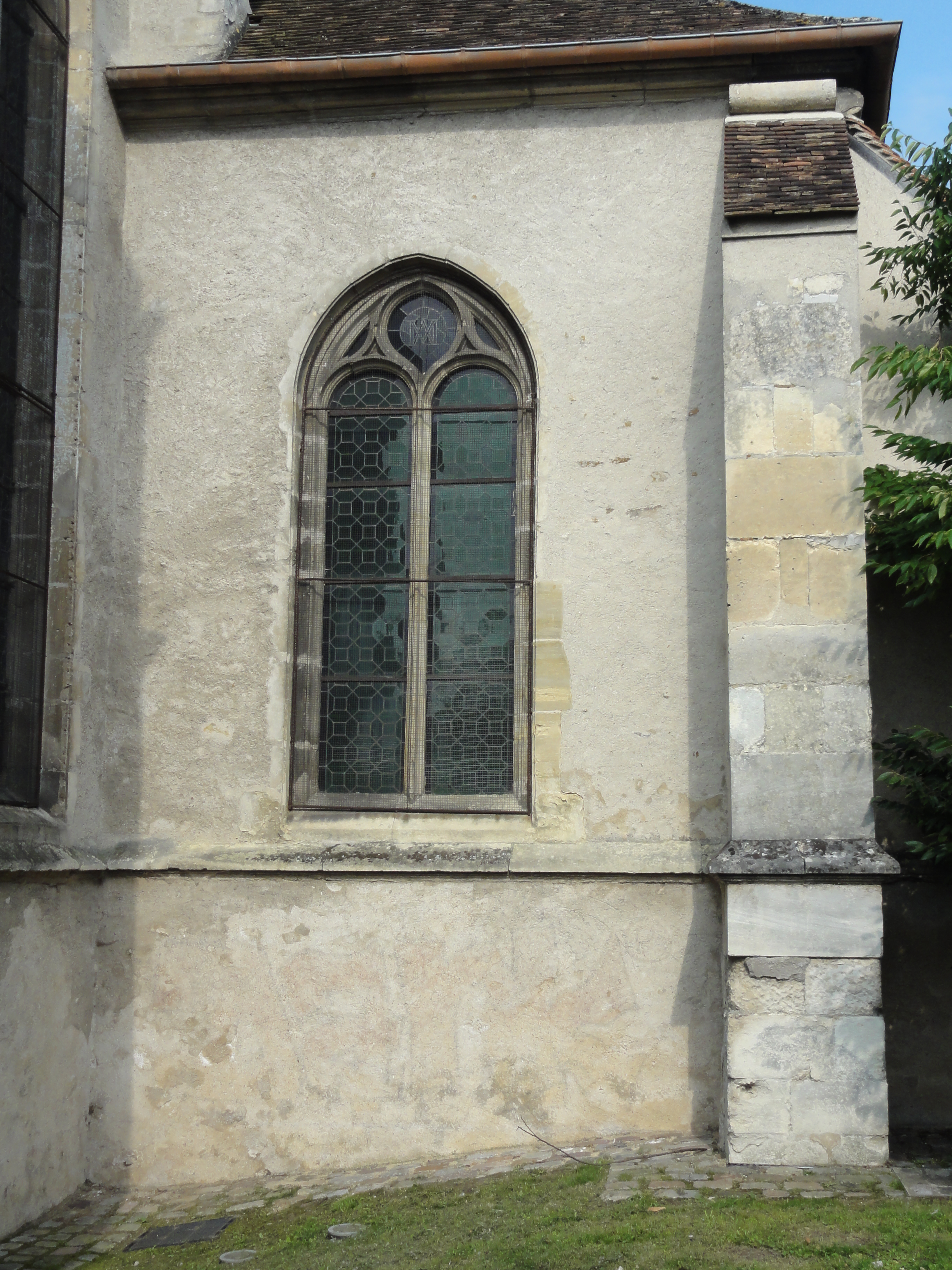
Chevet du bas-côté nord.

## Mobilier

### Ébénisterie

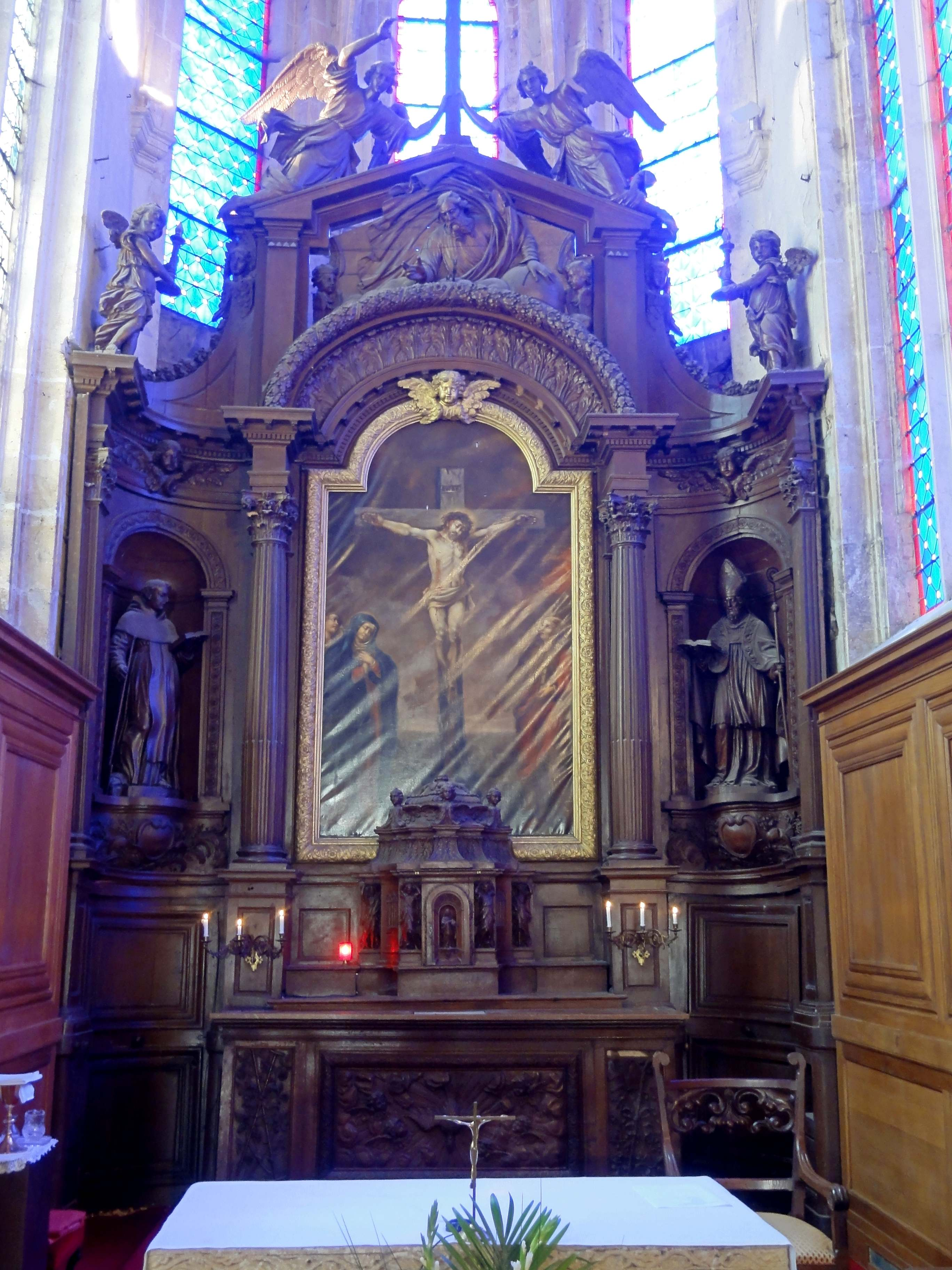
Retable du maître-autel.

L'église Saint-Prix possède un riche mobilier des XVIe, XVIIe et XVIIIe siècles, dont dix-neuf éléments ou ensembles sont classés au titre des monuments historiques. Ils appartiennent essentiellement aux domaines de l'ébénisterie, de la sculpture et de la peinture. Un petit nombre d'objets ne se trouve actuellement plus dans l'église, et est conservé au musée municipal de Saint-Prix.
- La chaire à prêcher, de style baroque, date de 1695 environ et se signale par la guirlande en bas de la cuve, et par les frises en haut de la cuve, ainsi que sur l'abat-voix. Le dessous de l'abat-voix est en outre pourvu d'un décor sculpté. En revanche, les panneaux de la cuve n'affichent pas les habituels bas-reliefs des quatre Évangélistes et restent vides, sauf un. La chaire est classée depuis 1975[18].
- Dans la première travée droite du chœur, des rangs de six stalles sont placés sous les grandes arcades. Devant chaque rang de stalles, se trouvent deux bancs assortis. L'espace libre entre les deux bancs permet d'accéder aux stalles. Dans la seconde travée du chœur, l'on trouve en outre une stalle individuelle au nord et une autre au sud. Les panneaux qui les ferment vers l'allée centrale présentent des arrangements de fleurs en bas-relief. Sinon, ce sont surtout les parcloses qui sont sculptées, mais seulement vers l'intérieur ; on y voit comme motif principal des enroulements, qui indiquent le style baroque. Les miséricordes sont tous identiques et sans intérêt, comme c'est souvent le cas après la fin de la Renaissance. Les quatorze stalles au total sont classées depuis 1975[19].
- Le retable du maître-autel, le tabernacle et l'ancien maître-autel forment un ensemble imposant en bois taillé, qui est d'une qualité remarquable et fait oublier l'austérité architecturale de l'abside. Le style est parfaitement homogène avec la chaire, qui a sans doute été confectionnée par le même huchier. Au centre du retable, figure un tableau de bon niveau présentant le Christ en croix. Des colonnes corinthiennes structurent verticalement la composition et séparent la partie centrale du retable des parties latérales, qui s'infléchissent pour parer au manque de largeur de l'abside. Elles comportent chacune une niche à statue avec l'un des saints patrons de l'église : saint Fiacre, à gauche, et saint Prix, à droite. Au-dessus du retable, sur le fronton, se profile Dieu le Père en bas-relief. Deux anges sculptés en ronde-bosse tiennent le crucifix au sommet du fronton, tandis que des angelots portant des cierges se tiennent sur chacune des deux extrémités des parties latérales. Le tabernacle prend la forme d'un édicule, dont le toit est supporté par quatre cariatides. Le Christ, sans barbe et tenant un globe terrestre, figure sur la porte en lieu et place de l'habituel Agneau de Dieu. L'ensemble de la fin du XVIIe siècle est classé depuis 1911, y compris les boiseries latérales, qui sont de simples panneaux en bois sans caractère[20].
- Le fauteuil de célébrant en bois taillé, de style Louis XVI, et deux tabourets avec des pieds en os de mouton du premier quart du XVIIIe siècle sont classés depuis 1975[21] (sans illustration).
- Les murs latéraux de la chapelle Saint-Prix, devant la troisième travée du bas-côté sud, sont revêtus de boiseries portant la date de 1695. Elles sont donc contemporaines de la chaire et du retable, mais la facture est assez différente, avec notamment l'emploi de l'ordre ionique pour les deux pilastres, et un grand panneau sculpté de rinceaux au milieu du segment central. Sous le titre de lambris, les boiseries sont classées depuis 1911, à l'instar du retable[22].

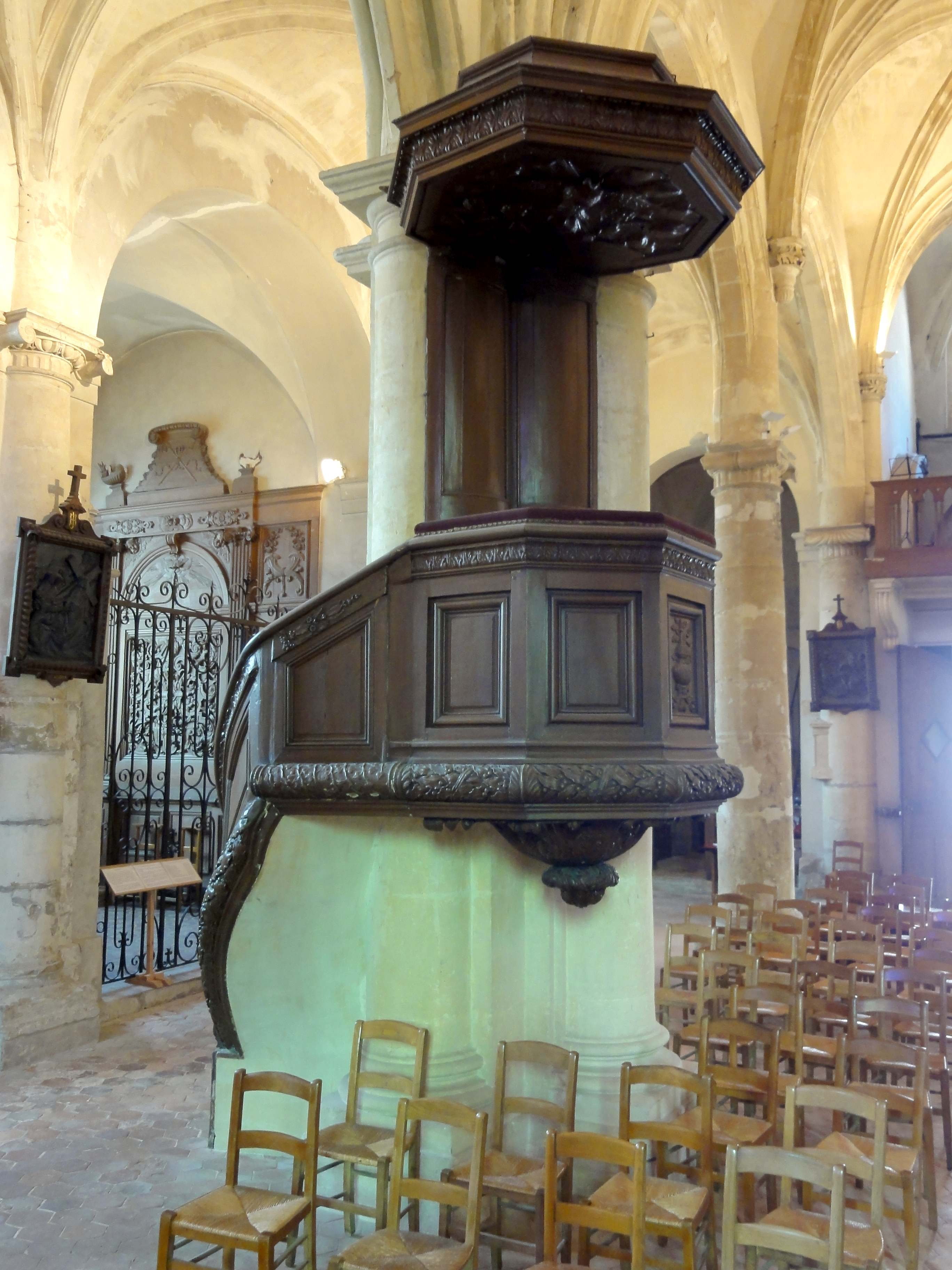
Chaire à prêcher.
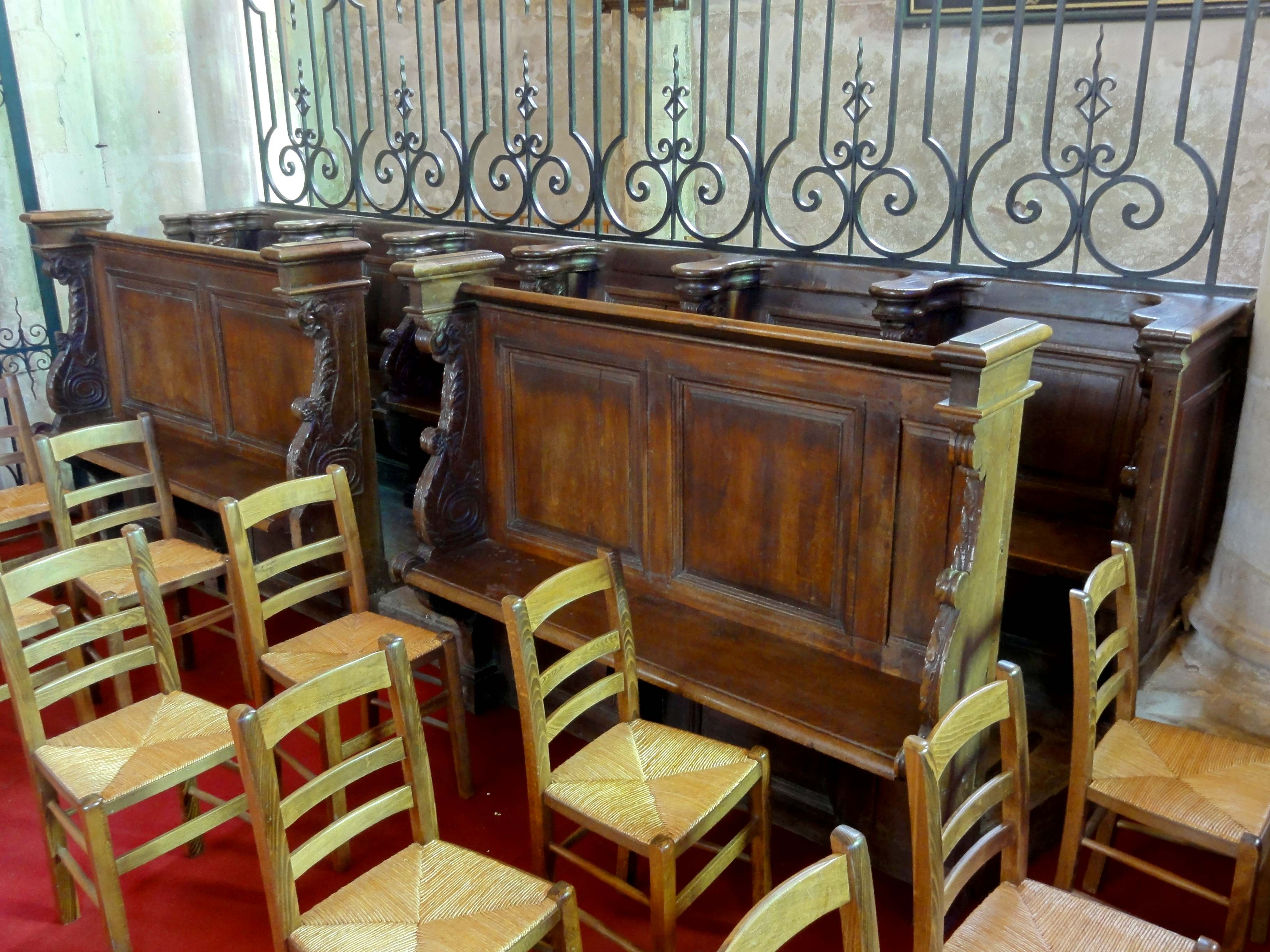
Stalles côté sud.
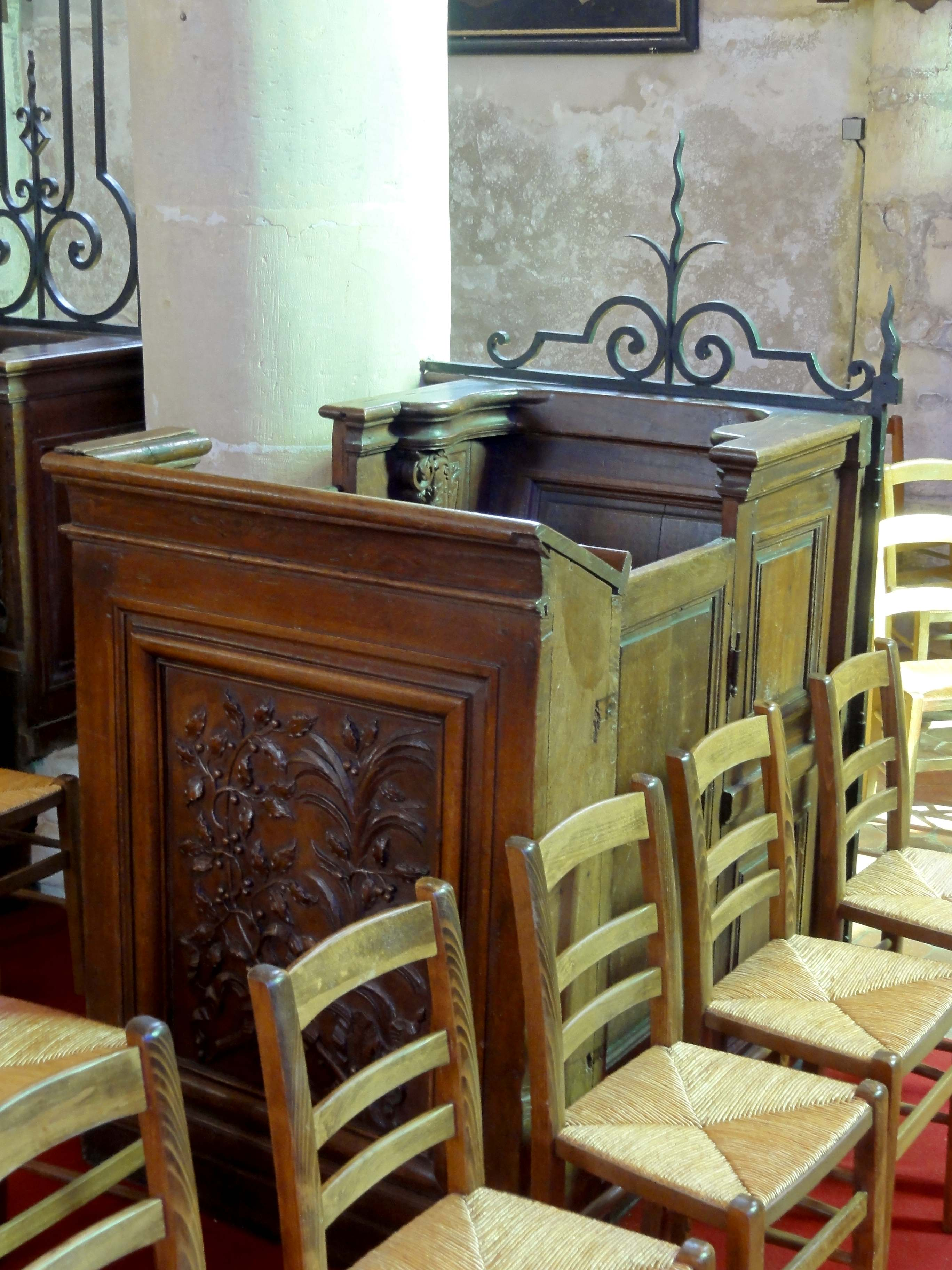
Stalle individuelle.
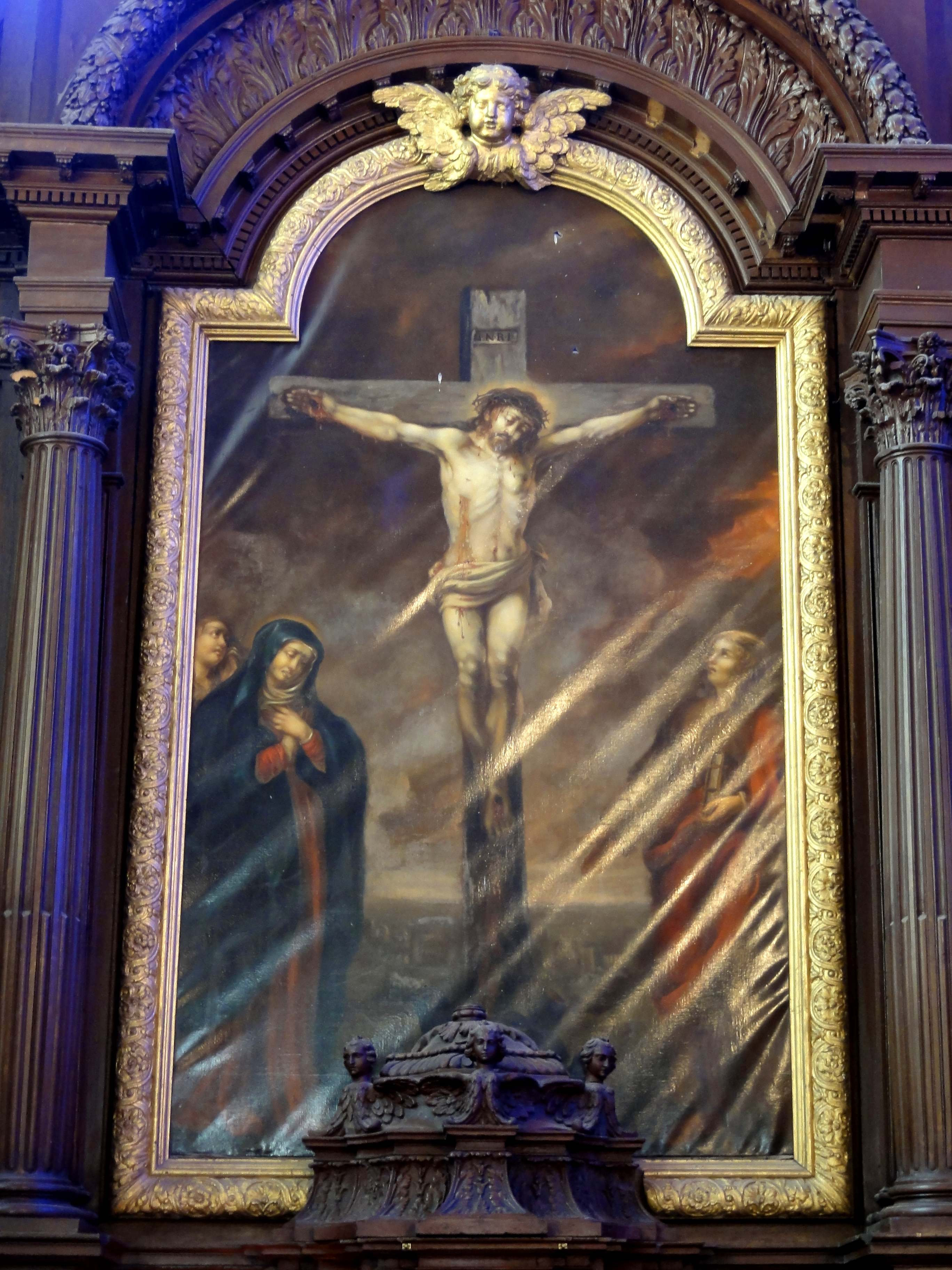
Christ en croix.
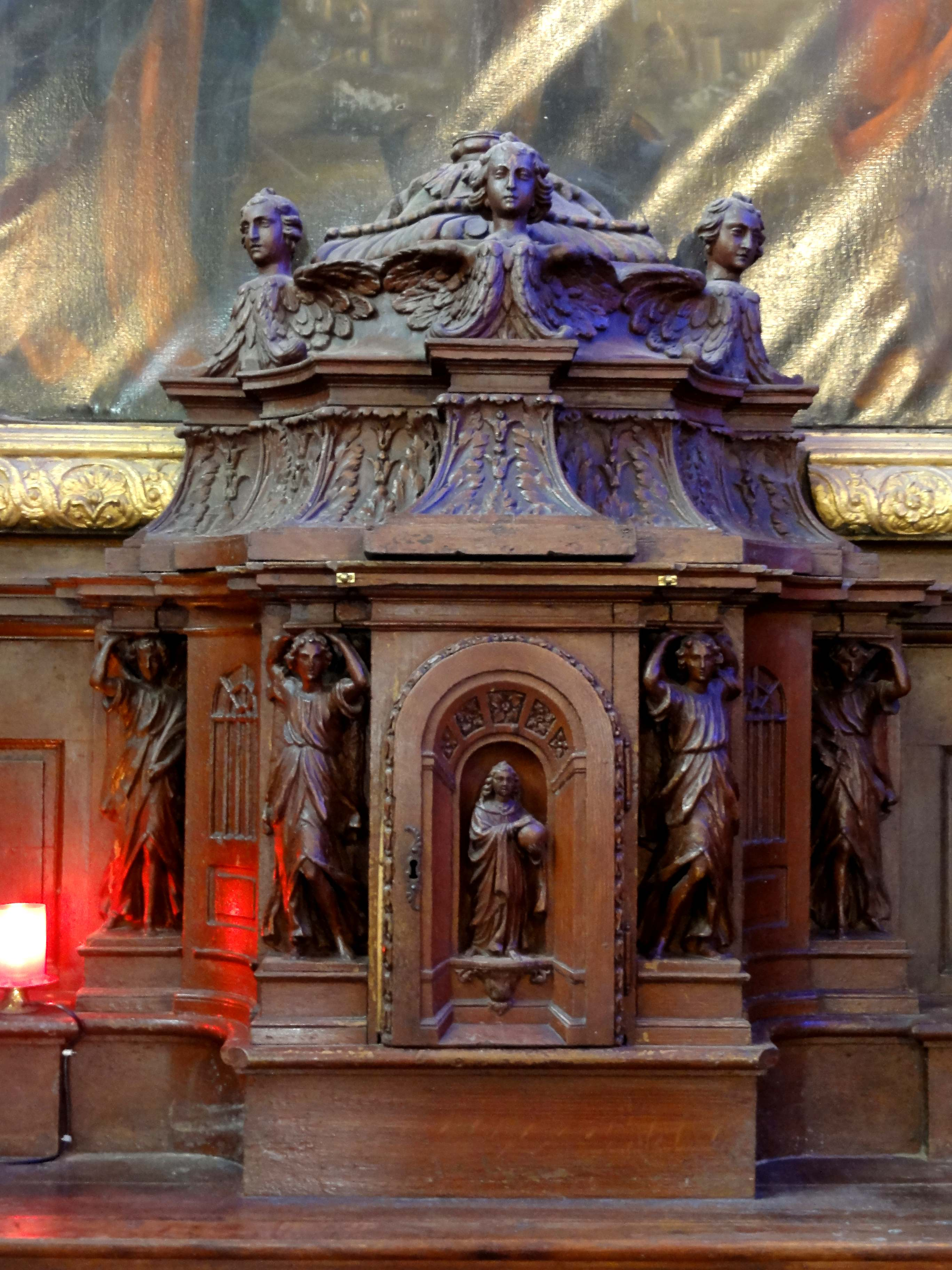
Tabernacle.
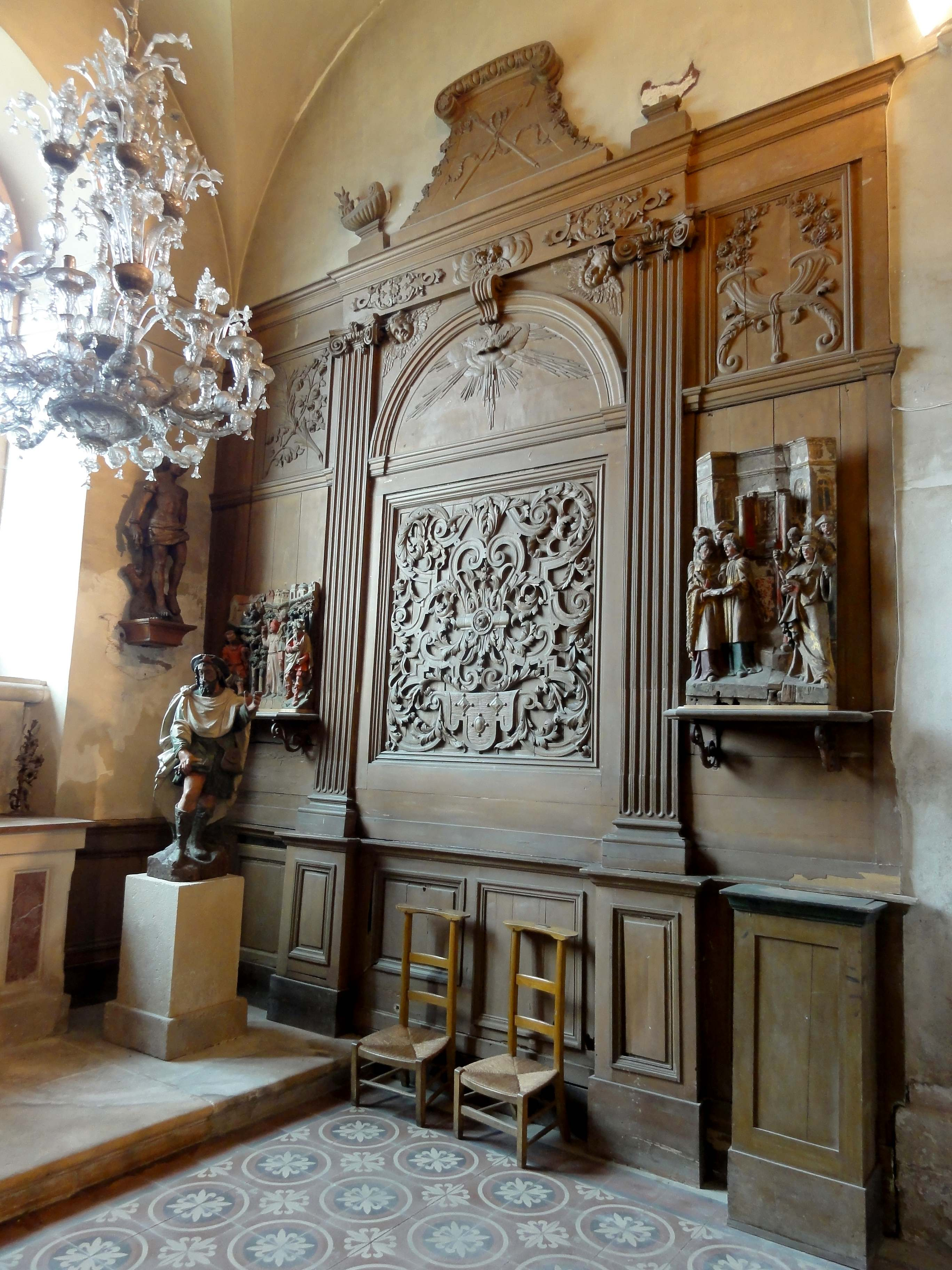
Chap. St-Prix, boiseries.

### Statues

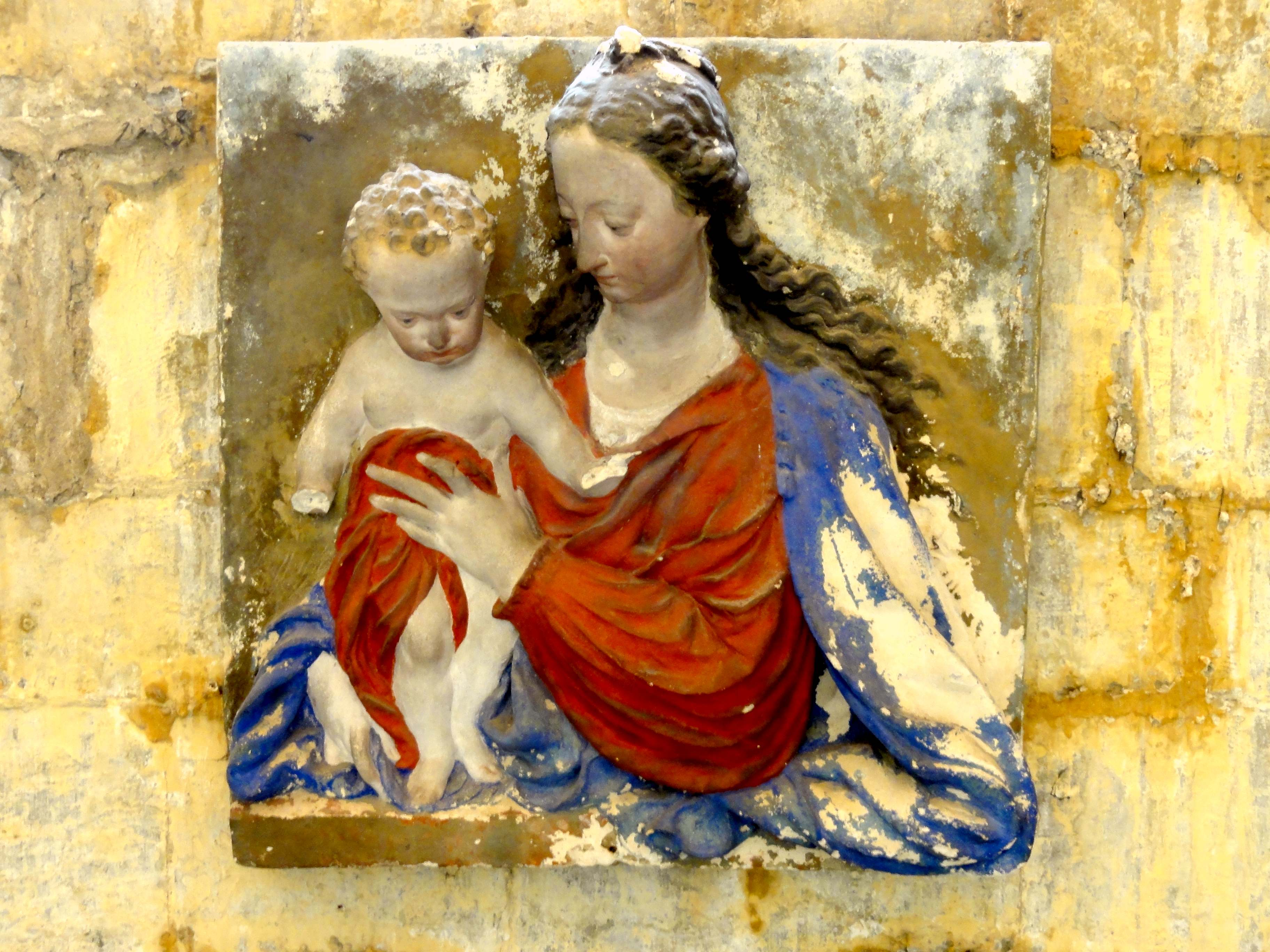
Bas-relief - La Charité.

- En entrant dans la nef, on aperçoit tout d'abord les deux statues qui sont placées sur des consoles devant les deux piliers : une petite Pietà en bois polychrome du XVIe siècle à gauche (au nord)[6], et une sainte Jeanne d'Arc sans valeur artistique à droite (au sud) (non classées).
- Dans la chapelle des fonts baptismaux, au début du bas-côté nord, on trouve un petit bas-relief en pierre peint, représentant une mère en buste aidant avec ses deux mains son bébé à se tenir debout, tout en l'enveloppant d'un pan de son ample manteau. Il s'agit d'une allégorie de la Charité. Cette œuvre de la limite XIVe / XVe siècle est antérieure à la reconstruction de l'église, et a été classée en 1963[23].
- Toujours dans la chapelle des fonts baptismaux, un ange gardien veille sur un jeune enfant. Ce groupe sculpté, vraisemblablement en terre cuite, n'est pas mentionné dans les publications (non classé).
- La troisième travée du bas-côté nord est dépourvue de fenêtre : une poutre de gloire de la fin du XVIIe siècle y est accrochée au mur. Elle est composée d'un grand Christ en croix entre une Vierge de douleur, à gauche, et un saint Jean à droite, les trois statues en ronde-bosse étant reliées entre elles par un bout du mont Golgotha au fond plat. Rare étant les poutres de gloire conservées entièrement, on ne peut pas exclure que cette barre transversale est issue d'une réfection, car les poutres de gloire étaient normalement destinées à être accrochées sous l'arc triomphal à l'entrée du chœur. L'ensemble est classé depuis 1978[24] (déposée pour restauration en 2014, sans illustration).
- À l'entrée de l'abside, des consoles, une au nord et une au sud, supportent les statues d'un saint Jean et d'une Vierge de douleur, qui sont de la même facture et doivent provenir d'une autre poutre de gloire. On manque de renseignements sur ces œuvres (non classée).
- Les niches du retable du maître-autel mettent en valeur les deux statues de saint Prix et saint Fiacre, déjà mentionnées, qui datent de 1695 environ et sont classées avec le retable (voir ci-dessus).

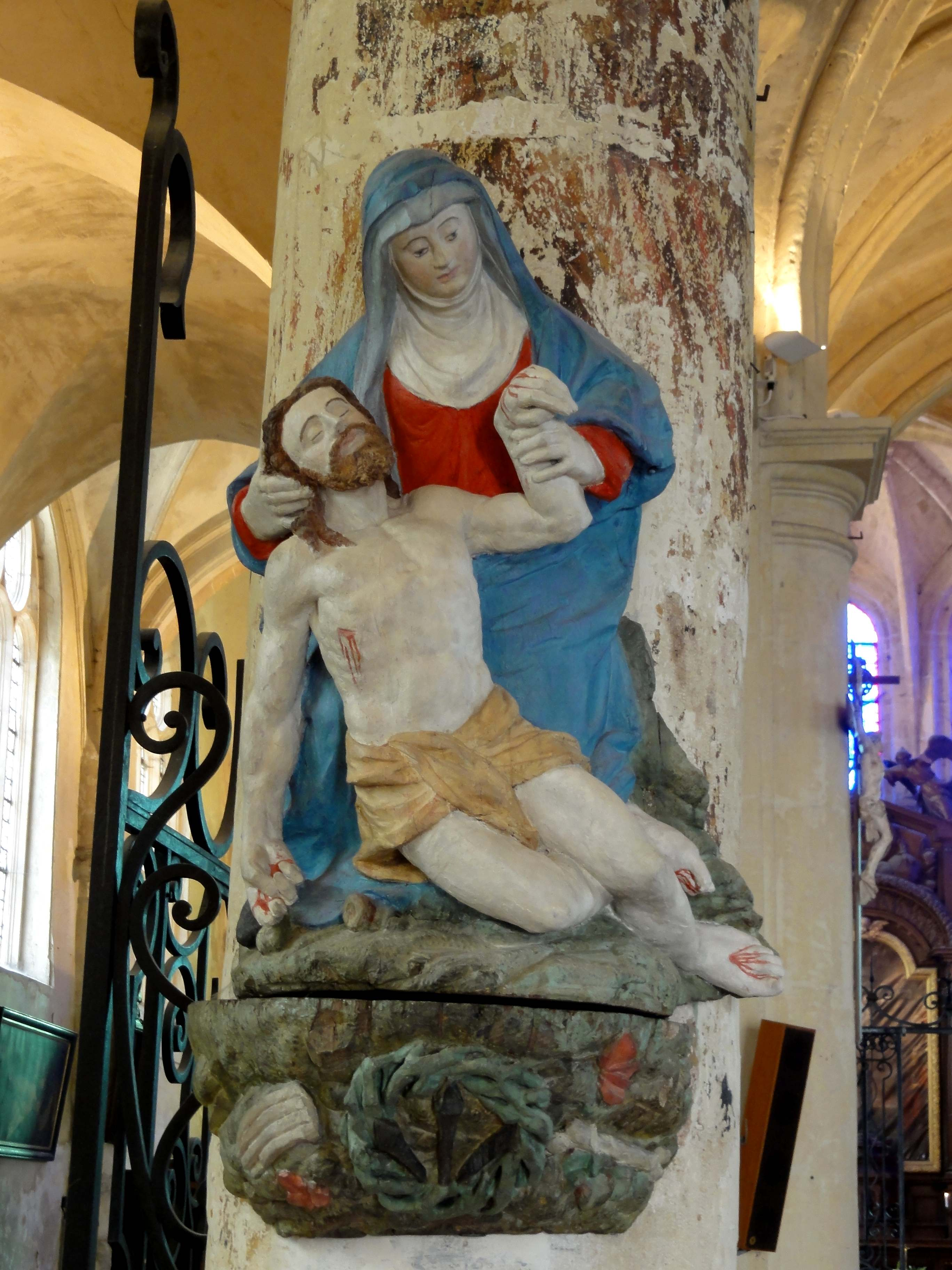
Pietà.
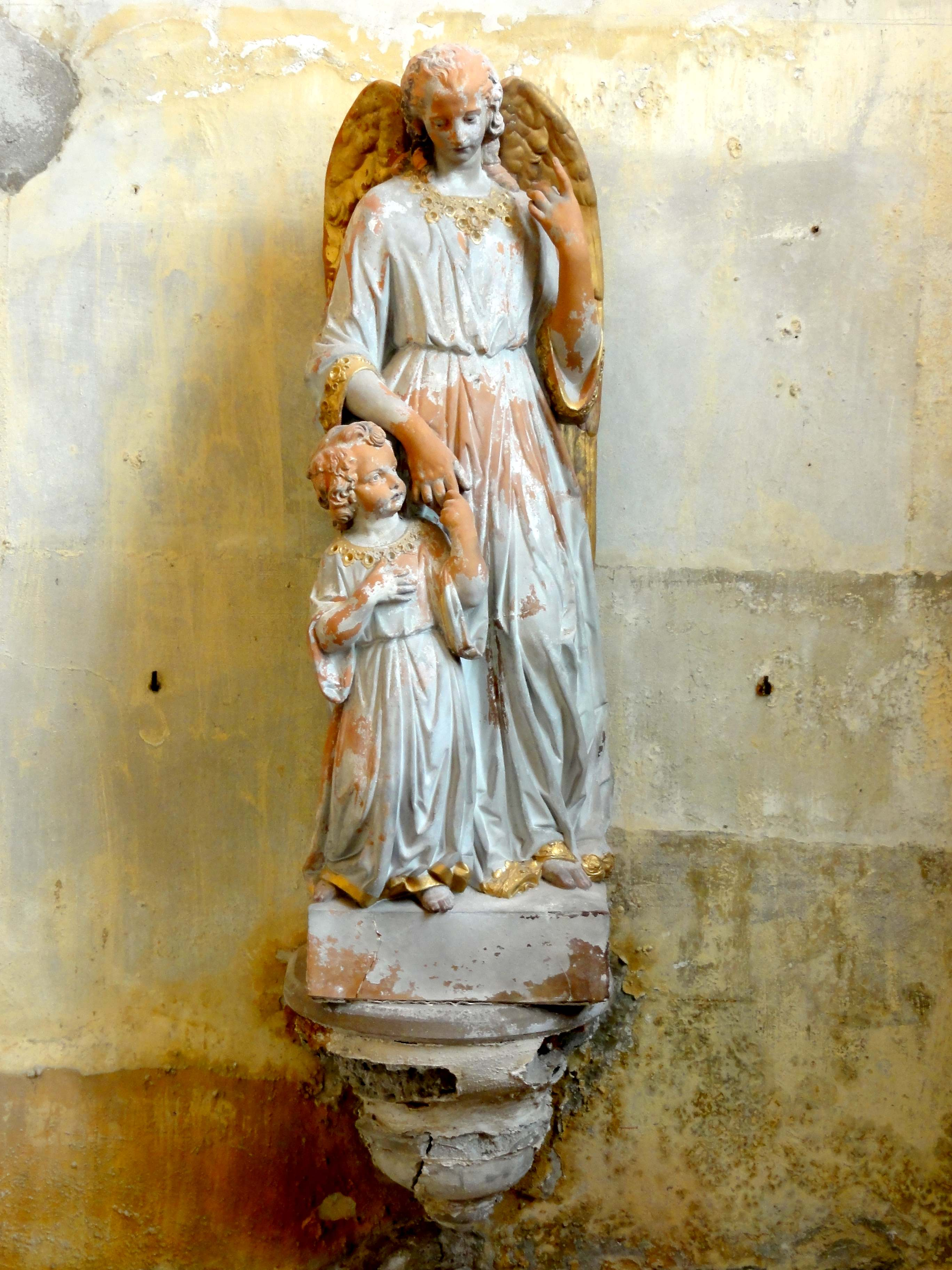
Ange gardien.
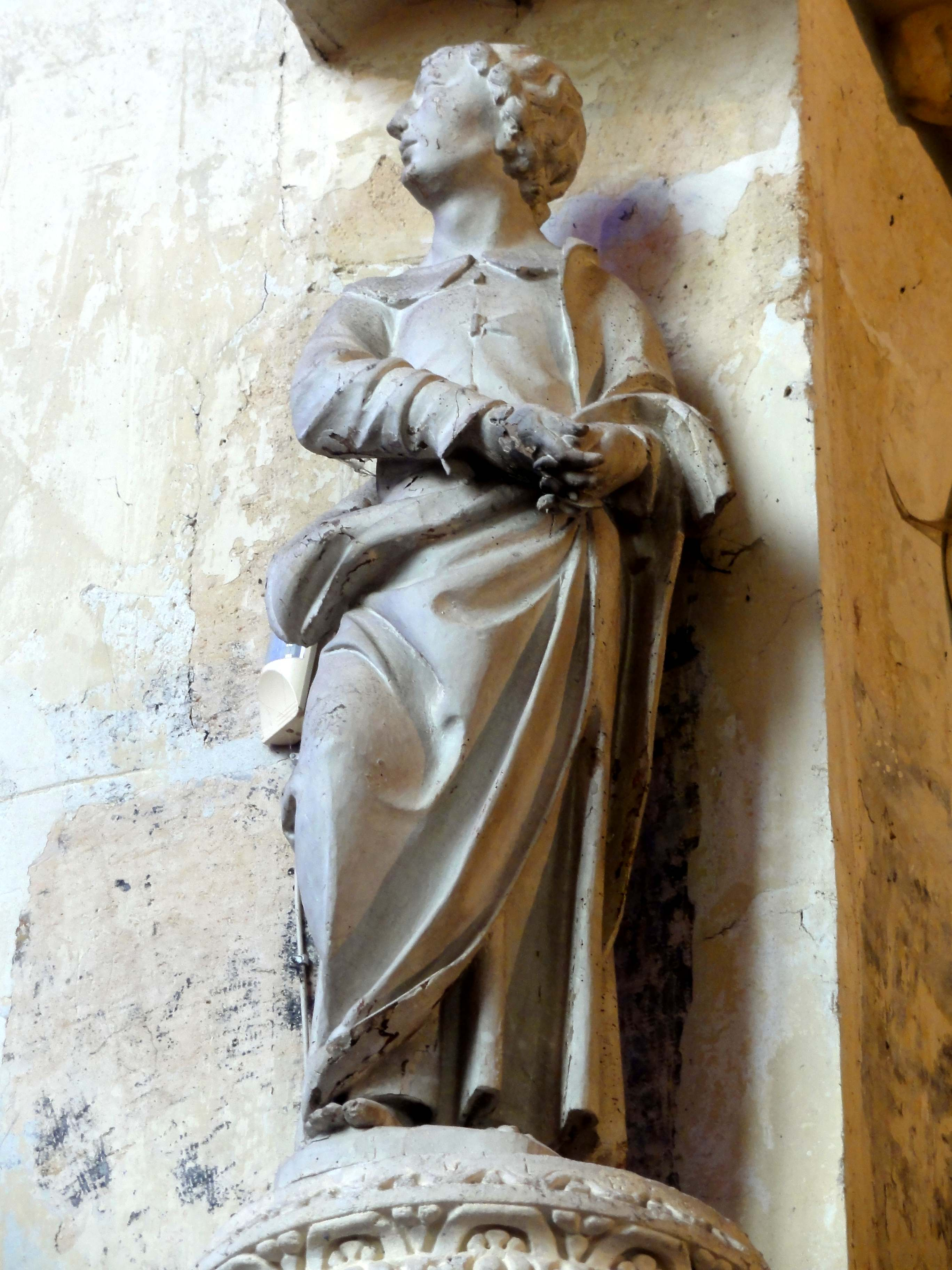
Saint Jean.
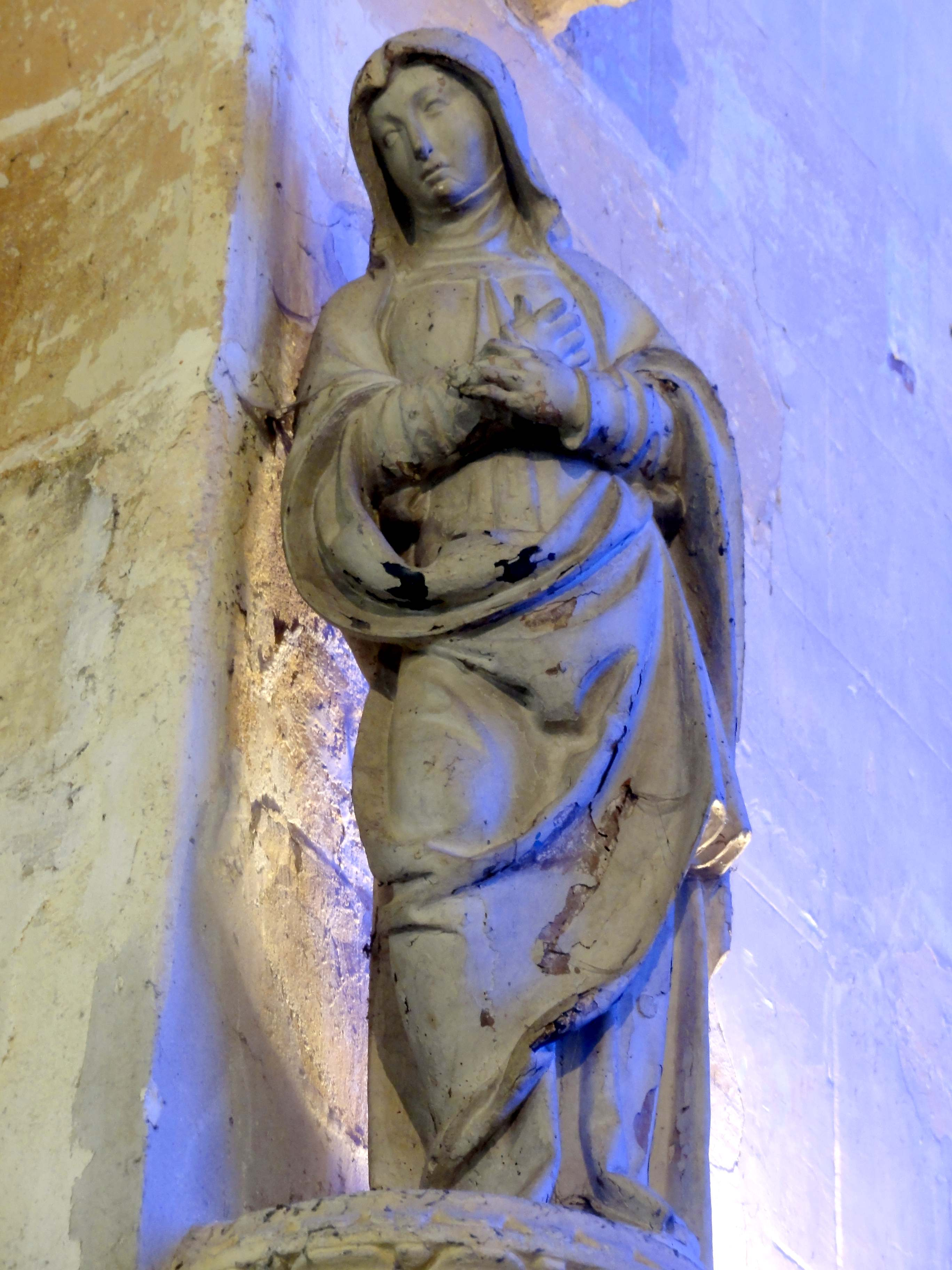
Vierge de douleur.
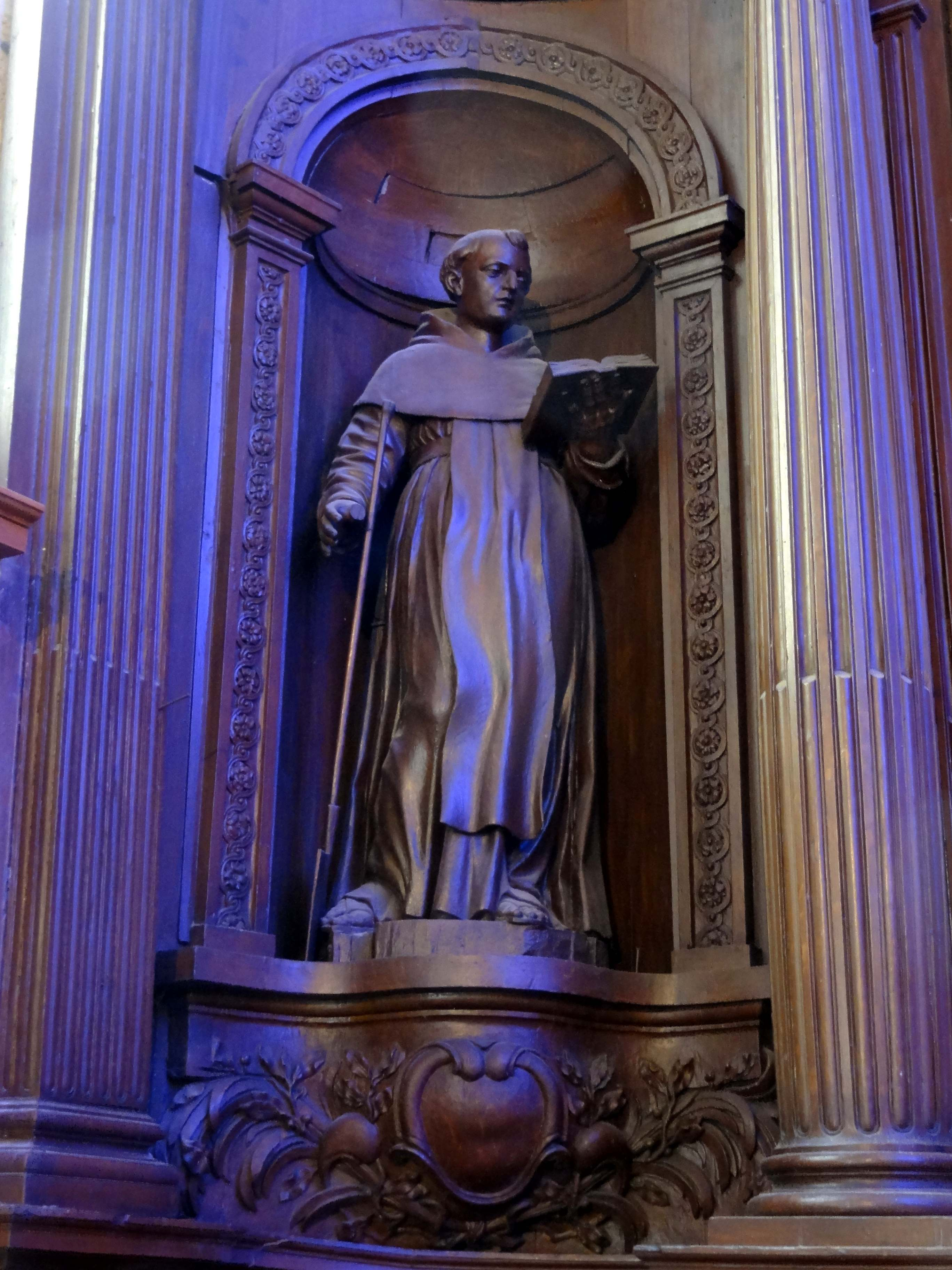
Statue de saint Fiacre.
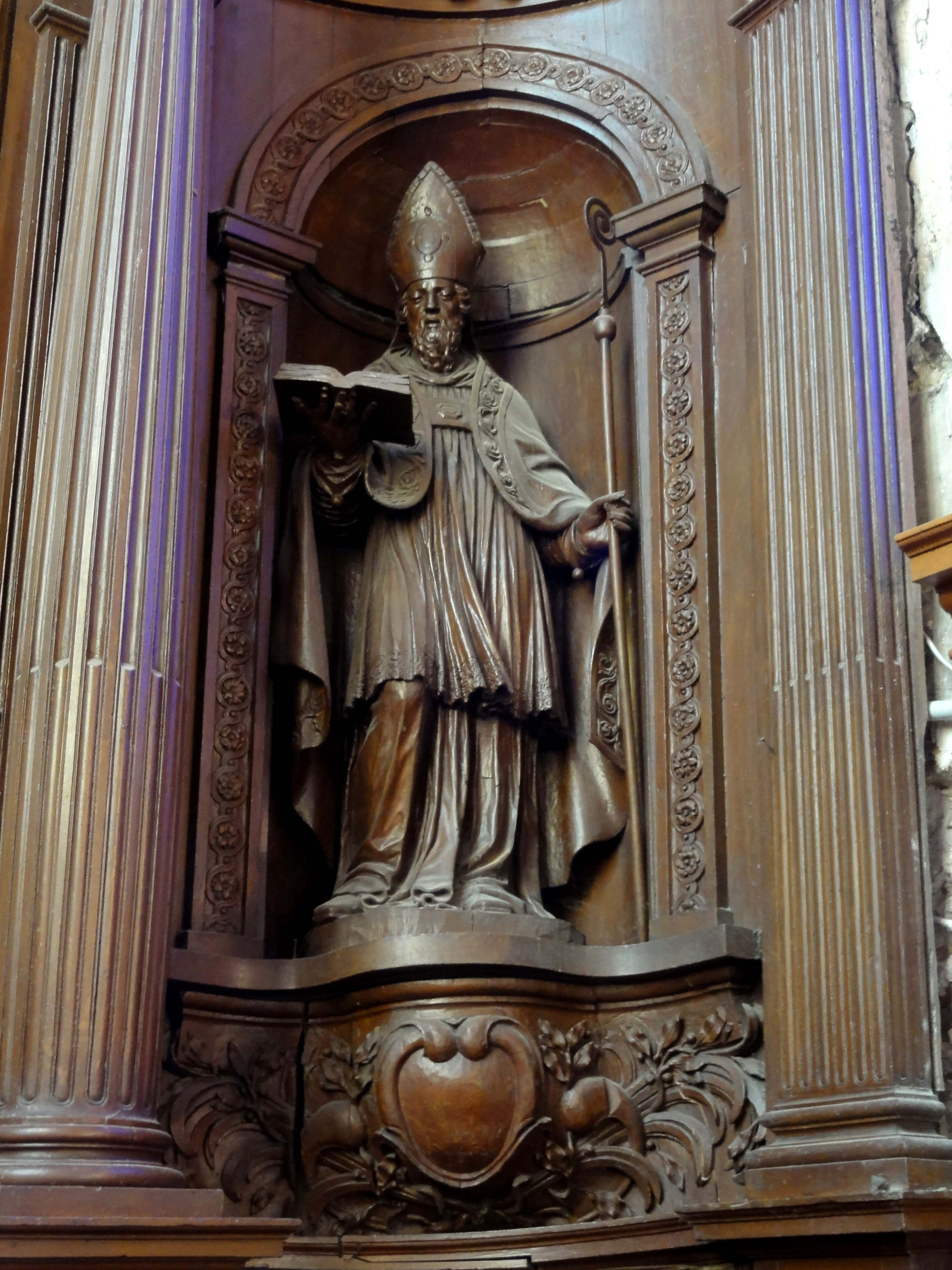
Statue de saint Prix.

- Devant la niche à statue qui surmonte la porte de la sacristie, l'on a placé un petit groupe sculpté néanmoins un peu trop haut pour la niche. Il date du XIVe siècle et représente l'élément de mobilier le plus ancien de toute l'église. L'œuvre évoque une « Éducation de la Vierge » par sainte Anne, mais d'après Roger Large, il s'agit d'une Vierge à l'Enfant[6] : en effet, la mère regarde elle-même le livre qu'elle tient dans sa main droite, et l'enfant devrait être un jeune garçon. Rarement l'enfant Jésus est représenté debout, comme ici, et en mettant une main dans sa bouche, et le livre est plus couramment un attribut de sainte Anne, la mère de la Vierge Marie. Le groupe sculpté n'est pas classé au titre objet, mais vu son emplacement, il est en principe classé au titre immeuble, avec l'église.
- La chapelle Saint-Prix renferme, derrière sa grille en fer forgé, quatre statues en bois polychrome du XVIe siècle. Le saint évêque du premier quart du XVIe siècle devrait représenter saint Prix, et a été classée en 1915, et avait été considéré comme étant en pierre à cette époque[25].
- La statue de saint Fiacre, du dernier quart du XVIe siècle, avait longtemps sa place dans la chapelle au début du bas-côté sud, au revers de la façade. Servant actuellement de débarras, cette chapelle n'a pas été digne de la statue, et elle a ainsi rejoint la chapelle Saint-Prix. L'œuvre est classée depuis 1963[26].
- La statue de saint Roch date de la même époque, est de la même facture, a les mêmes dimensions (hauteur : respectivement 109 cm et 107 cm) et a été classée au même moment. La bêche est moderne[27].
- Une quatrième statue du XVIe siècle représente saint Sébastien (non classée).
- La statue de saint Jean, provenant peut-être elle aussi d'une poutre de gloire, est nettement plus récente que les autres œuvres que comporte la chapelle, et date de la même époque que celle-ci, ou du XVIIIe siècle (non classée).

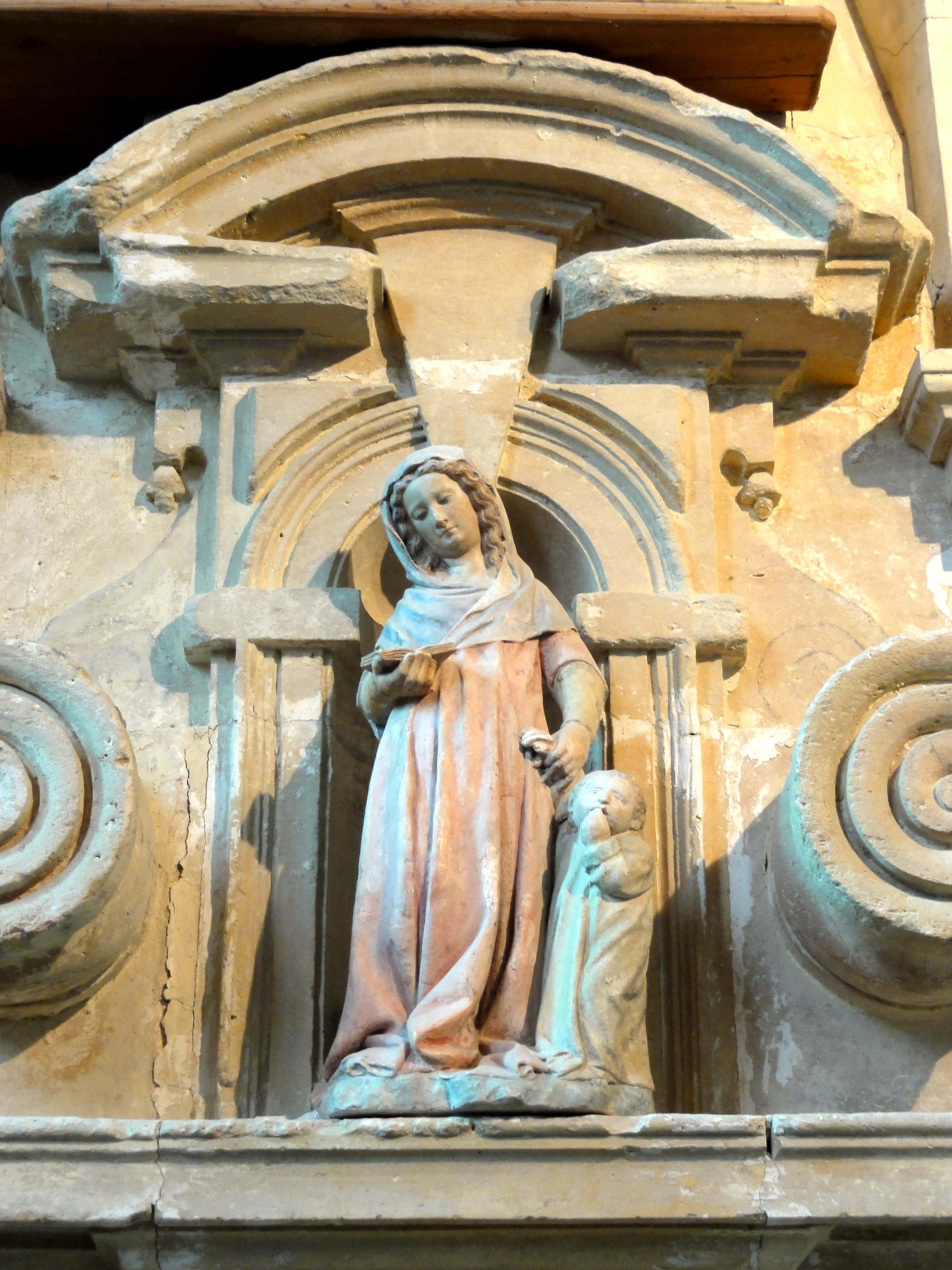
L'Éducation de la Vierge.
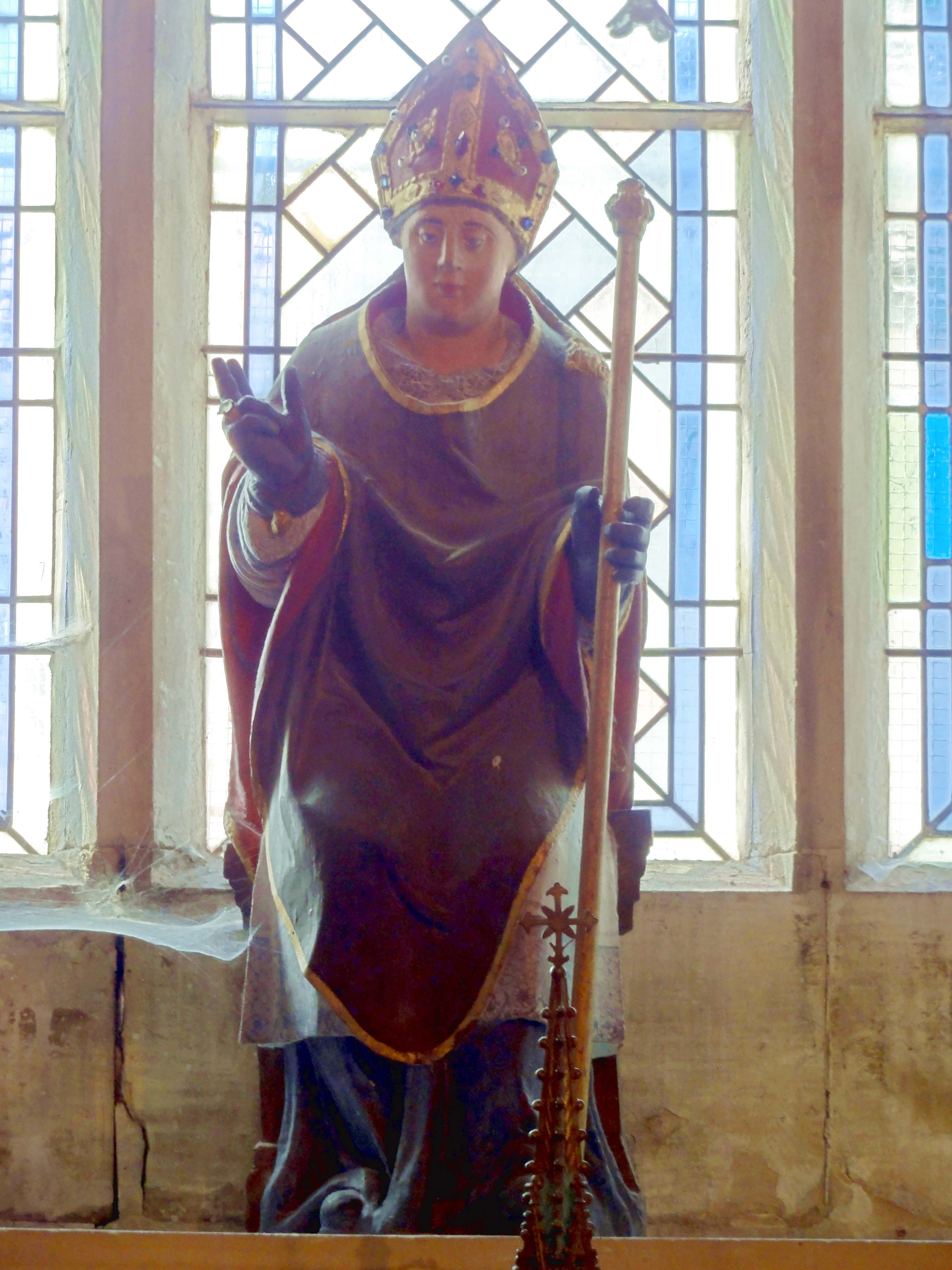
Statue de saint Prix.
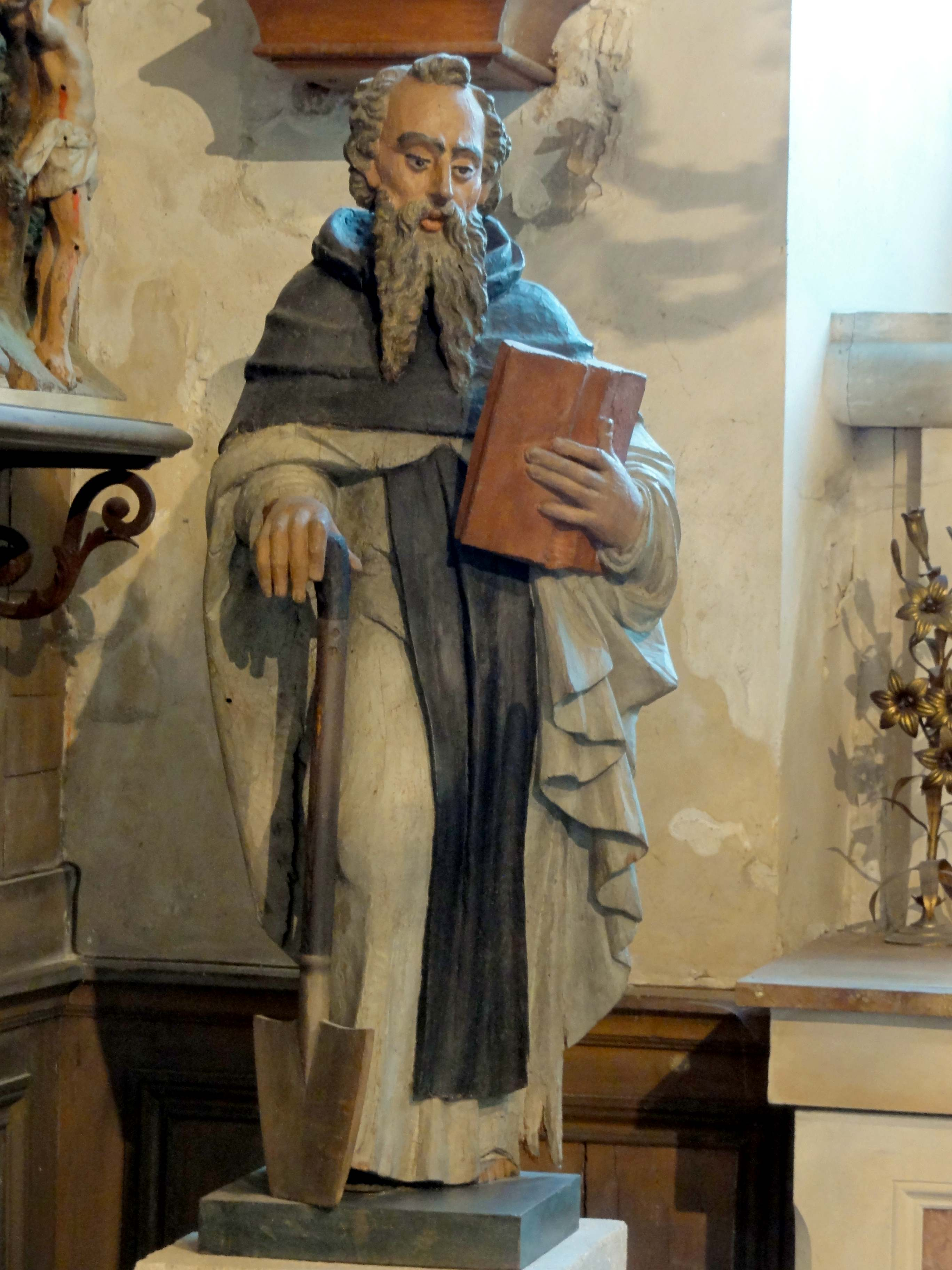
Statue de saint Fiacre.
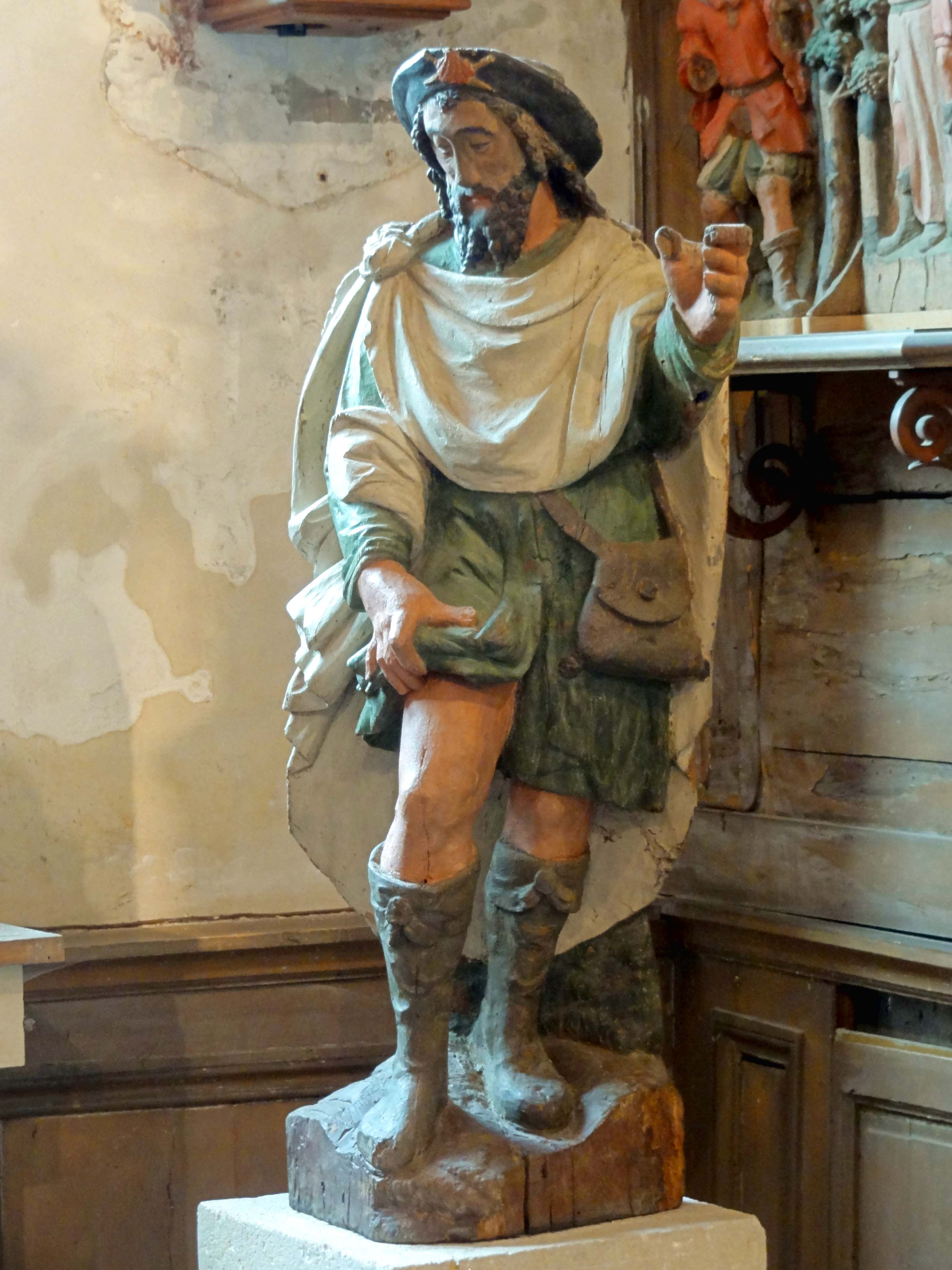
Statue de saint Roch.
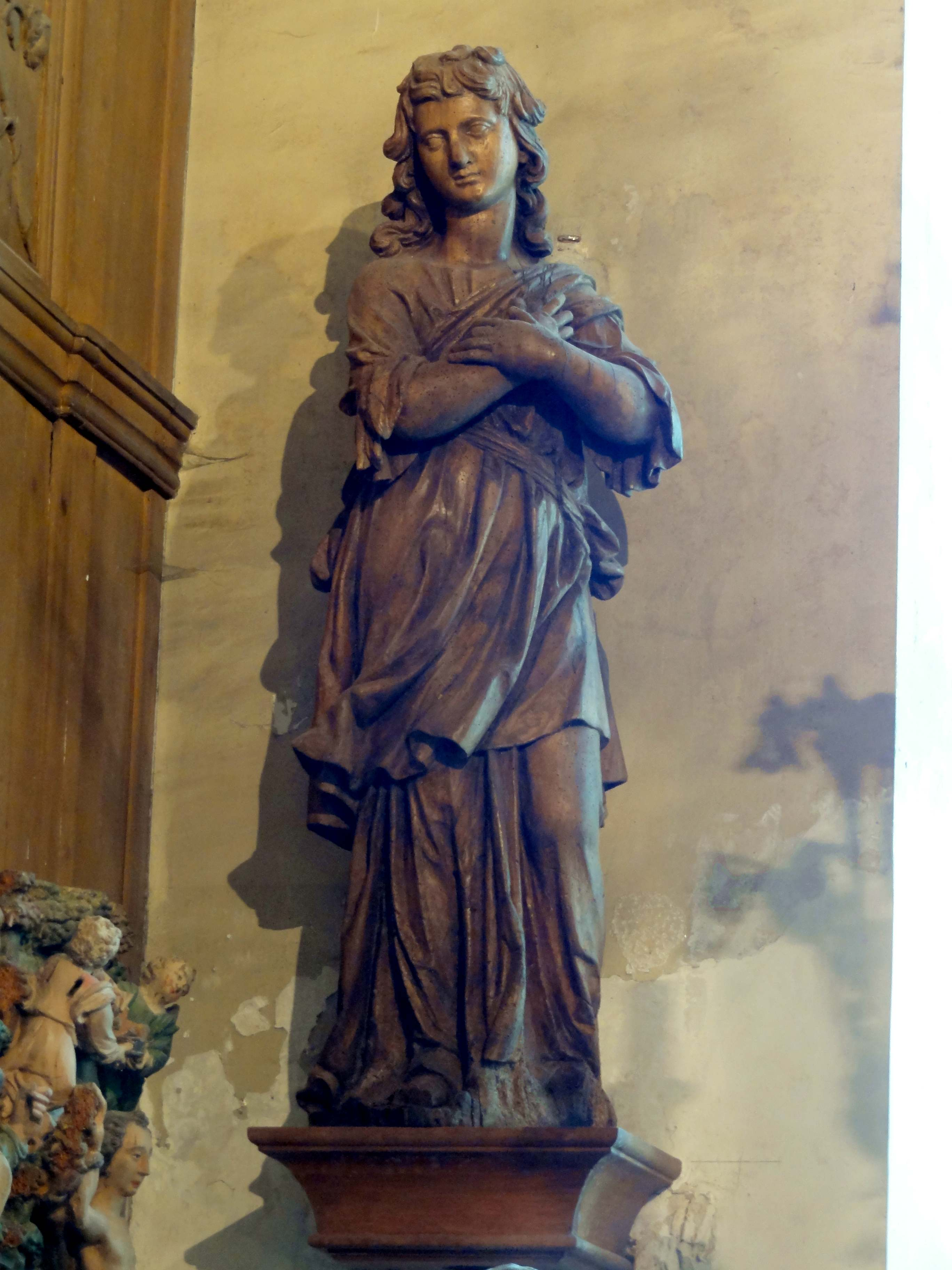
Statue de saint Jean.
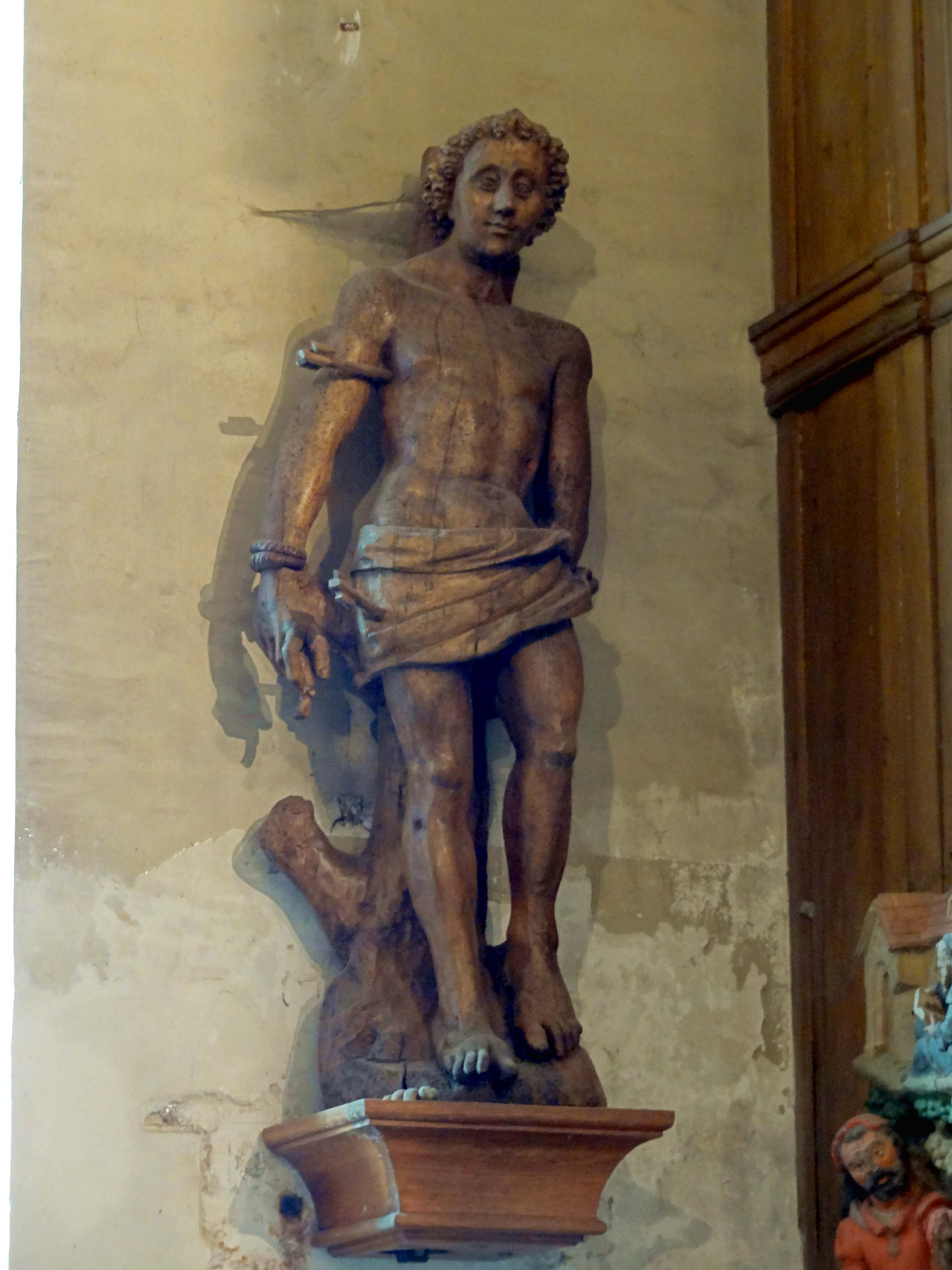
Saint Sébastien.

### Fragments de retable
L'église possède au total six bas-reliefs en bois taillé et peint, qui proviennent tous de retables démantelés. Quatre sont aujourd'hui déposés sur des consoles devant les boiseries de la chapelle Saint-Prix. Ils ont longtemps été conservés dans le musée municipal, et ne sont pas mentionnés par le mobilier de l'église par les principales publications. Quatre autres fragments demeurent au musée.
- Un bas-relief représente un baptême et date probablement de la limite XVIe / XVIIe siècle. Comme particularité, l'élément principal de la scène, en l'occurrence le baptistère, l'enfant, les deux parents et deux prélats, est sculptée séparément en haut-relief, et monté devant le panneau de fond. Le fragment de retable mesure 50 cm de large et 110 cm de haut, et a été classé en 1905[28] (visible au premier plan, à gauche).
- Un bas-relief a pour sujet saint Sébastien et date du XVIe siècle. Il mesure 90 cm de large et 80 cm de haut, et a été classé en 1905[29] (visible en arrière-plan, à gauche).
- Un bas-relief a pour sujet saint Roch et date du XVIe siècle. Il mesure 90 cm de large et 80 cm de haut, et a été classé en 1905[30] (au musée).
- Un bas-relief représente des chantres à l'église et date probablement de la limite XVIe / XVIIe siècle. Il mesure 45 cm de large et 105 cm de haut, et a été classé en 1905[31] (visible au premier plan, à droite).
- Un bas-relief en trois segments a pour sujet la légende de saint Prix et date de la seconde moitié du XVIe siècle. En haut, l'on voit une cité et un monastère devant lequel est assis un ermite en train de lire. En bas, au premier plan, figurent quatre personnages laïques devant un bosquet. L'ensemble mesure 75 cm de large et 74 cm de haut, et a été classé en 2000. Il faisait apparemment partie du même retable que les scènes avec saint Sébastien et saint Roch[32] (visible en arrière-plan, à droite).
- Le sujet d'un autre bas-relief en trois segments n'a pu être identifié : un personnage semble représenter saint Fiacre, et on a été tenté d'y voir un épisode de la légende de saint Fiacre, mais les autres personnages ne rappellent rien dans la légende du saint. L'ensemble mesure 75 cm de large et 72 cm de haut, et a été classé en 1994. Il faisait apparemment partie du même retable que les scènes avec saint Sébastien, saint Roch et saint Prix[33] (au musée).

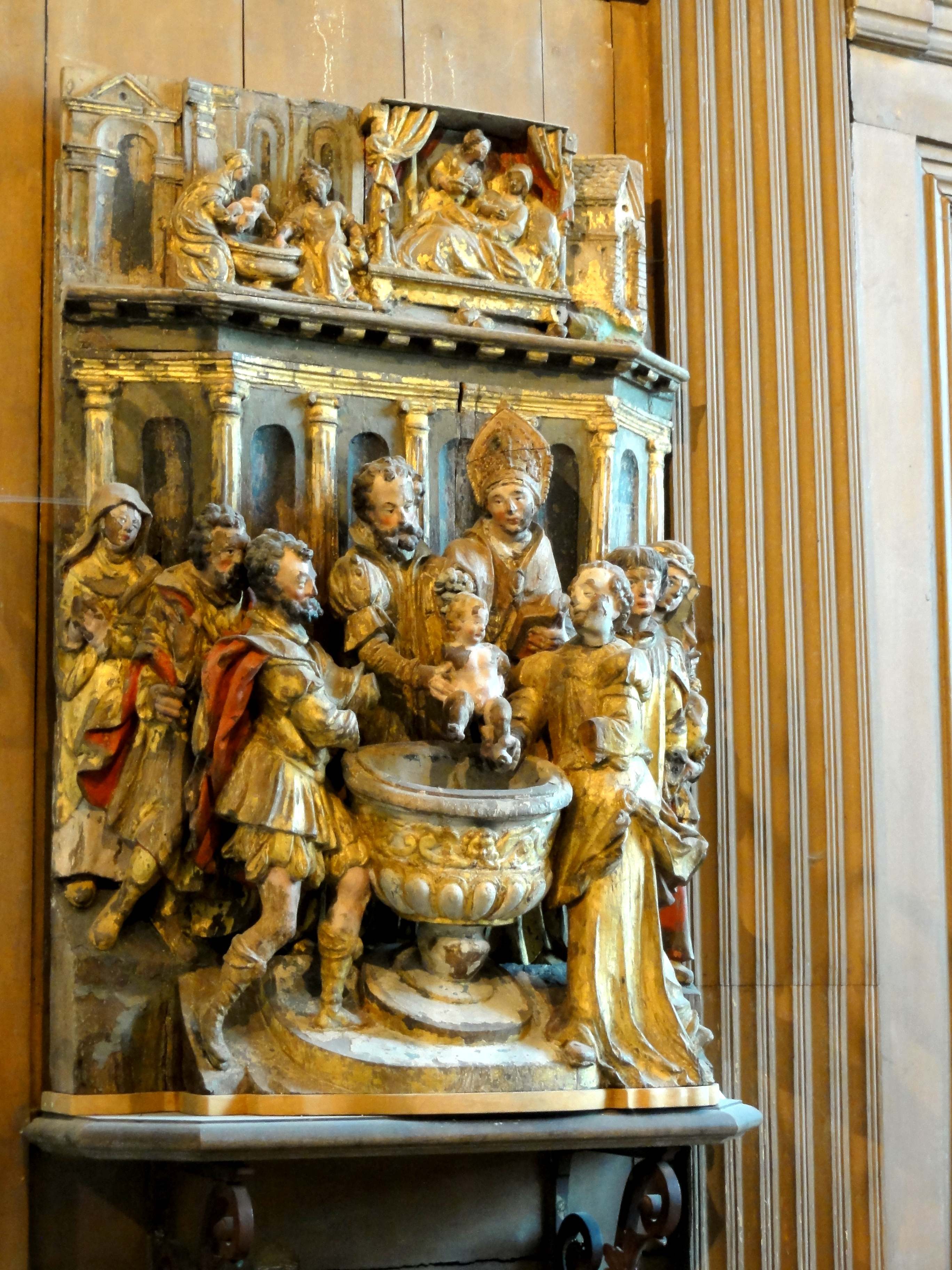
Le Baptême.
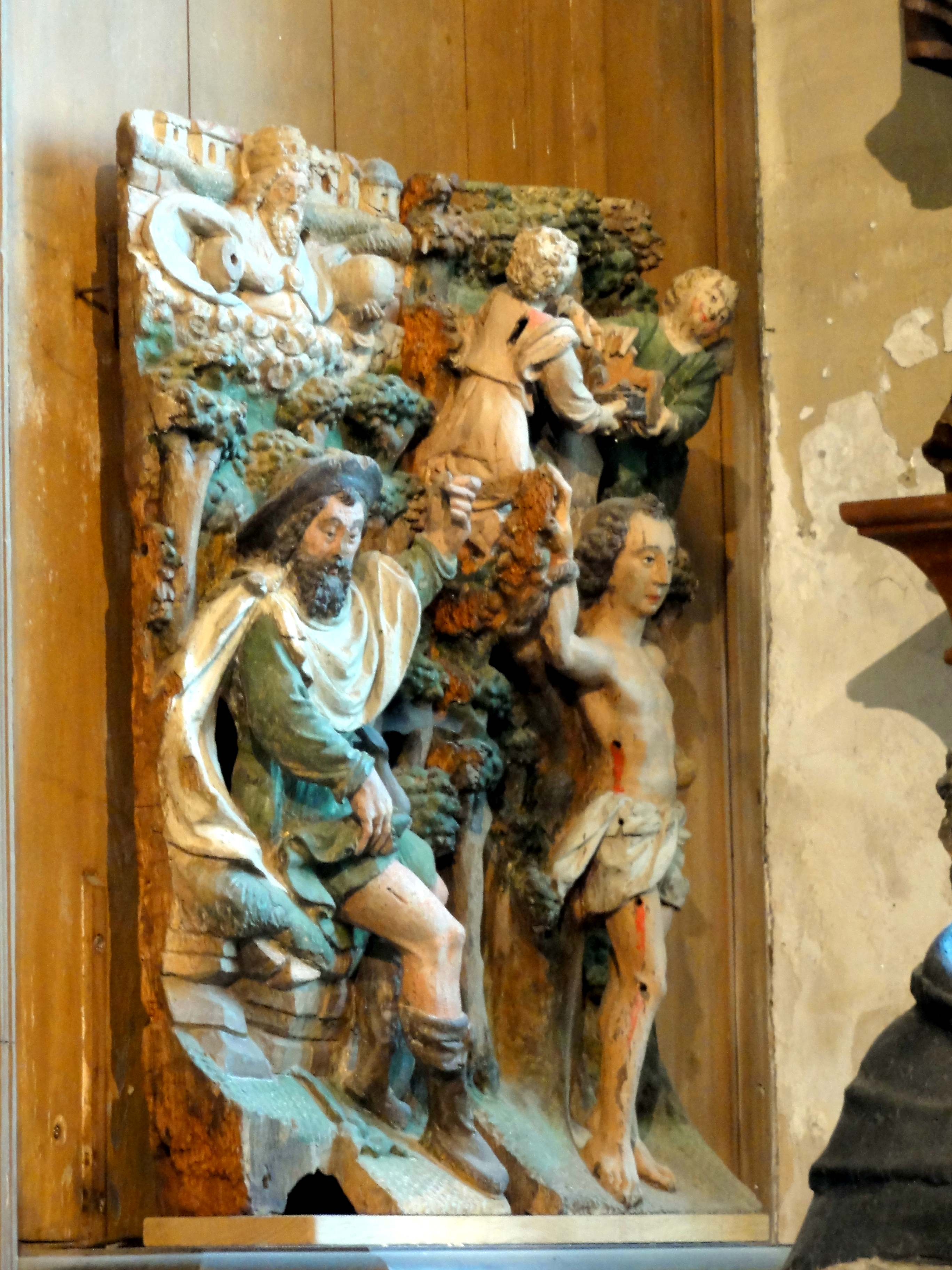
Saint Sébastien.
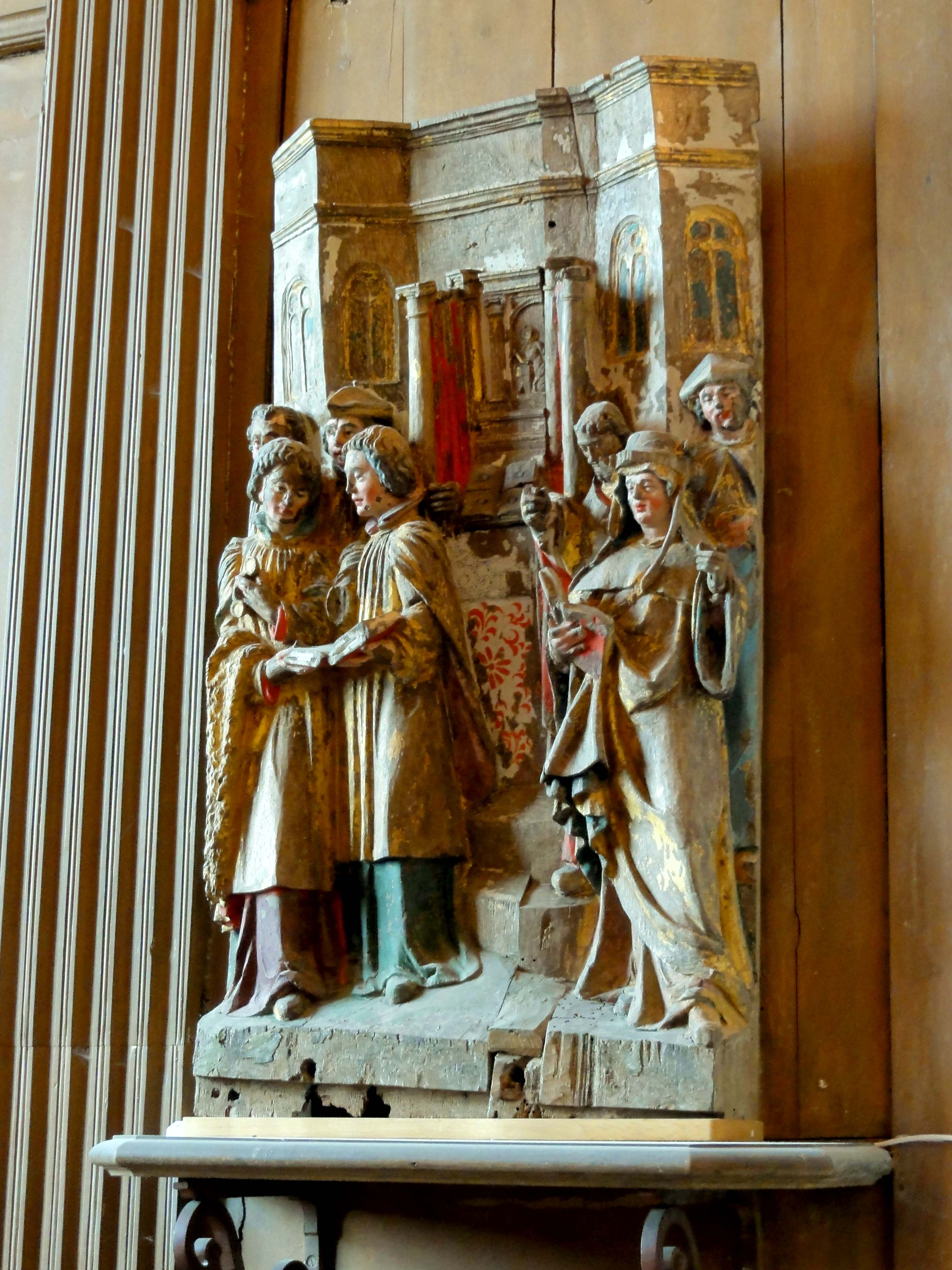
Chantres à l'église.
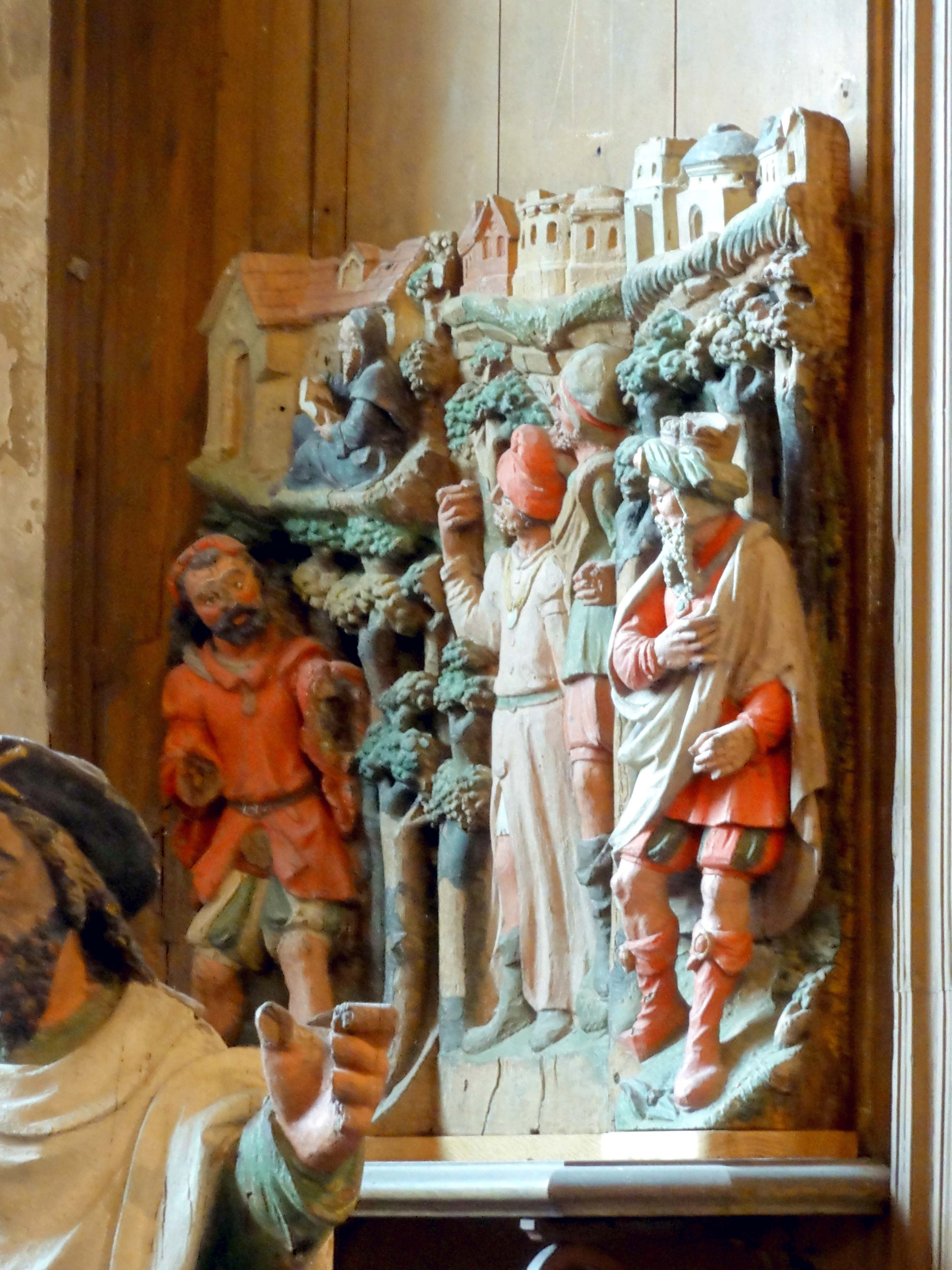
Légende de saint Prix.
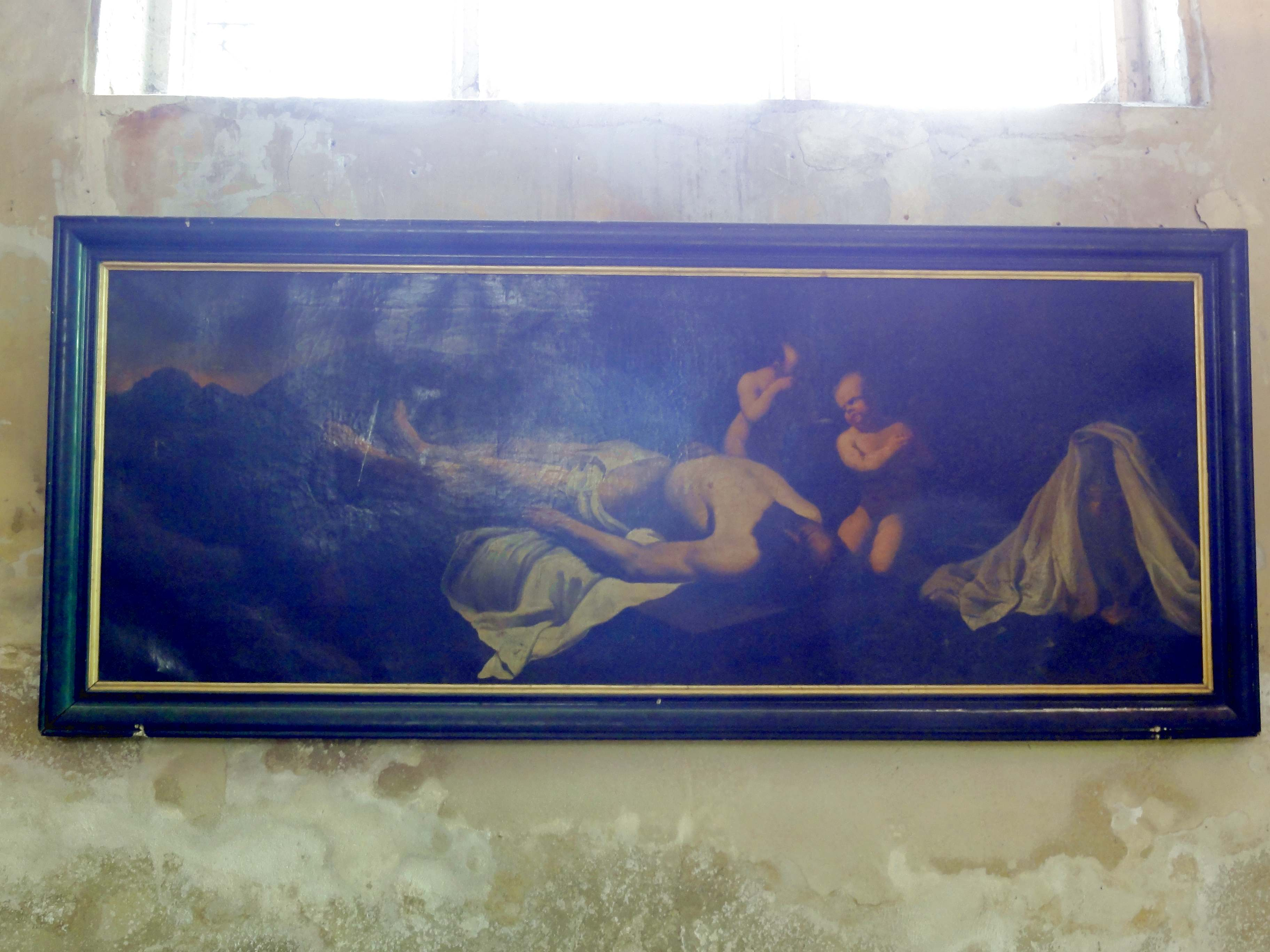
Déploration du Christ mort par les anges.

### Tableaux
- Le tableau au titre « Déploration du Christ mort par les anges », peint à l'huile sur toile par un maître anonyme, mesure 170 cm de large et 90 cm de haut, et date du XVIIe siècle. Il est classé depuis 1975[34].
- On manque de renseignements sur les autres tableaux, assez nombreux, et pour la plupart, de belle facture.

### Autres éléments du mobilier
- Les fonts baptismaux se composent d'un socle octogonal garni de quatre consoles, le tout en marbre blanc, et d'une cuve ovale en marbre rouge, agrémenté de moulures. Une courte inscription se lit sur le socle : « MreFrançois Vallin docteur de Sorbonne et curé de cette église 1723 »[35]. Sur une autre face, figurent les armes du donateur, Edme-Michel Rigault, procureur au Châtelet : la couronne comtale d'azur à un chevron, surmontée d'une étoile et accompagnée de trois grenades. Les lettres FMD semblent correspondre aux initiales des prêtres Forfait et Mansart, et du vicaire Desjardins[4] (non classés).
- La dalle funéraire à effigie gravée de R.P. Étienne Favières, prieur du prieuré du Bois-Saint-Père (près de Saint-Prix) et chanoine de l'abbaye Saint-Victor, se trouvait initialement au chœur, mais a été redressée contre le mur de la chapelle baptismale. Elle mesure 233 cm de haut et 90 cm de large, et le défunt y est représenté en surplis à larges manches pendantes, au milieu d'un encadrement à arcades ornées d'oves et de moulures. L'inscription n'est plus entièrement lisible, mais a été relévée au XIXe siècle par le baron Ferdinand de Guilhermy : « Hic jacet R. P. Stephanus Favieres regalis abbatiae Sti Victoris canonicus ac quondam prior Deinde Bæ Mariae de nemore Sti Petri vir pietate modestia mansuetudine carita te ad pauperes ac regularis instituti iugi observatione spectabilis / obiit die XXVI jaunar AD. MDCXCI. Ætatis LXXIV ». La dalle est classée depuis 1908[36],[37].
- À côté, la dalle funéraire de Nicolas de Saint-Denis, curé de Saint-Prix, est également redressée contre le mur. L'inscription, en très grands caractères, est toujours bien lisible et occupe presque toute la surface : « D.O.M. Cy-gît Messire Nicolas de Saint-Denis, curé de ce lieu, qui après avoir desservy cette église pendant trente-neuf ans et plus, est décédé le 27 juillet 1707. Passant pense à bien passer. Requiescat in pace » (non classée).
- Fait assez rare pour être signalé, la grille du chœur en fer forgé est toujours en place[6]. Une autre grille ferme la dernière grande arcade de la nef au nord, derrière le banc d'œuvre (non classée).
- Près de la porte de la sacristie, un petit monument encastré dans le mur entretient le souvenir de H. de Gesne, curé de Saint-Prix, et arbore le portrait en profil du défunt (non classé).
- Un lustre en verre de Venise, aujourd'hui déposé, et datant de la limite XVIIe / XVIIIe siècle, est classé depuis 1975[38].
- Un vieux coffre-bahut en bois, muni de ferrures, dimensions non prises, a été décrite comme datant du XVIIe siècle lors du classement en 1911, mais date plutôt du XIIe siècle[39]. Il n'est plus visible dans l'église.
- Quatre cloches ont été bénites en 1691. Fait exceptionnel, deux parmi elles ont survécu à la Révolution, alors qu'habituellement, une seule a été laissée en place, afin de pouvoir sonner le tocsin. Ferdinand de Guilhermy a relevé l'inscription de la plus grosse des deux cloches, l'autre n'étant pas accessible : « Nous 4 avons estés benistes par Me Iean Rovusselet doctevr en théologie cvré de céans et doyen de chrestienté. Me Olivier Fayet Sr de Mavgarny président avx enqvestes de la covr de Parlement Me Antoine de Montholon prievr de céans & Damle Loyse Collin fMe de noble homme MMe Iean de Montholon conMer du Roy en son chMlet de Paris pareins et mareine 1616 »[40].

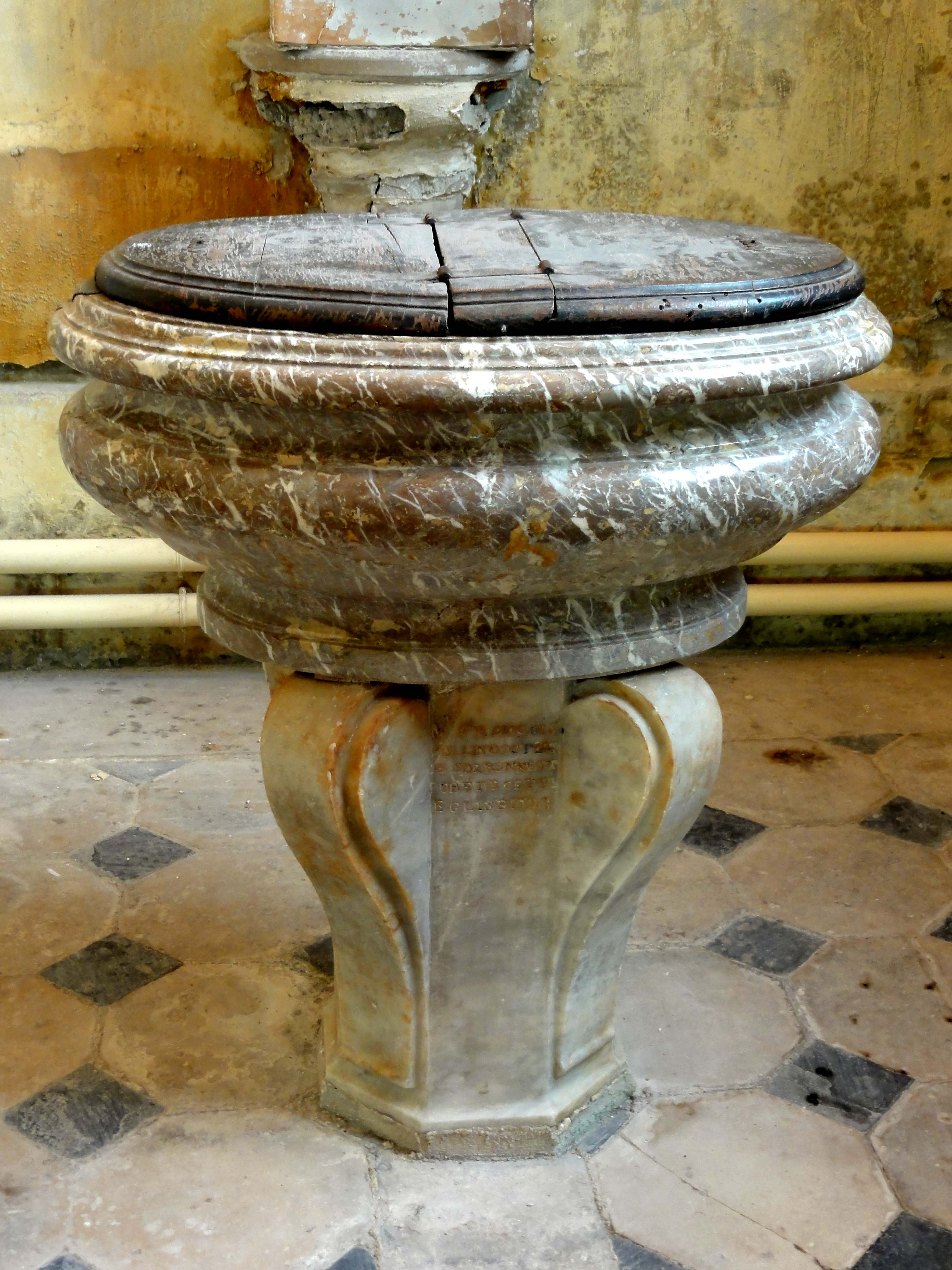
Fonts baptismaux.
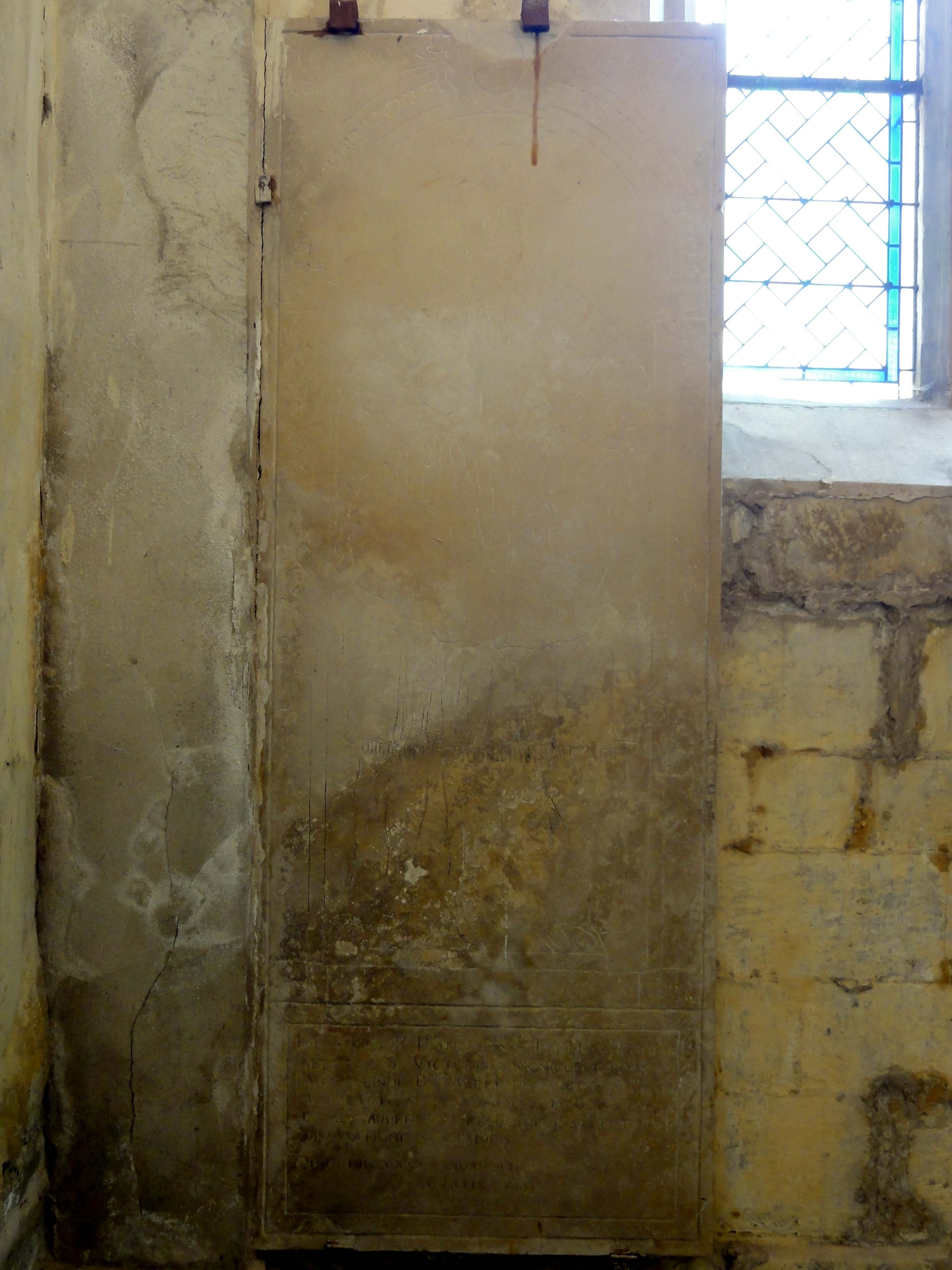
Dalle funéraire d'Étienne Favières.
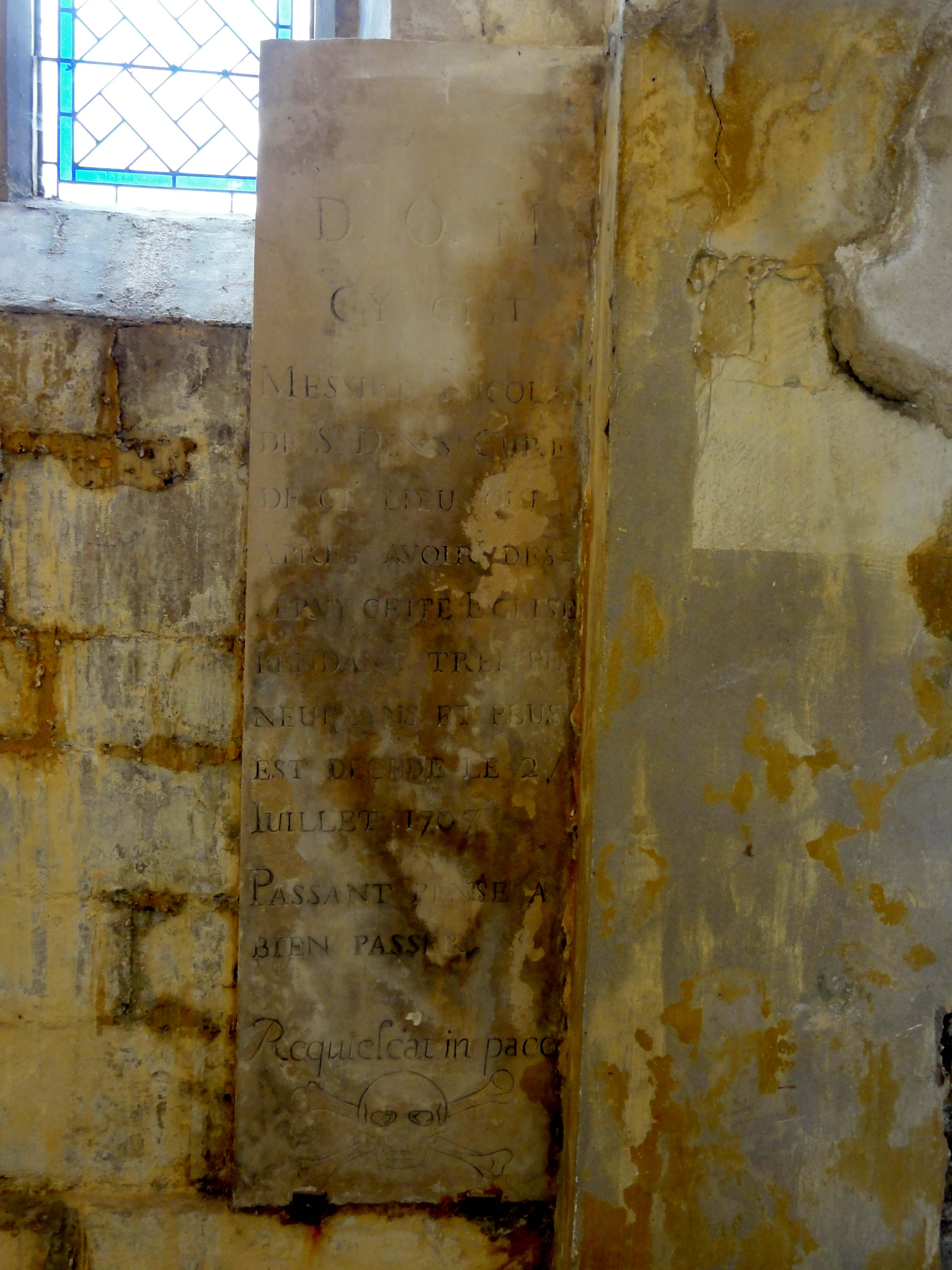
Dalle funéraire de Nicolas de Saint-Denis.
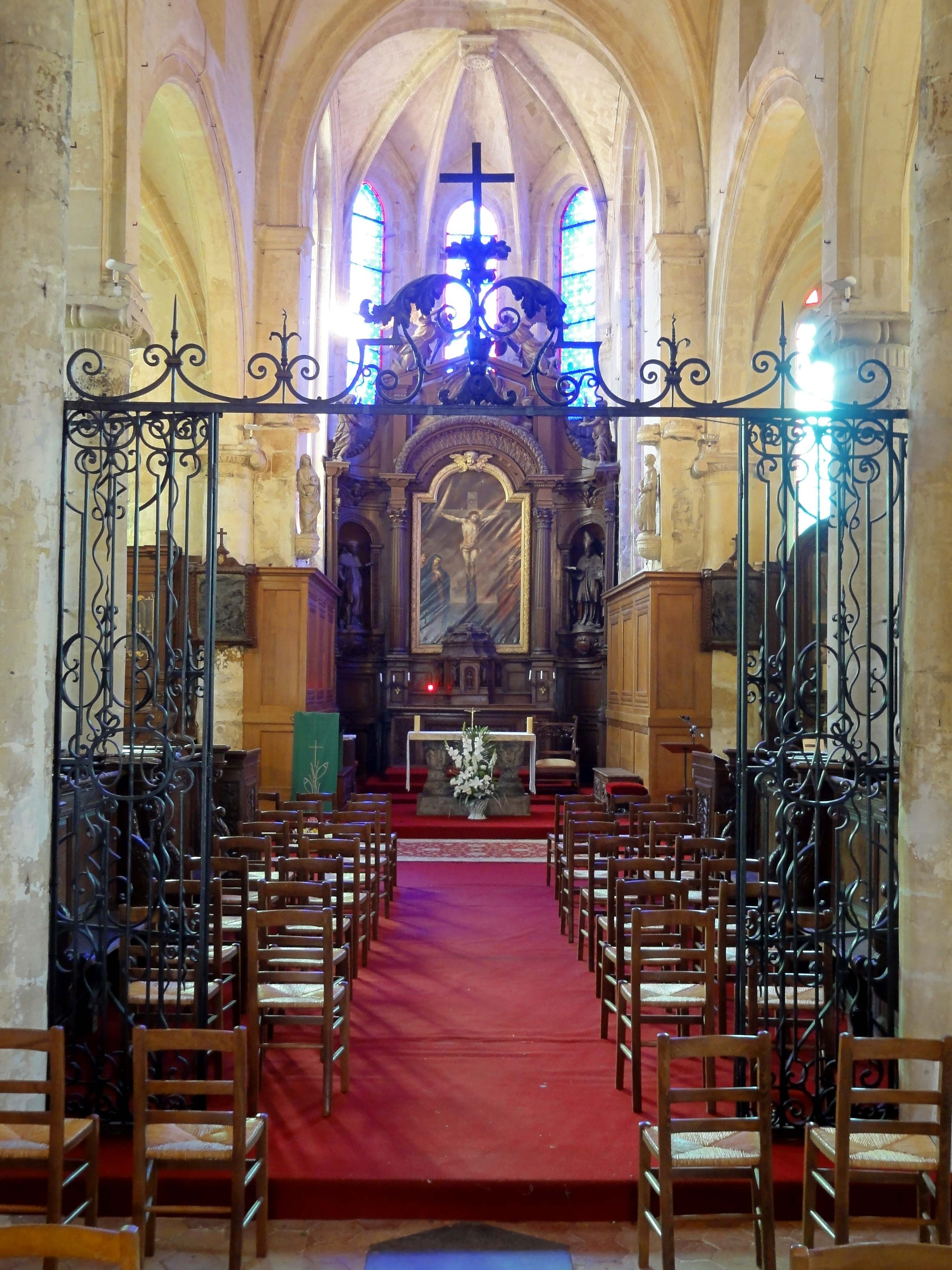
Grille du chœur.
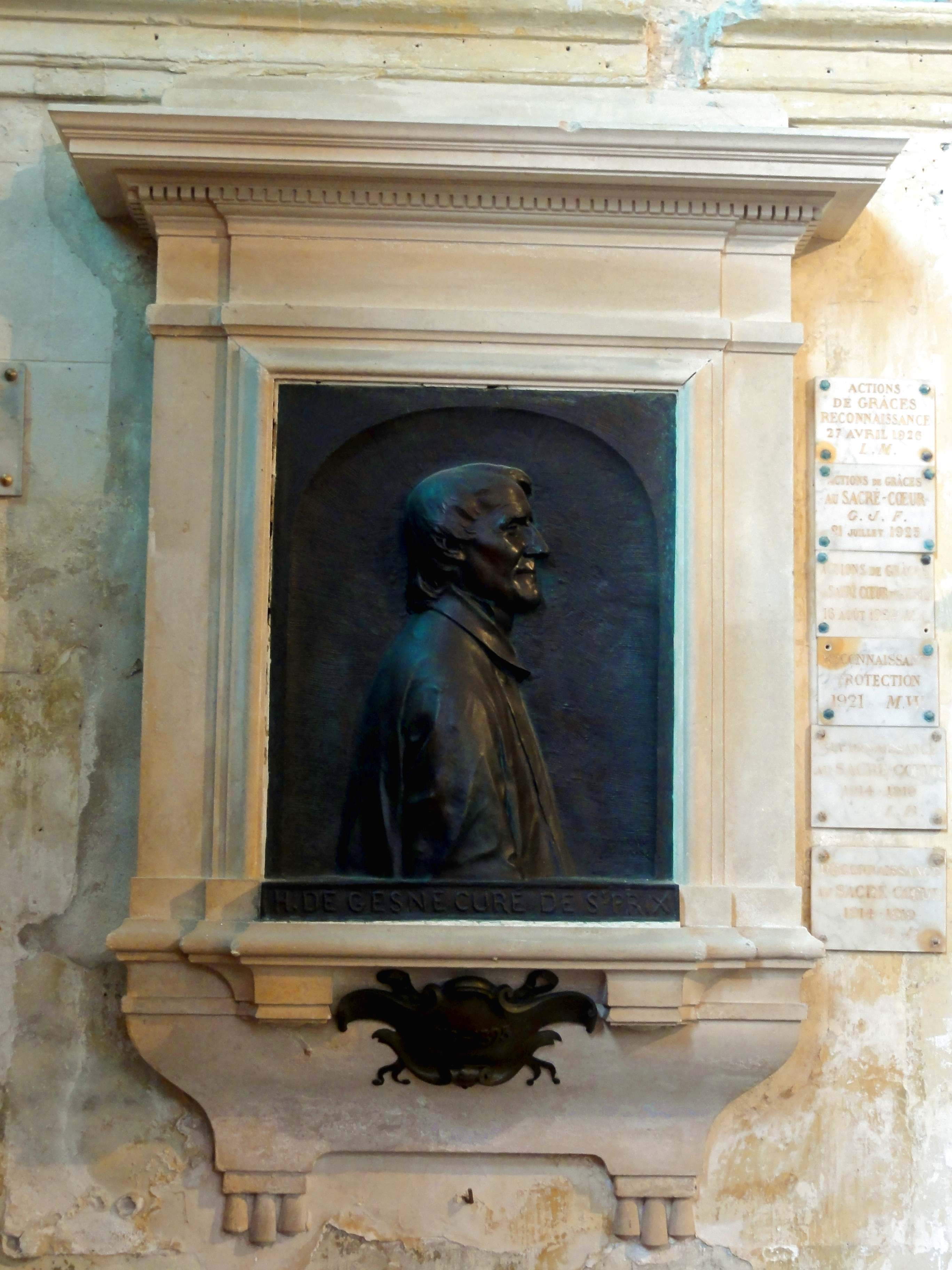
Monument pour H. de Gesne, curé de Saint-Prix.